# Liste der Biografien/In
Liste der Biografien |
Portal Biografien |
Personensuche
# |
A |
B |
C |
D |
E |
F |
G |
H |
I |
J |
K |
L |
M |
N |
O |
P |
Q |
R |
S |
T |
U |
V |
W |
X |
Y |
Z |
?
 
Ia |
Ib |
Ic |
Id |
Ie |
If |
Ig |
Ih |
Ii |
Ij |
Ik |
Il |
Im |
In |
Io |
Ip |
Iq |
Ir |
Is |
It |
Iu |
Iv |
Iw |
Ix |
Iy |
Iz
Die Liste der Biografien führt alle Personen auf, die in der deutschsprachigen Wikipedia einen Artikel haben. Dieses ist eine Teilliste mit 1195 Einträgen von Personen, deren Namen mit den Buchstaben „In“ beginnt.

## In
- In der Gand, Hanns (1882–1947), Schweizer Volksliedsammler und Soldatensänger
- In der Maur-Koenne, Maria (* 1973), österreichische Rechtsanwältin und Politikerin (NEOS), Landtagsabgeordnete
- In der Smitten, Franz Josef (1929–2010), deutscher Fernsehtechniker und Professor für Nachrichtentechnik
- In ’t Ven, Paul (* 1945), belgischer Radrennfahrer
- In ’t Ven, Willy (* 1943), belgischer Radrennfahrer
- In Tam (1922–2006), kambodschanischer Politiker
- In, Chang-soo (* 1972), südkoreanisch-argentinischer Fußballspieler und Fußballtrainer
- In, Kyo-don (* 1992), südkoreanischer Taekwondoin
- In, Myung-jin (* 1946), südkoreanischer Geistlicher
- In-Albon, Charly (* 1957), Schweizer Fußballspieler
- In-Albon, Fabienne (* 1986), Schweizer Golfspielerin
- In-Albon, Heinrich († 1666), Schweizer Landvogt und Bannerherr
- In-Albon, Johann († 1608), Schweizer Jurist, Notar und Politiker
- In-Albon, Peter Ludwig (1823–1892), Schweizer Ständerat, Advokat und Notar
- In-Albon, Simon (1492–1540), Schweizer Landvogt
- In-Albon, Ylena (* 1999), Schweizer Tennisspielerin
- In-Grid (* 1973), italienische SängerinIn-Grid (* 1973)

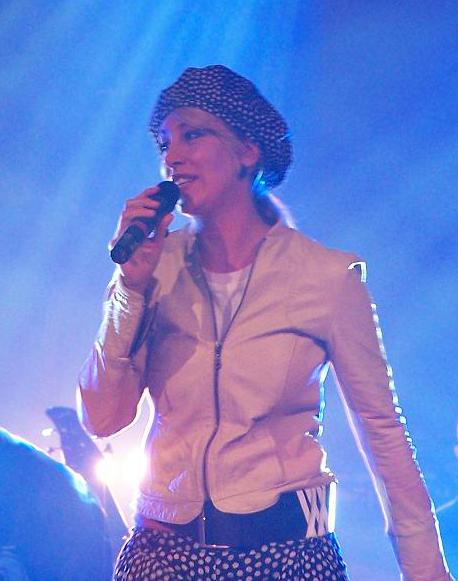
In-Grid (* 1973)

### Ina
- Ina Tenga († 1683), Herrscherin von Seba, Sawu
- Ina, Kyoko (* 1972), US-amerikanische Eiskunstläuferin
- Ina, Tadatsugu (1550–1610), japanischer Administratur
- Inaba, Atsushi (* 1971), japanischer Spieleentwickler, Unternehmer
- Inaba, Carrie Ann (* 1968), US-amerikanische Tänzerin, Schauspielerin, Sängerin und Choreographin

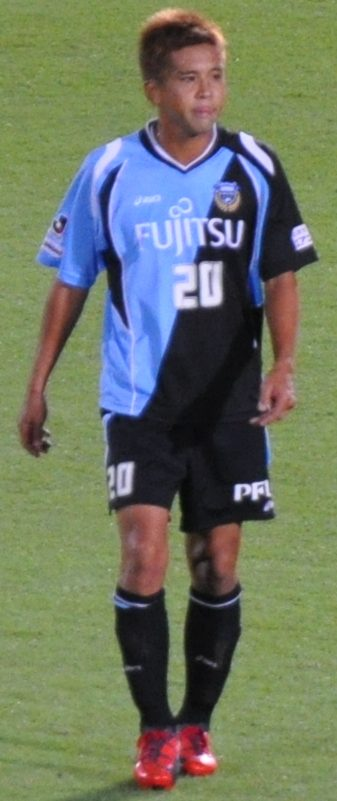
Jun’ichi Inamoto (* 1979)

- Inaba, Gaku (* 2002), japanischer Fußballspieler
- Inaba, Hisahito (* 1985), japanischer Fußballspieler
- Inaba, Kayo (* 1950), japanische Biologin und Immunologin
- Inaba, Kōshi (* 1964), japanischer Musiker, Sänger der japanischen Band B'z
- Inaba, Kunimitsu (* 1934), japanischer Jazzmusiker
- Inaba, Shunsei (1890–1976), japanischer Maler der Nihonga-Richtung
- Inaba, Shūto (* 1993), japanischer Fußballspieler
- Inaba, Yamato (* 1943), japanischer Politiker (Liberaldemokratische Partei), Mitglied des Repräsentantenhauses
- Inaba, Yasuhiro (* 1985), japanischer Ringer
- Inaba, Yoshio (1920–1998), japanischer Schauspieler
- Inäbnit, Vreni (* 1948), Schweizer Skirennfahrerin
- Inabo, Rukebai (* 1958), palauische Politikerin
- Inachin, Kyra T. (1968–2012), deutsche Historikerin
- Inácio, Francisco, portugiesischer Radrennfahrer
- Inácio, Gonçalo (* 2001), portugiesischer Fußballspieler
- Inácio, Hermínio da Palma (1922–2009), portugiesischer Widerstandskämpfer
- Inacio, Jessica (* 1991), deutsche Handballspielerin
- Inácio, Piá (* 1982), brasilianischer Fußballspieler
- Inacker, Michael J. (* 1964), deutscher Journalist, Buchautor und Manager
- Inada, Etsuko (1924–2003), japanische Eiskunstläuferin
- Inada, Ken-Ichi (1925–2002), japanischer Wirtschaftswissenschaftler
- Inada, Kōji (* 1985), japanischer Fußballspieler
- Inada, Masaru (* 1978), japanischer Skeletonpilot
- Inada, Masazumi (1896–1986), japanischer General
- Inada, Ryūkichi (1874–1950), japanischer Bakteriologe
- Inada, Tomomi (* 1959), japanisches Politikerin
- Inadome, Sukenao (1552–1611), japanischer Büchsenmacher
- Inafuku, Taku (* 2002), japanischer Fußballspieler
- Inafune, Keiji (* 1965), japanischer Computerspieleentwickler
- Inagaki, Chūsei (1897–1922), japanischer Maler
- Inagaki, Gorō (* 1973), japanischer Sänger und Schauspieler
- Inagaki, Hiroshi (1905–1980), japanischer Filmregisseur
- Inagaki, Hiroyuki (* 1970), japanischer Fußballspieler
- Inagaki, Hisao (1929–2021), japanischer Interpret des Buddhismus
- Inagaki, Jirō (1933–2024), japanischer Jazz- und Fusionmusiker (Saxophon, Komposition)
- Inagaki, Seiji (* 1973), japanischer Leichtathlet
- Inagaki, Shō (* 1991), japanischer Fußballspieler
- Inagaki, Taruho (1900–1977), japanischer Schriftsteller
- Inagaki, Toshijirō (1902–1963), japanischer Textilfärber
- Inagaki, Yūta (* 1992), japanischer Fußballspieler
- İnal, Bülent (* 1973), türkischer SchauspielerBülent İnal (* 1973)

Bülent İnal (* 1973)

- Inal, Esra (* 1981), deutsche Schauspielerin, Autorin und Lehrerin türkischer Herkunft
- İnal, Selahattin (1909–1996), türkischer Politiker, Forstingenieur und Minister
- İnal, Turgay (* 1958), türkischer Fußballspieler
- İnal, Ümit (* 1969), türkischer Fußballspieler
- İnalcık, Halil (1916–2016), türkischer Historiker mit Spezialgebiet Osmanisches Reich
- Inalkajew, Abubakar Aslambekowitsch (* 2004), russischer Fußballspieler
- Inaltschuk († 1219), Gouverneur von Otrar
- Inam, Münire (* 1983), österreichische Fernsehmoderatorin und Journalistin
- Inama von Sternegg, Fanny (1870–1928), österreichische Malerin
- Inama von Sternegg, Johann Paul (1877–1950), österreichischer Verwaltungsjurist
- Inama von Sternegg, Karl (1851–1924), bayerischer General der Infanterie
- Inama von Sternegg, Karl (1871–1931), österreichischer Historiker, Genealoge und Heraldiker
- Inama von Sternegg, Theodor (1843–1908), deutsch-österreichischer Staatswissenschaftler, Statistiker und Wirtschaftshistoriker
- Inama, Adalbert (1798–1879), österreichischer Prämonstratenser und Missionar
- Inama, Peter Anton (1715–1783), österreichischer Jurist und Hochschullehrer
- Inama, Vigilio (1835–1912), italienischer Historiker
- Inami, Anju (* 1996), japanische Schauspielerin und Synchronsprecherin (Seiyu)
- Inami, Mone (* 1999), japanische Golferin
- Inami, Sena (* 1992), japanischer Fußballspieler
- Inami, Tetsuyuki (* 1999), japanischer Fußballspieler
- Inamori, Katsuhisa (* 1994), japanischer Fußballspieler
- Inamori, Kazuo (1932–2022), japanischer Unternehmer
- Inamoto, Jun’ichi (* 1979), japanischer FußballspielerJun’ichi Inamoto (* 1979)
- Inamura, Hayato (* 2002), japanischer Fußballspieler
- Inamura, Kazumi (* 1972), japanische Politikerin
- Inamura, Keita (* 1997), japanischer Snowboarder
- Inamura, Sampaku (1758–1811), japanischer Mediziner und Übersetzer
- ʽInān al-Nāṭifīya, arabische Dichterin und Konkubine
- İnan, Afet (1908–1985), türkische Historikerin und ein Soziologin
- Inan, Alev (* 1974), Pädagogin und Hochschullehrerin
- Inan, Cihan (* 1969), türkisch-schweizerischer Drehbuchautor, Theater- und Filmregisseur
- İnan, Jale (1914–2001), türkische Klassische Archäologin
- Inan, Kaya (* 1983), Schweizer Filmeditor
- İnan, Kerem (* 1980), türkischer Fußballspieler
- İnan, Murat (* 1955), türkischer Fußballspieler
- İnan, Nadire (* 1984), deutschtürkische Fußballspielerin
- İnan, Selçuk (* 1985), türkischer FußballspielerSelçuk İnan (* 1985)

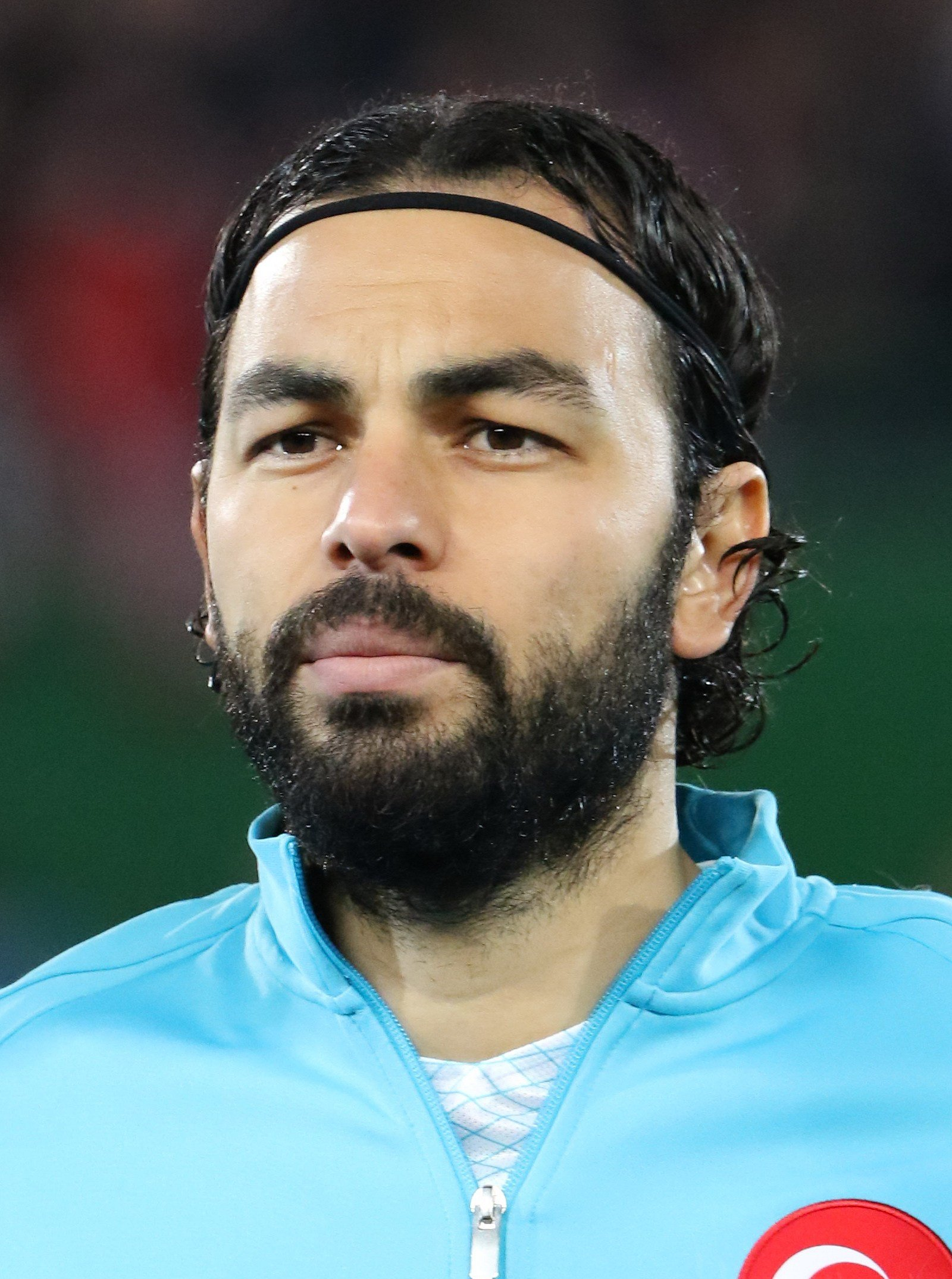
Selçuk İnan (* 1985)

- Inan, Serkan (* 1986), schwedischer Basketballspieler
- İnanç, Çetin (* 1941), türkischer Filmregisseur und Filmproduzent
- İnanç, Efe (* 1980), türkischer Fußballspieler
- İnançer, Ömer Tuğrul (1946–2022), türkischer Anwalt, Autor und Sufimusiker
- Ináncsi, Rita (* 1971), ungarische Leichtathletin
- İnandık, Aslı (* 1989), türkische Schauspielerin
- Inangorore, Larissa (* 1984), burundische Schwimmerin
- İnanır, Kadir (* 1949), türkischer Schauspieler
- Inanischwili, Rewas (1926–1991), georgischer Erzähler und Szenarist
- İnanoğlu, Kaan (* 2005), türkisch-amerikanischer Fußballspieler
- Inaoka, Mayu (* 1996), japanische Sprinterin
- Inarkijew, Ernesto Kasbekowitsch (* 1985), kirgisisch-russischer Schachspieler
- Inaros I., Herrscher von Kemwer
- Inaros II., libyscher König
- Inaudi, Jacques (1867–1950), italienischer Rechenkünstler
- Inaudi, Nicolas (* 1978), französischer Radrennfahrer
- Inauen, Naina (* 2000), Schweizer Fussballspielerin
- Inawashiro, Kensai (1452–1510), japanischer Dichter
- Inawati, Megah (* 1945), indonesische Badmintonspielerin
- Inayama, Yoshihiro (1904–1987), japanischer Unternehmer
- Inayat Khan, Noor (* 1914), britische Widerstandskämpferin und SpioninNoor Inayat Khan (* 1914)

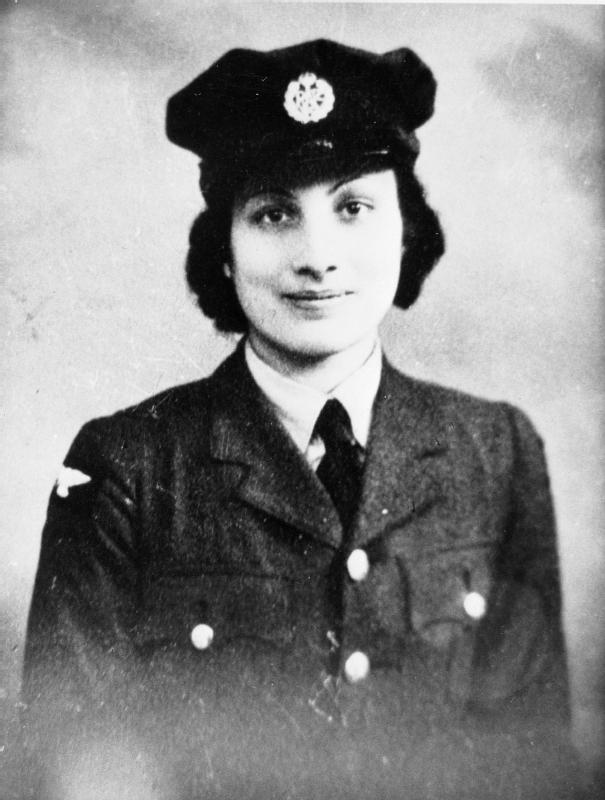
Noor Inayat Khan (* 1914)

- Inayat Khan, Vilayat (1916–2004), Oberhaupt des Internationalen Sufi-Ordens
- Inayatullah Khan (1888–1946), kurzzeitig König von Afghanistan
- Inazumi, Daisuke (* 1997), japanischer Fußballspieler

### Inb
- Inbal, Eliahu (* 1936), israelischer DirigentEliahu Inbal (* 1936)

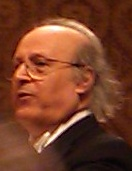
Eliahu Inbal (* 1936)

- Inber, Wera Michailowna (1890–1972), russische Schriftstellerin
- Inboden, Gudrun (* 1942), deutsche Kunsthistorikerin und Kuratorin

### Inc
- Inca Garcilaso de la Vega (1539–1616), peruanischer Dichter und Schriftsteller
- Inca Roca, Inka-Herrscher
- Incandela, Joseph (* 1956), US-amerikanischer Physiker
- Incapié, Adrián (* 1960), mexikanischer Fußballspieler
- Incardona, Joseph (* 1969), Schweizer Schriftsteller
- Incardona, Silvia (* 1968), deutsche Moderatorin
- Ince, Ariana (* 1989), US-amerikanische Speerwerferin
- Ince, Barbara, kanadische Badmintonspielerin
- Ince, Basil (* 1933), Sprinter aus Trinidad und Tobago
- İnce, Burak (* 2004), türkischer Fußballspieler
- Ince, Cem (* 1993), deutscher Politiker (Die Linke)
- Ince, Clayton (* 1972), Fußballtorhüter aus Trinidad und Tobago
- Ince, Edward Lindsay (1891–1941), britischer Mathematiker
- Ince, Hüseyin (* 1972), deutscher Kardiologe und Wissenschaftler am Universitätsklinikum Rostock
- İnce, İzzet (* 1981), türkischer Gewichtheber
- İnce, Kamran (* 1960), türkisch-amerikanischer Komponist und Hochschullehrer
- Ince, Kimberly (* 2004), grenadische Schwimmerin
- İnce, Muharrem (* 1964), türkischer Politiker
- İnce, Nevin (* 2004), türkische Leichtathletin
- Ince, Paul (* 1967), englischer Fußballspieler und -trainerPaul Ince (* 1967)

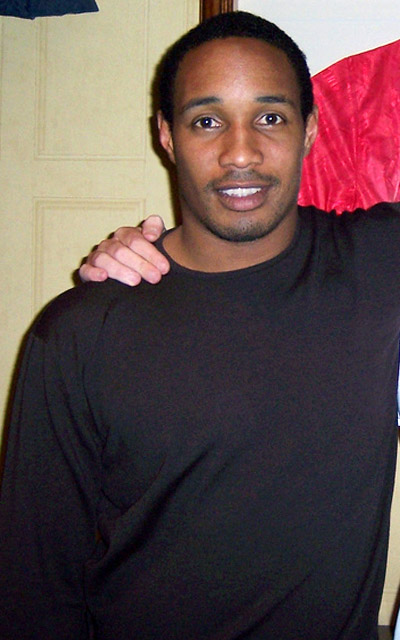
Paul Ince (* 1967)

- Ince, Ralph (1887–1937), US-amerikanischer Filmregisseur und Schauspieler
- Ince, Steve, britischer Computerspiele-Entwickler
- Ince, Thomas Harper (1880–1924), US-amerikanischer Filmregisseur und Filmproduzent der Stummfilmära
- Ince, Tom (* 1992), englischer Fußballspieler
- İncebacak, Mehmet (* 1992), türkischer Fußballspieler
- İncedemir, Yiğit (* 1985), türkischer Fußballspieler
- İnceefe, Vedat (* 1974), türkischer Fußballspieler
- İnceler, Tuncer (1942–1990), türkischer Fußballspieler
- Incelerius, Weihbischof in Würzburg, Bamberg und Naumburg
- İnceman, Uğur (* 1981), türkischer Fußballspieler
- Incerti, Anna (* 1980), italienische Marathonläuferin
- Incerti, Stefano (* 1965), italienischer Filmregisseur
- Incerti, Zac (* 1996), australischer Schwimmer
- Incesu, Necip (* 1978), türkischer Fußballspieler
- Inchananiyil, Remigius Maria Paul (* 1961), indischer Geistlicher, syro-malabarischer Bischof von Thamarasserry
- Incháustegui Cabral, Héctor (1912–1979), dominikanischer Schriftsteller
- Incháustegui, Arístides (1938–2017), dominikanischer Sänger und Historiker
- Inchbald, Elizabeth (1753–1821), englische Schriftstellerin
- Inchbold, John William (1830–1888), englischer Maler
- Inchofer, Melchior (1584–1648), Jesuit und katholischer Theologe
- Inchude, Jéssica (* 1996), guinea-bissauische Kugelstoßerin und Diskuswerferin
- İnci, Arman (* 1991), deutscher Schauspieler
- Inci, George (* 1965), deutscher Schauspieler
- Inciarte, Fernando (1929–2000), spanischer Philosoph und Autor
- Incilli, Bahadir (* 1989), deutscher Fußballspieler
- Incir, Evin (* 1984), schwedisch-kurdische Politikerin, MdEP
- Inčirauskas, Romualdas (* 1950), litauischer Skulptor, Medaillist, Hochschullehrer
- İncirci, Tahsin (* 1941), türkischer Komponist, Chorleiter, Violinist und Dozent
- Incisa di Camerana, Ludovico (1927–2013), italienischer Diplomat
- Inconis, Raimondo (* 1959), italienischer Fagottist
- Incontrera, Annabella (1943–2004), italienische Schauspielerin
- Incontri, Francesco Gaetano (1704–1781), italienischer Geistlicher und Theologe, Erzbischof von Florenz
- Incorpora, Giuseppe (1834–1914), italienischer Fotograf
- Incrocci, Agenore (1914–2005), italienischer Drehbuchautor
- Inculeț, Ion (1884–1940), rumänischer Naturwissenschaftler und Politiker
- Incze, Antal (* 1898), ungarischer Arzt und Politiker

### Ind
- Ind, Bill (* 1942), anglikanischer Bischof von Truro englischer Herkunft
- Ind, Peter (1928–2021), britischer Jazzmusiker
- Indabibi († 649 v. Chr.), elamitischer König
- Indagine, Johannes († 1537), deutscher Theologe und Astrologe
- Indagine, Johannes de († 1469), deutscher Abt Kloster Bursfelde
- Indagine, Johannes de (1415–1475), deutscher Kartäuser, Prior, Reformtheologe und Autor theologischer Schriften
- Indaletius von Urci, spanischer Bischof
- Indates, parthischer Feldherr
- Indelicato, Alphonse (1931–1981), italo-amerikanischer Mobster
- Indelicato, Anthony (* 1947), US-amerikanischer Gangster
- Indelicato, Mark (* 1994), US-amerikanischer Schauspieler und SängerMark Indelicato (* 1994)

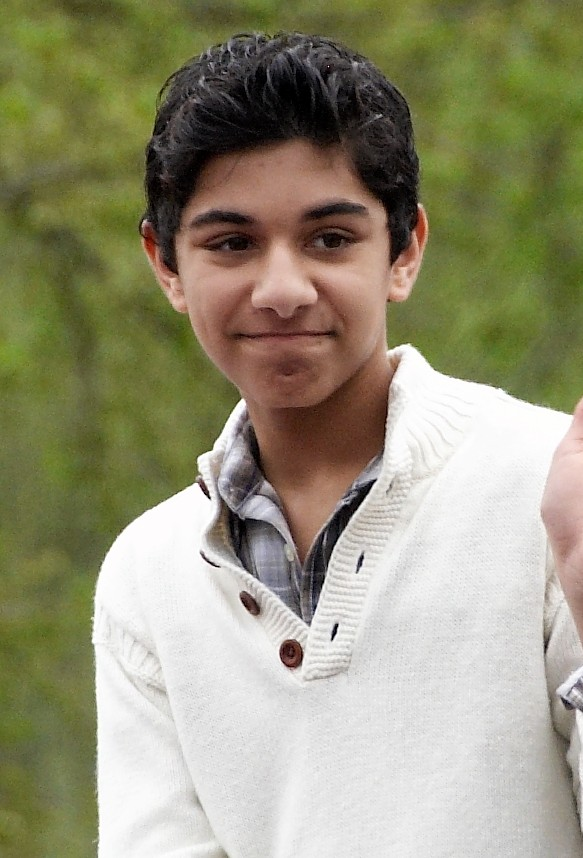
Mark Indelicato (* 1994)

- Inden, Ernst (1879–1946), deutscher Landschaftsmaler der Düsseldorfer Schule
- Inden, Johann Hubert (1865–1931), deutscher Industrieller
- Inden, Matthias von, Rechtswissenschaftler, Hochschullehrer, Hofrat und Bürgermeister
- Inden, Michael (* 1971), deutscher Fachbuch-Autor mit dem Schwerpunkt Informatik
- Inden, Rudolf (1897–1951), deutscher Landschaftsmaler
- Inderberg, John Pål (* 1950), norwegischer Jazzmusiker (Saxophone)
- Inderbinen, Ulrich (1900–2004), Schweizer Bergführer
- Inderfurth, Karl (* 1948), deutscher Logistikwissenschaftler
- Indergand, Linda (* 1993), Schweizer Radsportlerin
- Indergand, Peter (* 1957), Schweizer Kameramann
- Inderkum, Hansheiri (* 1947), Schweizer Politiker (CVP)
- Indermark, Klaus (* 1940), deutscher Informatiker und Hochschullehrer
- Indermauer, Ignaz Anton von (1759–1796), österreichischer Beamter und Kreishauptmann von Vorarlberg
- Indermaur, Anna (1894–1980), Schweizer Malerin, Zeichnerin, Bildhauerin, Innendekorateurin und Kinopionierin
- Indermaur, Robert (* 1947), Schweizer Künstler
- Indermühle, Karl (1877–1933), Architekt
- Indermühle, Thomas (* 1951), Schweizer Oboist
- Inderst, Markus (* 1974), österreichischer Journalist und Buchautor
- Inderst, Roman (* 1970), deutscher Ökonom
- Inderst, Rudolf (* 1978), deutscher Kulturwissenschaftler und Digitalspielforscher
- Inderthal, Ralf (* 1967), deutscher Handballtorwart
- Inderthal, Uwe (* 1967), deutscher Handballtrainer und ehemaliger Handballspieler
- Indervelden, Quirinus († 1666), Deichgraf
- India (* 1977), US-amerikanische Tänzerin, Sängerin und ehemalige Pornodarstellerin
- India Arie (* 1975), US-amerikanische Sängerin
- India, Bernardino (1528–1590), italienischer Maler des Manierismus
- India, Sigismondo d’ (* 1582), italienischer Komponist
- Indiana, Gary (1950–2024), US-amerikanischer Autor, Filmemacher und Schauspieler
- Indiana, Robert (1928–2018), US-amerikanischer Maler sowie ein Hauptvertreter der Pop Art und der Signalkunst
- Indibilis († 205 v. Chr.), Häuptling der Ilergeten
- Índigo, Lola (* 1992), spanische Sängerin und Tänzerin
- Indila (* 1984), französische R&B-SängerinIndila (* 1984)

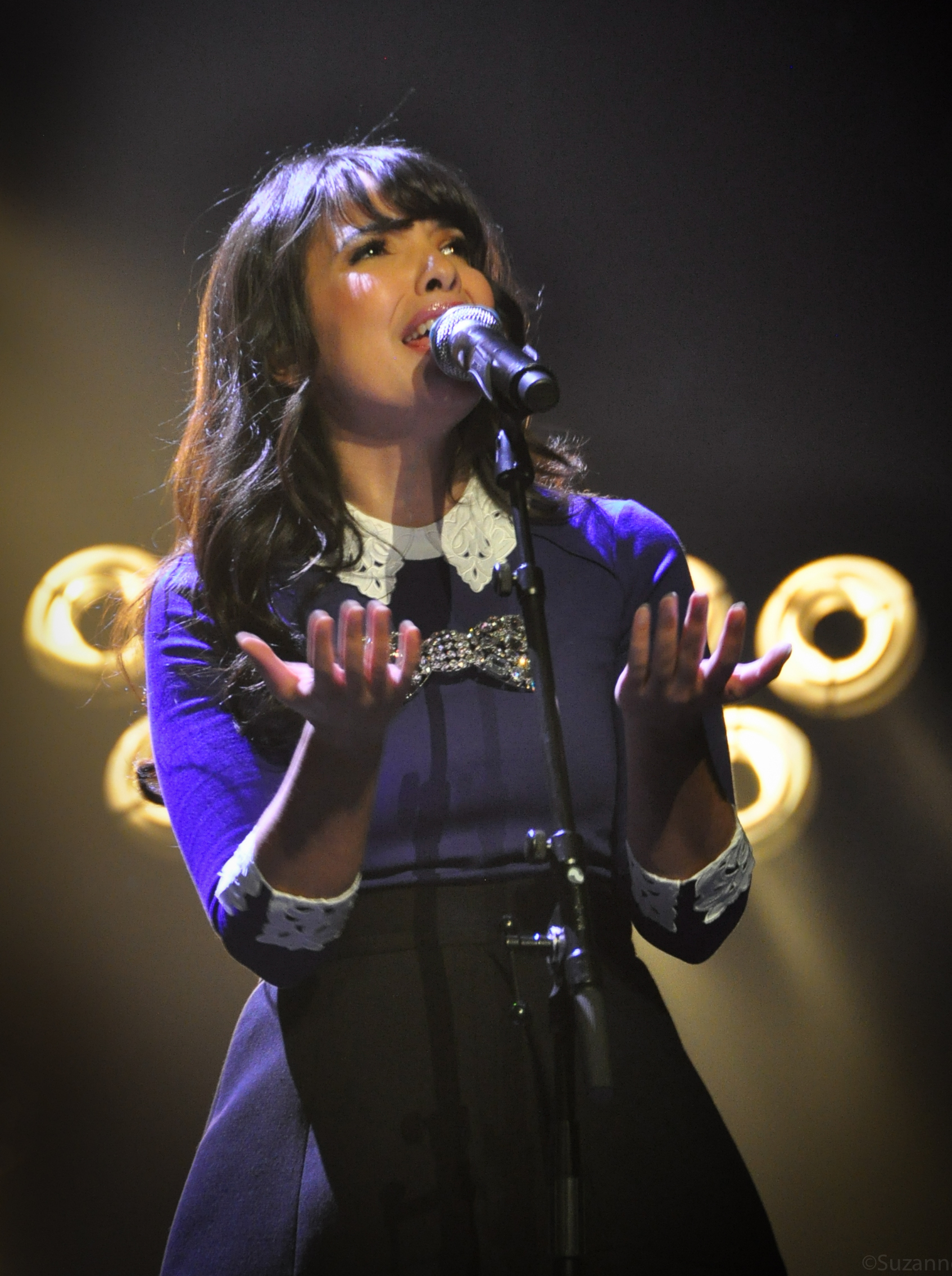
Indila (* 1984)

- Indin, Sonja (* 1980), Schweizer Jazzmusikerin (Gesang, Piano, Komposition)
- Índio, Wildson (* 1997), brasilianischer Fußballspieler
- Inđić, Aleksandar (* 1995), serbischer Schachspieler
- Inđić, Veljko (* 1984), serbischer Handballspieler
- Indlekofer, Horst (* 1941), deutscher Wasserbauingenieur und Hochschullehrer
- Indlekofer, Karl-Heinz (* 1943), deutscher Mathematiker und Hochschullehrer
- Indlekofer, Klaus Michael (* 1971), deutscher Physiker und Hochschullehrer
- Indlekofer, Rudolf (1910–1997), Schweizer Verleger und Kunstsammler
- Indongo, Frans (* 1936), namibischer Geschäftsmann und Unternehmensmanager
- Indongo, Julius (* 1983), namibischer Boxer und Weltmeister im Halbweltergewicht
- Indovina, Franco (1932–1972), italienischer Filmregisseur und Drehbuchautor
- Indra (1875–1921), armenisch-osmanischer Dichter, Schriftsteller, Maler und Lehrer
- Indra (* 1967), schwedische Sängerin, Moderatorin und Schauspielerin
- Indra, Alois (1921–1990), tschechoslowakischer kommunistischer Politiker
- Indra, Fritz (* 1940), österreichischer Diplom-Ingenieur
- Indra, Oliver (* 1974), liechtensteinischer Politiker und Volleyballspieler
- Indráčková, Anežka (* 2006), tschechische Skispringerin
- Indráčková, Karolína (* 1997), tschechische Skispringerin
- Indrašis, Miks (* 1990), lettischer Eishockeyspieler
- Indrati, Maria Farida (* 1949), indonesische Richterin und Hochschullehrerin
- Indratno, indonesischer Badmintonspieler
- Indravarman I. († 890), König von Angkor
- Indravarman II., König des Khmer-Reiches von Angkor
- Indravarman III. († 1308), König der Khmer im Reich Angkor (1295–1308)
- Indrawati, Sri Mulyani (* 1962), indonesische Wirtschaftswissenschaftlerin und Politikerin
- Indreberg, Hilde (* 1957), norwegische Richterin
- Indrianto, Didit Juang (* 1992), indonesischer Badmintonspieler
- Indriði Einarsson (1851–1939), isländischer Dramatiker, Übersetzer und Politiker
- Indriði G. Þorsteinsson (1926–2000), isländischer Schriftsteller und Journalist
- Indriksone, Ilze (* 1974), lettische Politikerin
- Indrisano, Johnny (1905–1968), US-amerikanischer Schauspieler, Boxer, Stuntman und Bodyguard
- Indrišiūnas, Julius (1901–1945), litauischer Jurist und Politiker, Finanzminister Litauens
- Indriūnas, Algimantas Valentinas (1925–2022), litauischer Politiker, Mitglied des Seimas
- Indriyani, Sri (* 1978), indonesische Gewichtheberin
- Indruch, Tomáš (* 1976), tschechischer Kanute
- Indsche (1755–1821), bulgarischer Heiduckenführer
- Indschowa, Reneta (* 1953), bulgarische Politikerin
- Indset, Anders (* 1978), norwegischer Philosoph und Publizist
- Indulf († 962), König von Schottland
- Induni, Luis (1920–1979), italienischer Schauspieler
- Induno, Domenico (1815–1878), italienischer Maler
- Induno, Girolamo (1827–1890), italienischer Maler
- Indurain, Miguel (* 1964), spanischer RadrennfahrerMiguel Indurain (* 1964)

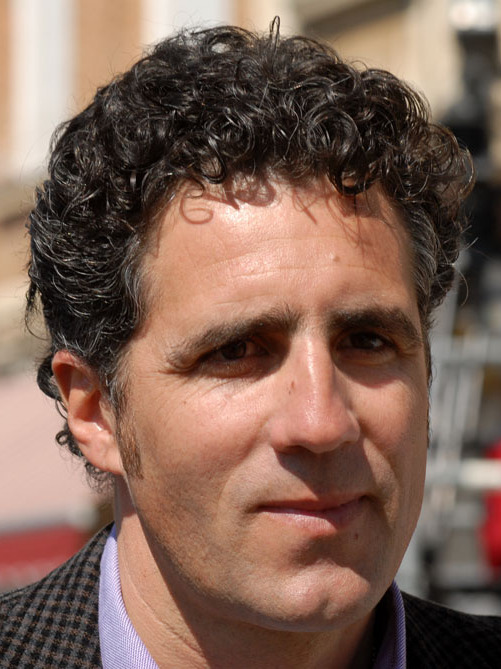
Miguel Indurain (* 1964)

- Indus, Josephus, indischer Thomaschrist in Europa
- Indutiomarus († 53 v. Chr.), Fürst oder König der Treverer
- Indy, Vincent d’ (1851–1931), französischer Komponist und Musiktheoretiker
- Indyk, Piotr, polnisch-US-amerikanischer theoretischer Informatiker

### Ine
- Ine, König von Wessex
- Inebni, ägyptischer Beamter unter Hatschepsut und Thutmosis III.
- Inechi, altägyptischer Bauleiter
- Ineich, Ivan (* 1957), französischer Herpetologe
- Ineichen, Gustav (1929–2005), Schweizer Romanist und Sprachwissenschaftler
- Ineichen, Hannes (* 1933), Schweizer Architekt und Publizist
- Ineichen, Josef Felix (1745–1818), Schweizer katholischer Pfarrer, Pionier der schweizerdeutschen Mundartliteratur
- Ineichen, Otto (1941–2012), Schweizer Unternehmer und Politiker (FDP)
- Ineichen, Rolf (* 1978), Schweizer Unternehmer und Autorennfahrer
- Ineichen, Seline (* 1990), Schweizer Handballspielerin
- Ineichen, Stefan (* 1958), Schweizer Schriftsteller
- Ineichen, Tobias (* 1964), Schweizer Regisseur
- Ineichen-Fleisch, Marie-Gabrielle (* 1961), Schweizer JuristinMarie-Gabrielle Ineichen-Fleisch (* 1961)
- Inek, altägyptischer Kleinkönig

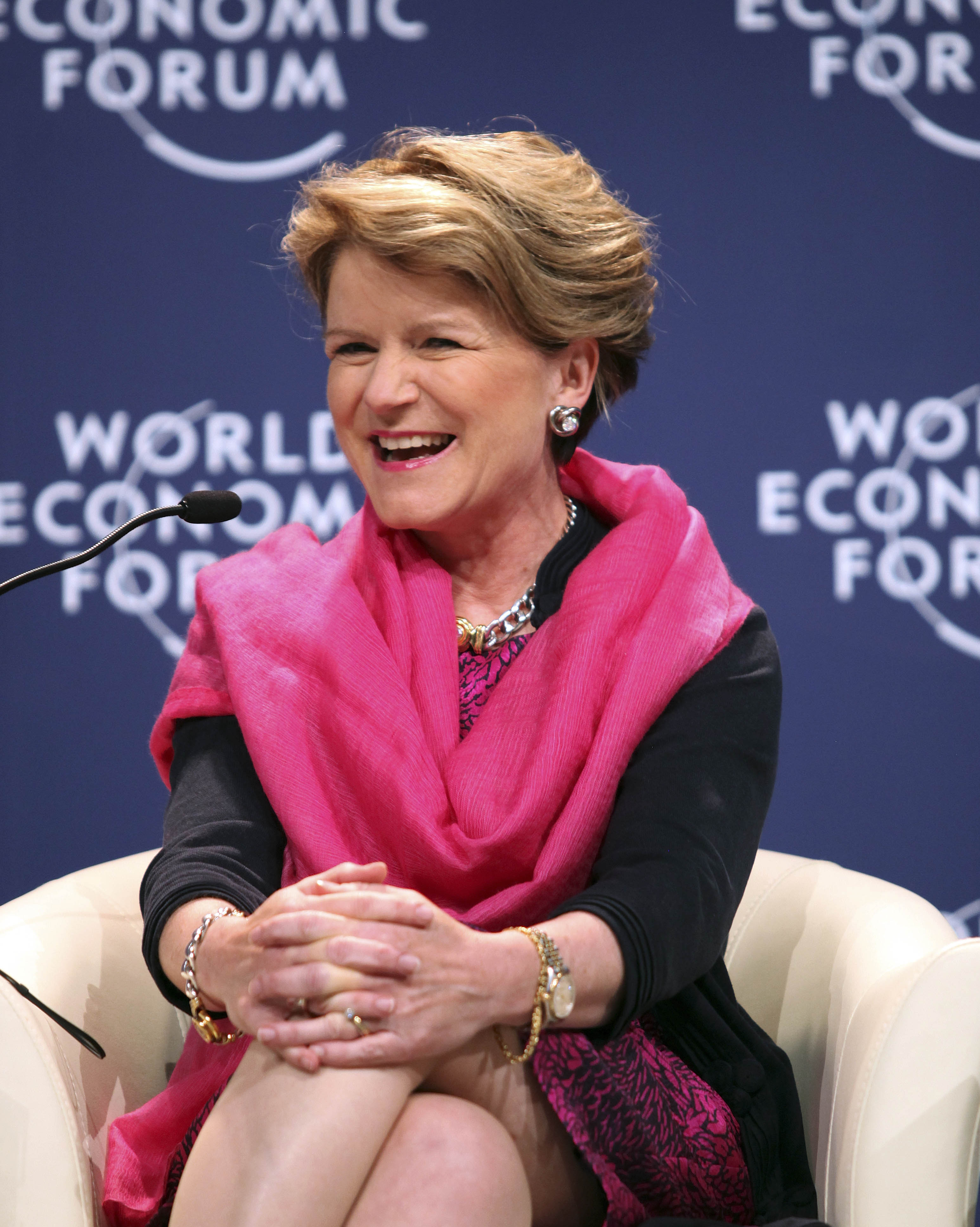
Marie-Gabrielle Ineichen-Fleisch (* 1961)

- Ineke, Eric (* 1947), niederländischer Schlagzeuger des Modern Jazz
- Ineke-Timmermans, Anna (1919–1958), niederländische Schwimmerin
- Inenek, Königin der altägyptischen 6. Dynastie
- Ineni, altägyptische Königin der 13. Dynastie
- Ineni, Bürgermeister von Theben
- Inés, Jorge (* 1945), guatemaltekischer Radrennfahrer
- Ines, Sarah (* 1970), deutsche Autorin und Vokalistin
- Inescort, Frieda (1901–1976), schottische Schauspielerin
- Ineson, Ralph (* 1969), britischer Schauspieler und SynchronsprecherRalph Ineson (* 1969)

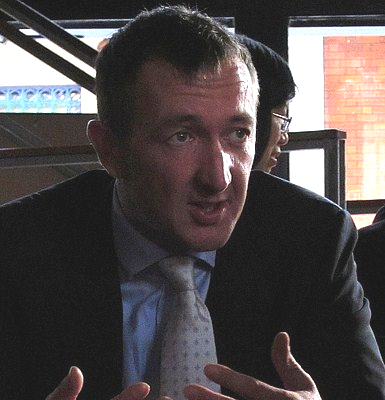
Ralph Ineson (* 1969)

- Ineson, Tony (* 1950), neuseeländischer Hockeyspieler
- Iness, Sim (1930–1996), US-amerikanischer Leichtathlet
- Inessa (* 1985), deutsche Popsängerin
- Inestroza, Francisco (* 1810), Präsident von Honduras
- Inetkaes, Tochter von König Djoser und Königin Hetephernebti
- Inéz (* 1990), deutsche Sängerin
- Inez, Mike (* 1966), US-amerikanischer Rockmusiker und BassistMike Inez (* 1966)

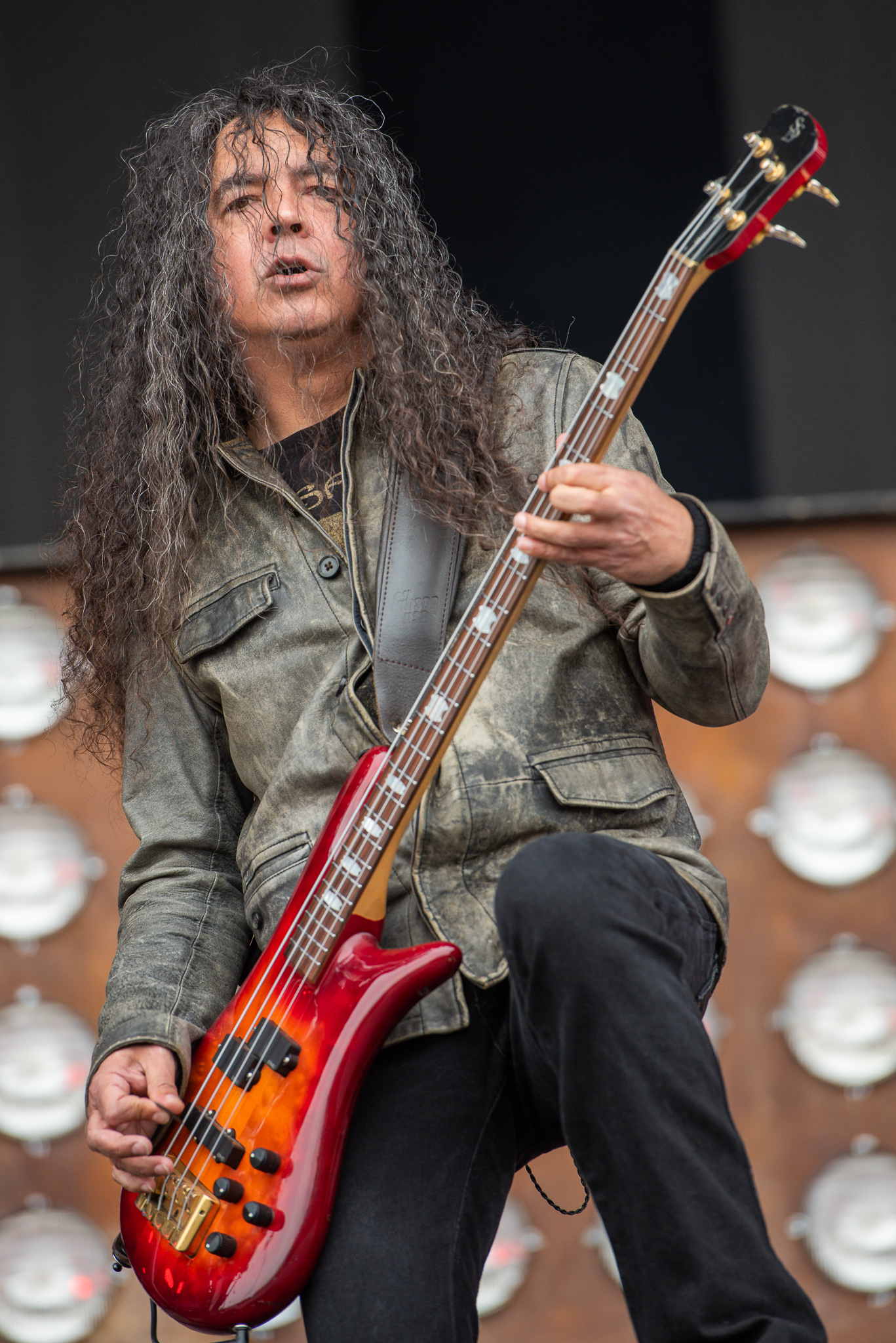
Mike Inez (* 1966)

### Inf
- Infalt, Roger (* 1957), luxemburgischer Journalist
- Infanger, Sandra-Lia (* 1980), Schweizer Politikerin und Bloggerin
- Infante Alfonso, Patricio (1929–2025), chilenischer Geistlicher, römisch-katholischer Erzbischof von Antofagasta
- Infante, Antoni (* 1958), valencianischer Politiker
- Infante, Blas (1885–1936), spanischer Politiker, Jurist und Schriftsteller
- Infante, Carlos (* 1982), mexikanischer Fußballspieler
- Infante, Diogo (* 1967), portugiesischer Schauspieler
- Infante, João, portugiesischer Seemann und Entdecker
- Infante, José Miguel (1778–1844), chilenischer Staatsmann und Politiker
- Infante, Manuel (1883–1958), spanischer Komponist und Dirigent
- Infante, Pedro (1917–1957), mexikanischer Schauspieler und Sänger
- Infante, Raimundo (1928–1986), chilenischer Fußballspieler
- Infante, Ricardo (1924–2008), argentinischer Fußballspieler
- Infanti della Mora, Luigi (* 1954), italienischer Geistlicher, Apostolischer Vikar von Aysén (Chile)
- Infanti, Angelo (1939–2010), italienischer Schauspieler
- Infantino, Antonio (* 1991), italienischer Leichtathlet
- Infantino, Carmine (1925–2013), US-amerikanischer Comicautor und -redakteur
- Infantino, Gianni (* 1970), schweizerisch-italienischer Fussballfunktionär und AdvokatGianni Infantino (* 1970)

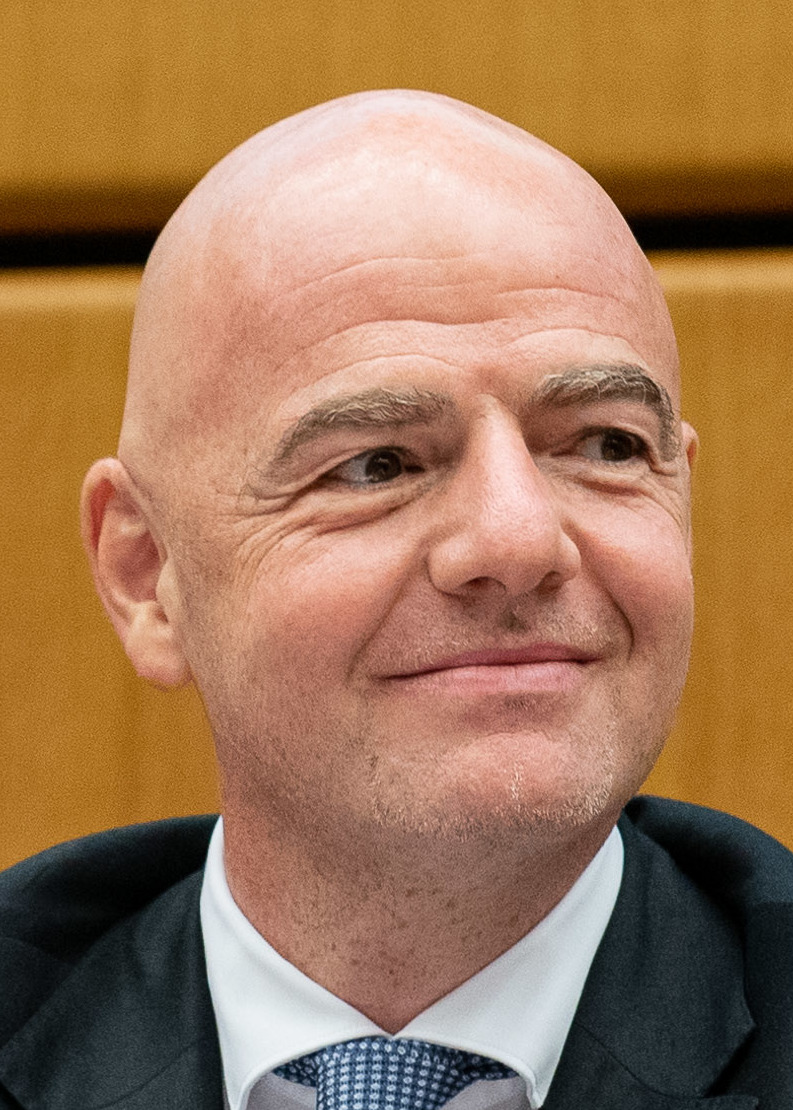
Gianni Infantino (* 1970)

- Infantino, Rafael (* 1984), kolumbianischer Bahn- und Straßenradrennfahrer
- Infanzón Quispe, César (* 1975), peruanischer Politiker
- Infascelli, Alex (* 1967), italienischer Regisseur und Drehbuchautor
- Infascelli, Carlo (1913–1984), italienischer Filmproduzent, -regisseur und Drehbuchautor
- Infascelli, Fiorella (* 1952), italienische Filmregisseurin und Drehbuchautorin
- Infascelli, Roberto (1938–1977), italienischer Filmproduzent, Regisseur und Drehbuchautor
- Infeld, Emily (* 1990), US-amerikanische Langstreckenläuferin
- Infeld, Leopold (1898–1968), polnischer theoretischer Physiker mit Schwerpunkt Relativitätstheorie
- Infeld, Peter (1942–2009), österreichischer Musiker, Saitenproduzent sowie Kunstsammler und -mäzen
- Infessura, Stefano, römischer Jurist und Chronist
- Inffeld, Adolf von (1873–1948), österreichischer Architekt
- INFRA, deutscher DJ und Musikproduzent
- Infuhr, Teddy (1936–2007), US-amerikanischer Filmschauspieler und Kinderdarsteller

### Ing
- Ing, Dean (1931–2020), US-amerikanischer Science-Fiction- und Thriller-Autor

#### Inga
- Inga Sæland (* 1959), isländische Politikerin (Flokkur fólksins)
- Inga, Edgard Iván Rimaycuna (* 1989), peruanischer Geistlicher
- Ingabire, Diane (* 2001), ruandische Radrennfahrerin
- Ingabire, Paula (* 1983), ruandische Ministerin
- Ingal, Wladimir Iossifowitsch (1901–1966), sowjetischer Bildhauer und Hochschullehrer
- Ingalls, Albert Graham (1888–1958), US-amerikanischer Astronom
- Ingalls, Charles (1836–1902), Vater von Laura Ingalls WilderCharles Ingalls (1836–1902)

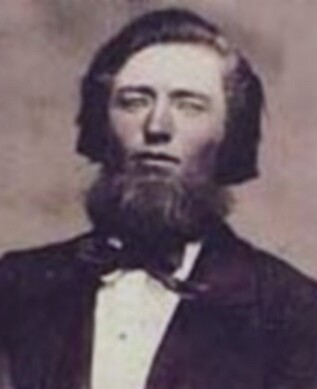
Charles Ingalls (1836–1902)

- Ingalls, Dan (* 1944), US-amerikanischer Informatiker und einer der Begründer des objektorientierten Programmierens
- Ingalls, Don (1918–2014), US-amerikanischer Drehbuchautor
- Ingalls, Henry (1819–1896), US-amerikanischer Anwalt und Eisenbahnunternehmer
- Ingalls, James Monroe (1837–1927), US-amerikanischer Offizier und Ballistiker
- Ingalls, John James (1833–1900), US-amerikanischer Politiker (Republikanische Partei)
- Ingalls, Mary (1865–1928), Schwester von Laura Ingalls und Vorbild für die Rolle der Mary in der Fernsehserie Unsere kleine FarmMary Ingalls (1865–1928)

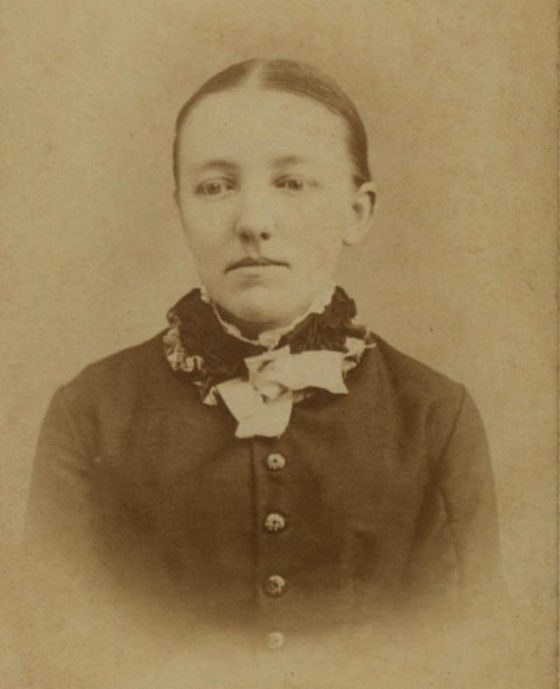
Mary Ingalls (1865–1928)

- Ingalls, Rufus (1820–1893), US-amerikanischer Brigadegeneral der Nordstaaten im Bürgerkrieg
- Ingalls, Sheffield (1875–1937), US-amerikanischer Politiker
- Ingamells, David (* 1990), britischer Jazzmusiker (Schlagzeug)
- Inganäs, Olle (* 1951), schwedischer Physiker
- Inganni, Angelo (1807–1880), italienischer Genre-, Architektur- und Porträtmaler
- Ingarden, Roman (1893–1970), polnischer Philosoph
- Ingarden, Roman Stanisław (1920–2011), polnischer Physiker
- Ingarfield, Earl, senior (* 1934), kanadischer Eishockeyspieler und -trainer

#### Ingb
- Ingberg, Max (1904–1983), deutscher Politiker (SPD)
- Ingberg, Mikaela (* 1974), finnische Speerwerferin
- Ingbert, Heiliger, Einsiedler

#### Ingd
- Ingdal, Yvonne (1939–2022), dänische Schauspielerin

#### Inge
- Inge (1970–2025), deutsche Obdachlose
- Inge I., König von Schweden
- Inge II., König von Schweden
- Inge II. (1185–1217), norwegischer König
- Inge Krogrygg (1135–1161), König Norwegens
- Inge Magnusson († 1202), norwegischer Gegenkönig der Bagler
- Inge, Brandon (* 1977), US-amerikanischer Baseballspieler
- Inge, Charles H. (1909–1974), britischer Archäologe und Kolonialbeamter
- Inge, Edward (1906–1988), US-amerikanischer Jazzmusiker
- Inge, John (* 1955), britischer Bischof der Anglikanischen Gemeinschaft, Mitglied des House of Lords
- Inge, Joseph R. (1947–2023), US-amerikanischer Offizier, Generalleutnant der US Army
- Inge, Peter (1935–2022), britischer Politiker und Feldmarschall
- Inge, Samuel Williams (1817–1868), US-amerikanischer Jurist und Politiker
- Inge, William, englischer Richter
- Inge, William (1913–1973), US-amerikanischer Dramatiker
- Inge, William Marshall (1802–1846), US-amerikanischer Offizier, Richter und Politiker
- Inge, William Ralph (1860–1954), englischer Schriftsteller, Philosoph und anglikanischer Priester und Theologe
- Ingebjørg Eriksdatter (* 1297), norwegische Prinzessin, finnische Herzogin
- Ingebjørg Håkonsdatter (1301–1361), schwedische HerzoginIngebjørg Håkonsdatter (1301–1361)

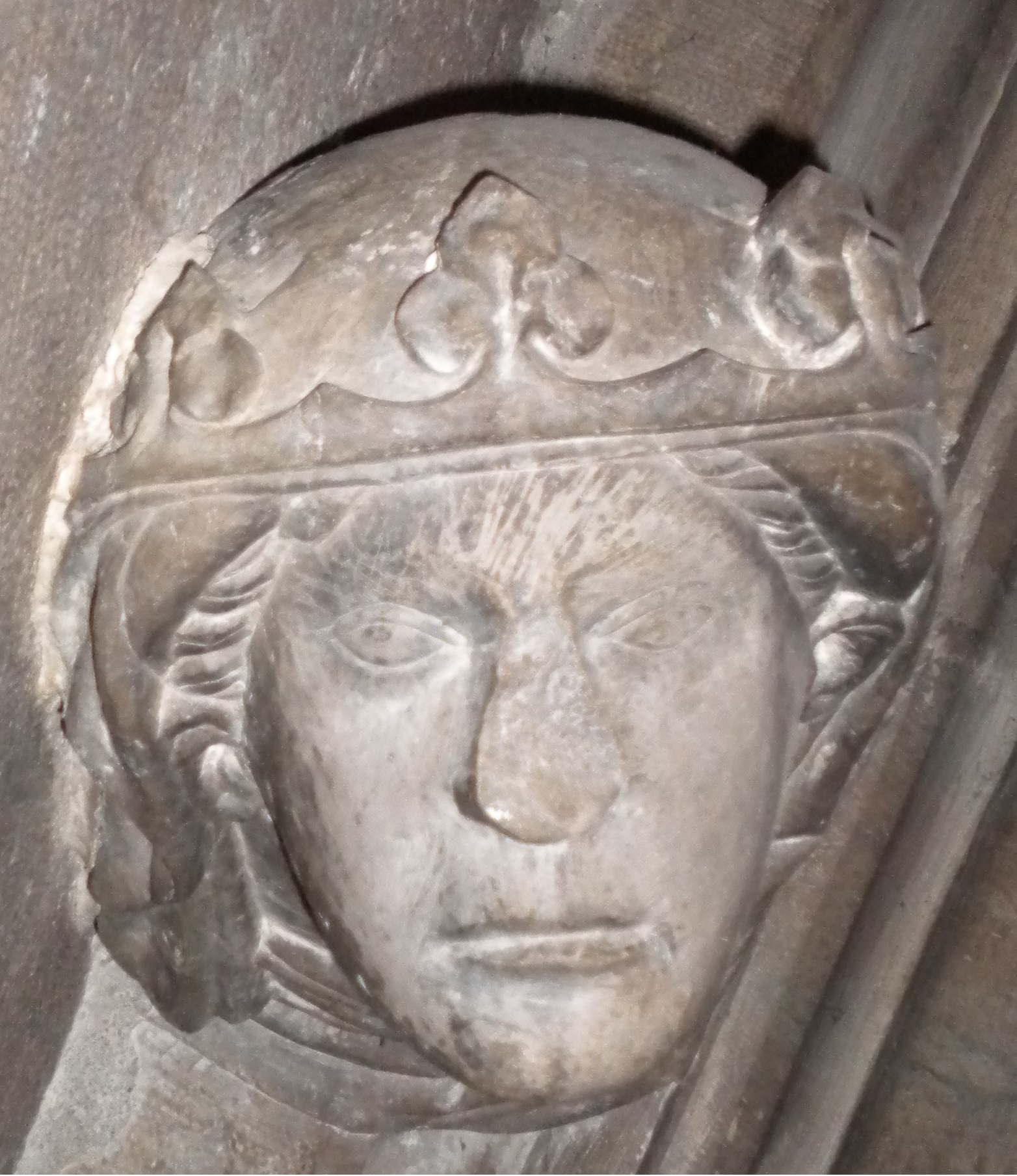
Ingebjørg Håkonsdatter (1301–1361)

- Ingeborg Eriksdatter († 1287), Königin von Norwegen (1261–1290)
- Ingeborg Eriksdotter († 1254), Stammmutter der königlichen Linie der Folkunger
- Ingeborg Fokunga von Schweden (* 1263), schwedische Prinzessin und Gräfin von Holstein-Plön
- Ingeborg Magnusdotter von Schweden († 1319), schwedische Prinzessin, dänische Königin und Ordensfrau
- Ingeborg von Dänemark († 1236), dänische Prinzessin und Königin von Frankreich
- Ingeborg von Dänemark (1878–1958), Ehefrau des Prinzen Carl von Schweden, Herzog von Västergötland
- Ingeborg von Kiew, Fürstin der Kiewer Rus und die Ehefrau des dänischen Herzogs Knud Lavard von Jütland
- Ingebretsen, Eugen (1884–1939), norwegischer Turner
- Ingebretsen, Olaf (1892–1971), norwegischer Turner
- Ingebrigtsen, Christian (* 1977), norwegischer Sänger und Songwriter
- Ingebrigtsen, Filip (* 1993), norwegischer Leichtathlet
- Ingebrigtsen, Gjert (* 1966), norwegischer Leichtathletiktrainer
- Ingebrigtsen, Guri (1952–2020), norwegische Politikerin und Ärztin
- Ingebrigtsen, Henrik (* 1991), norwegischer Leichtathlet
- Ingebrigtsen, Jakob (* 2000), norwegischer Mittel- und LangstreckenläuferJakob Ingebrigtsen (* 2000)

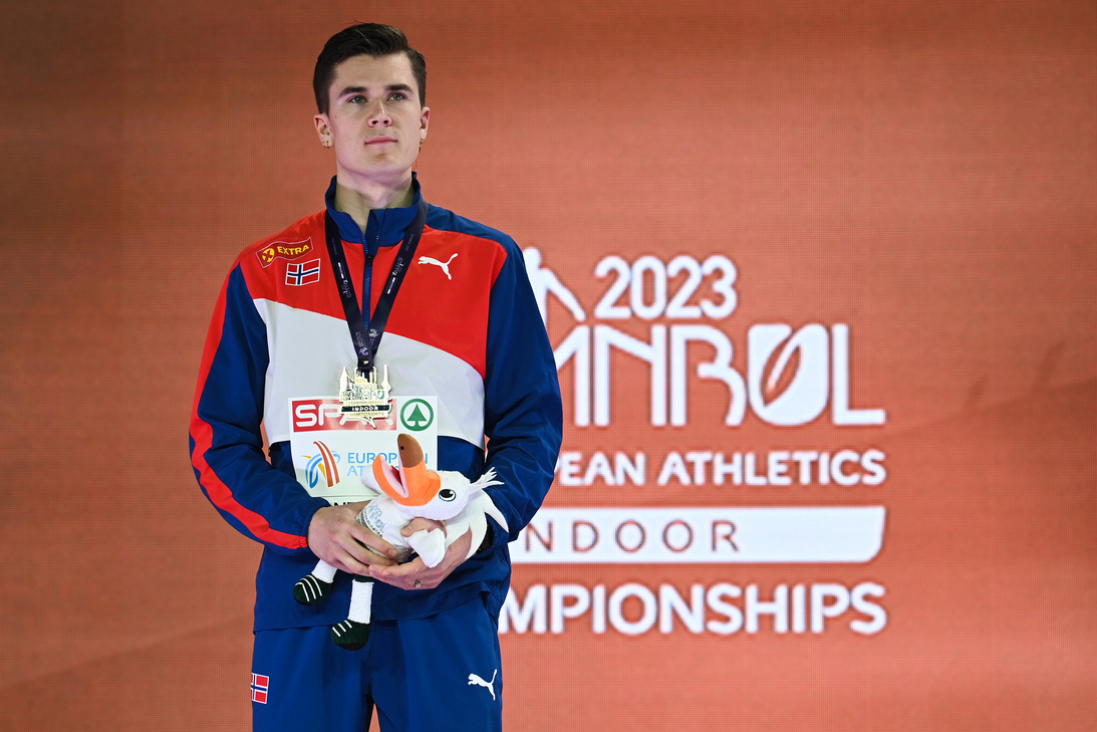
Jakob Ingebrigtsen (* 2000)

- Ingebrigtsen, Odd Emil (* 1964), norwegischer Politiker
- Ingebrigtsen, Tommy (* 1977), norwegischer Skispringer
- Ingebrigtsli, Magnar (1932–2001), norwegischer Skilangläufer und Biathlet
- Ingeburg von Oldenburg († 1407), Äbtissin im Stift Freckenhorst
- Ingegerd (* 1001), Ehefrau Jaroslaws des Weisen
- Ingegerd von Norwegen, Königin von Dänemark und Königin von Schweden
- Ingegneri, Angelo (1550–1613), italienischer Dichter und Dramatiker der Renaissance
- Ingegneri, Joe (* 1977), US-amerikanisch-italienischer Basketballspieler
- Ingegneri, Marc’Antonio († 1592), italienischer Komponist
- Ingelf, Sten (* 1943), schwedischer Komponist und Jazzmusiker
- Ingelfinger, Johanna (* 1994), deutsche Schauspielerin
- Ingelger († 886), Vizegraf im Anjou
- Ingelheim gen. Echter von Mespelbrunn, Friedrich von (1777–1847), Geheimer Rat, Erzkämmerer, Abgeordneter, Landtagspräsident
- Ingelheim gen. Echter von Mespelbrunn, Philipp von (1801–1879), k. k. Rittmeister, Abgeordneter im nassauischen Landtag
- Ingelheim, Albrecht Graf von (1944–2006), deutscher Kommunalpolitiker
- Ingelheim, Anselm Franz von (1634–1695), Statthalter Erfurts, deutscher Erzbischof
- Ingelheim, Anselm Franz von (1683–1749), Würzburger Fürstbischof (1746–1749)
- Ingelheim, Anton Dietrich Carl von (1690–1750), Reichsgraf, Chorbischof, Statthalter und Diplomat im Kurfürstentum Trier
- Ingelheim, Franz Adolf Dietrich von (1659–1742), Reichskammerrichter
- Ingelheim, Karl Philipp zu (1740–1803), Oberamtmann in Königstein und Kurmainzer Rat
- Ingelheim, Philipp von († 1431), deutscher Ritter
- Ingelman, Gunnar (* 1952), schwedischer theoretischer Physiker
- Ingelöf, Karl (1898–1972), deutscher Politiker (USPD, KPD, SED) und Widerstandskämpfer
- Ingelow, Jean (1820–1897), britische Schriftstellerin
- Ingels, Art, US-amerikanischer Ingenieur und Rennwagenbauer
- Ingels, Bjarke (* 1974), dänischer ArchitektBjarke Ingels (* 1974)

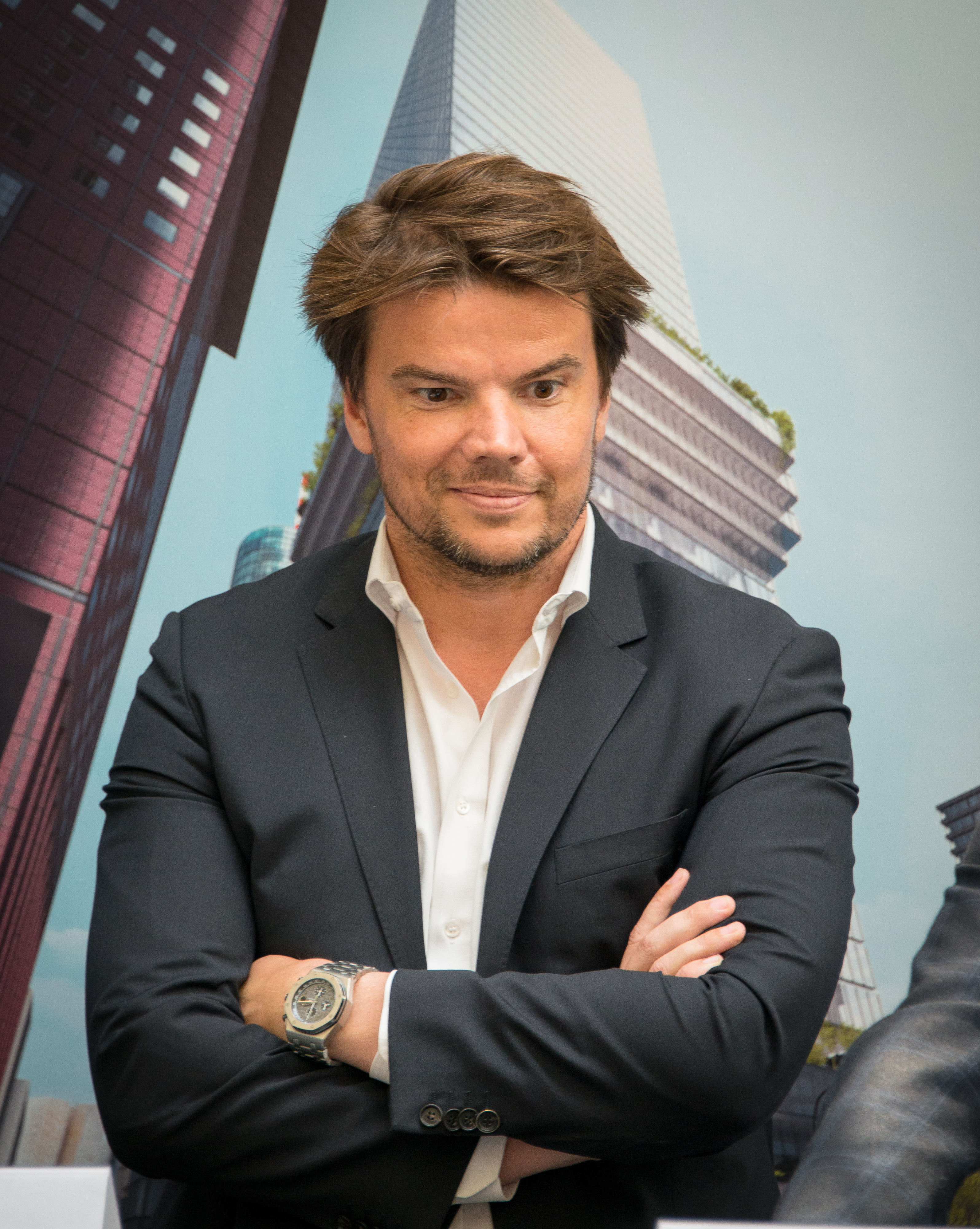
Bjarke Ingels (* 1974)

- Ingels, Nick (* 1984), belgischer Radrennfahrer
- Ingelsson, Joakim (* 1963), schwedischer Orientierungsläufer
- Ingelsson, Svante (* 1998), schwedischer Fußballspieler
- Ingelsten, Patrik (* 1982), schwedischer Fußballspieler
- Ingeltrud, älteste Tochter von Markgraf Eberhard von Friaul aus der Familie der Unruochinger
- Ingemann Petersen, Christian (1873–1963), dänischer Bahnradsportler
- Ingemann, Bernhard Severin (1789–1862), dänischer Schriftsteller
- Ingemann, Lucie (1792–1868), dänische Malerin
- Ingemann, Peter (* 1943), dänischer Musiker, Songschreiber, Musikproduzent, Drehbuchautor, Schauspieler, Filmproduzent, Finanzdienstleister
- Ingemarsdotter, Ida (* 1985), schwedische Skilangläuferin
- Ingemarsson, Ove, schwedischer Jazz-Saxophonist
- Ingemarsson, Sylvia (* 1949), schwedische Filmeditorin
- Ingenbold, Heinz (1937–2025), deutscher Fußballspieler
- Ingendaay, Marcus (* 1958), deutscher Schriftsteller und Übersetzer
- Ingendaay, Paul (* 1961), deutscher Literaturwissenschaftler, Romancier, Literaturkritiker und Journalist
- Ingendaay, Werner (1923–2008), deutscher Architekt
- Ingendae, Dieter (* 1959), deutscher Fußballtorhüter
- Ingendahl, Werner (* 1939), deutscher Germanist, Didaktiker und Hochschullehrer
- Ingendoh, Katrin (* 1983), deutsche Schauspielerin
- Ingenerf, Karl (1923–2005), deutscher Kommunalpolitiker (CDU)
- Ingenfeld, Dorothe (* 1974), deutsche Opernsängerin (Mezzosopran)
- Ingenheim, Gustav Adolf Wilhelm von (1789–1855), illegitimer Sohn von Friedrich Wilhelm II. von Preußen
- Ingenheim, Karl Wilhelm von (1706–1761), bayerischer Offizier, kaiserlicher Feldmarschall-Leutnant
- Ingenheim, Maria Caroline Charlotte von (1704–1749), bayerische Hofdame, Geliebte von Kurfürst Karl Albrecht von Bayern
- Ingenhoff, Diana (* 1971), deutsche Kommunikationswissenschaftlerin
- Ingenhousz, Jan (1730–1799), niederländischer Arzt und Botaniker
- Ingenhoven, Christoph (* 1960), deutscher ArchitektChristoph Ingenhoven (* 1960)

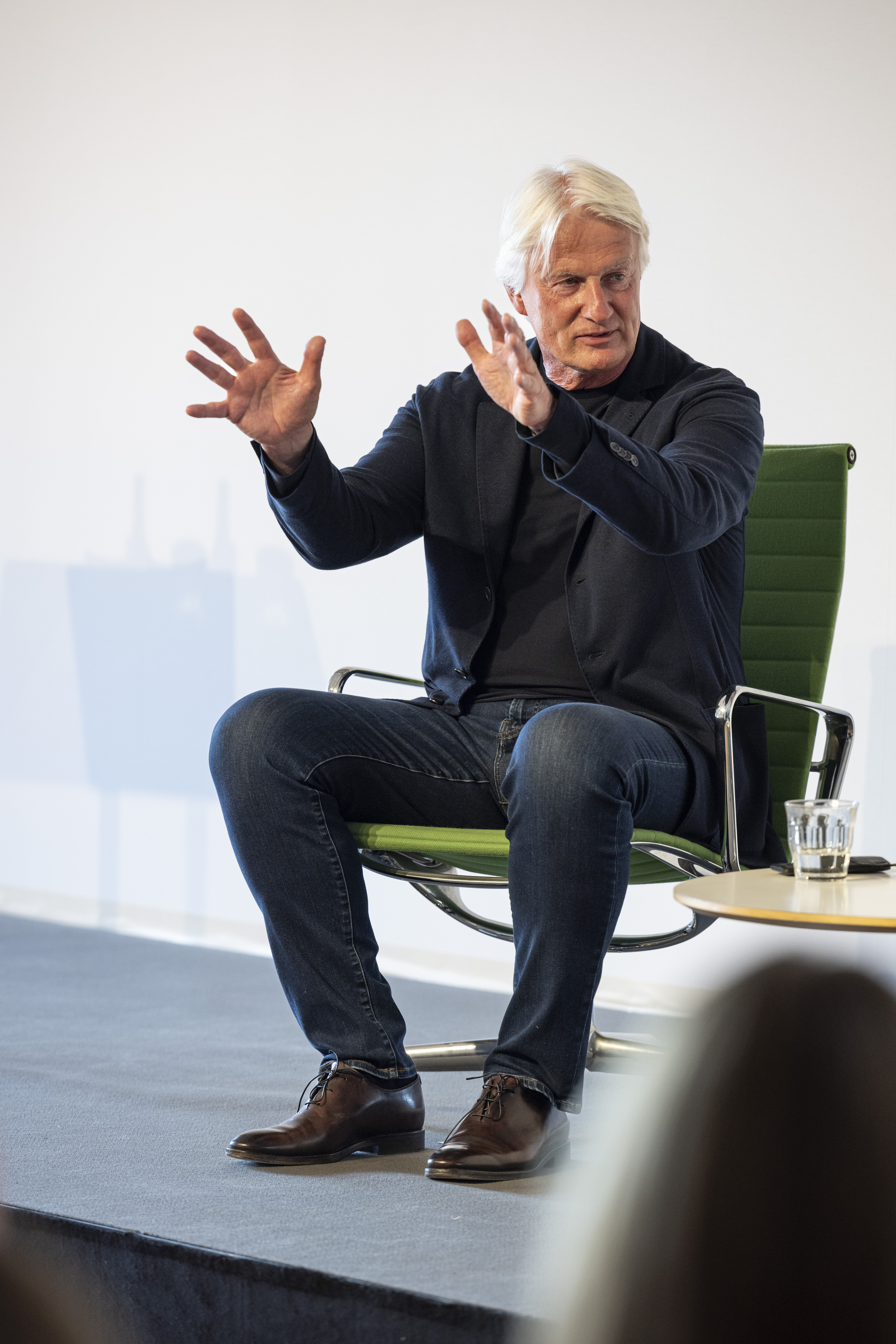
Christoph Ingenhoven (* 1960)

- Ingenhoven, Robert (1934–2005), deutscher Architekt
- Ingenieros, José (1877–1925), argentinischer Philosoph, Mediziner und Schriftsteller
- Ingenkamp, Heinz Gerd (* 1938), deutscher Klassischer Philologe
- Ingenkamp, Karlheinz (1925–2015), deutscher Pädagoge und Schriftsteller
- Ingenlath, Thomas (* 1964), deutscher Autodesigner
- Ingenmey, Franz Maria (1830–1878), deutscher Genremaler
- Ingenohl, Friedrich von (1857–1933), deutscher Admiral und Chef der deutschen HochseeflotteFriedrich von Ingenohl (1857–1933)

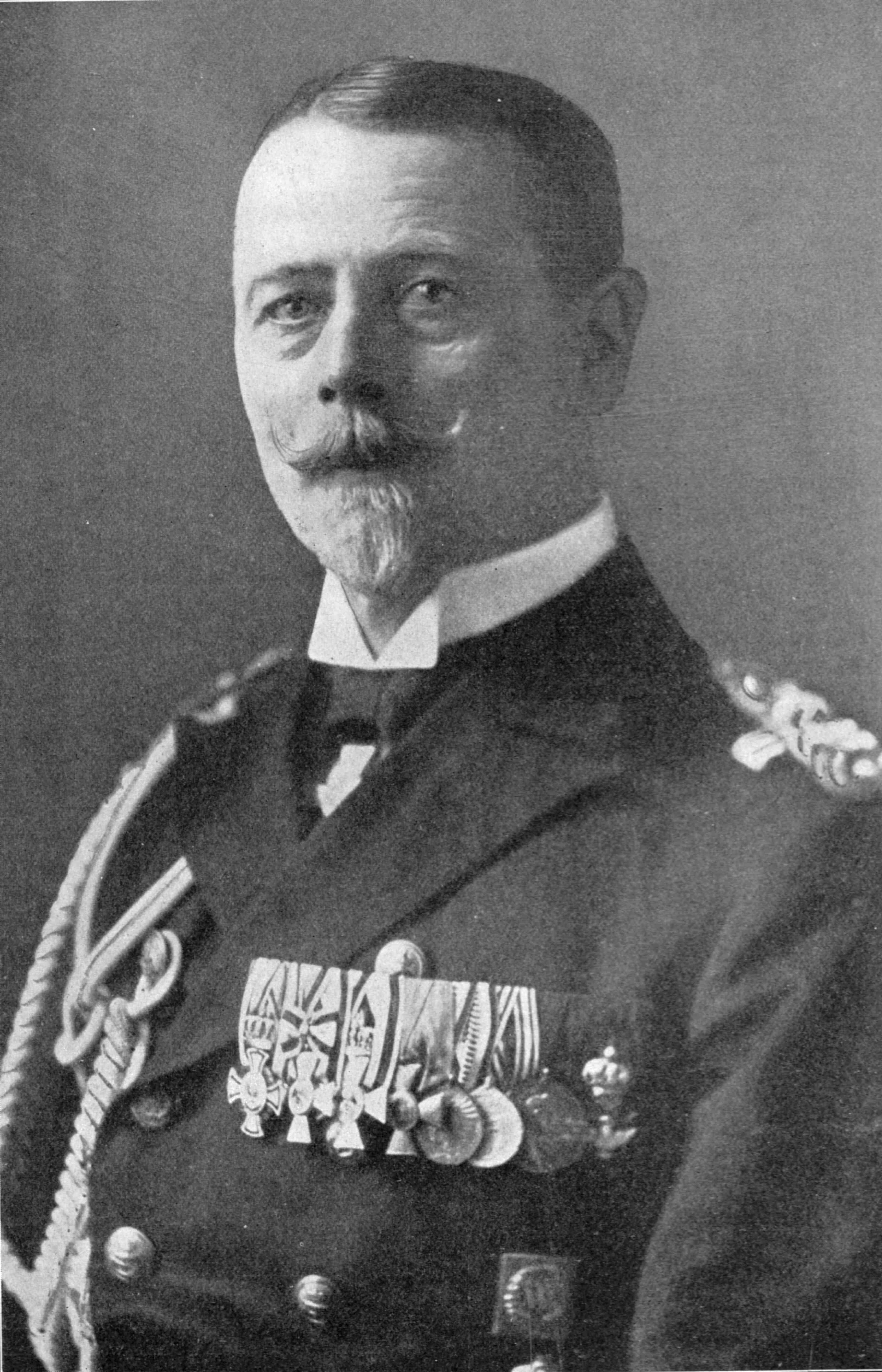
Friedrich von Ingenohl (1857–1933)

- Ingenpaß, Annika (* 1996), deutsche Handballspielerin
- Ingenschay, Dieter (* 1948), deutscher Romanist
- Ingensiep, Hans Werner (* 1953), deutscher Autor, Philosoph und Herausgeber wissenschaftlicher Literatur
- Ingenuinus, Bischof von Säben, Heiliger
- Ingenuus († 260), römischer Gegenkaiser
- Ingenwinkel, Johann (1469–1535), deutscher Domherr und Propst
- Inger, Johan (* 1967), schwedischer Ballett-Choreograf
- Inger, Manfred (1907–1984), österreichischer Schauspieler und Kabarettist
- Inger, Robert F. (1920–2019), US-amerikanischer Herpetologe
- Inger, Siw (* 1953), schwedische Sängerin
- Ingeram, Hans, Herold und Zeichner
- Ingerd Ottesdotter († 1555), norwegische Großgrundbesitzerin und Lehnsinhaberin
- Ingerl, Andreas (* 1973), deutscher Designer
- Ingerl, Ignaz, deutscher Bildhauer
- Ingerl, Kurt (1935–1999), österreichischer Bildhauer
- Ingerman, Randi (* 1967), US-amerikanische Schauspielerin
- Ingermann, Kevin (* 1993), estnischer Fußballspieler
- Ingersen, Stein (* 1945), norwegischer Sänger, Gitarrist und Komponist
- Ingersleben, Albert von (1805–1891), preußischer Generalleutnant und Kommandant von Königsberg
- Ingersleben, Carl Ludwig von (1709–1781), preußischer Generalmajor
- Ingersleben, Carl Rudolph von († 1737), sachsen-barby’scher Amtshauptmann und Rittergutsbesitzer
- Ingersleben, Friedrich Wilhelm Heinrich Ferdinand von (1746–1814), preußischer Oberst
- Ingersleben, Gebhard Friedrich Gottlob von (1741–1801), preußischer Generalmajor und zuletzt Chef des Grenadier-Gardebataillons Nr. 6
- Ingersleben, Johann Ludwig von (1703–1757), preußischer Generalmajor
- Ingersleben, Karl von (1753–1831), Oberpräsident der preußischen Provinzen Pommern, Großherzogtum Niederrhein, Jülich-Kleve-Berg und der Rheinprovinz
- Ingersleben, Kasimir von (1778–1848), preußischer Generalmajor
- Ingersleben, Rudolf August von (1704–1780), preußischer Oberst, Kommandeur des Grenadierbataillons Nr. 2
- Ingerslev, Jess (1947–2014), dänischer Schauspieler, Musiker und Synchronsprecher
- Ingerslev, Vagn (1885–1952), dänischer Tennisspieler
- Ingersoll, Andrew (* 1940), US-amerikanischer Meteorologe
- Ingersoll, Charles Jared (1782–1862), US-amerikanischer Jurist und Politiker
- Ingersoll, Charles Roberts (1821–1903), US-amerikanischer Politiker
- Ingersoll, Colin M. (1819–1903), US-amerikanischer Politiker
- Ingersoll, Ebon C. (1831–1879), US-amerikanischer Politiker
- Ingersoll, G. W. (1803–1860), US-amerikanischer Anwalt und Politiker
- Ingersoll, Jared (1749–1822), nordamerikanischer Politiker und Jurist
- Ingersoll, Jonathan (1747–1823), US-amerikanischer Politiker
- Ingersoll, Jonathan E. (* 1949), US-amerikanischer Wirtschaftswissenschaftler und Hochschullehrer
- Ingersoll, Joseph Reed (1786–1868), US-amerikanischer Politiker
- Ingersoll, Ralph Isaacs (1789–1872), US-amerikanischer Politiker
- Ingersoll, Robert G. (1833–1899), US-amerikanischer Redner und Redenautor
- Ingersoll, Robert S. (1914–2010), US-amerikanischer Diplomat
- Ingersoll, Royal E. (1883–1976), US-amerikanischer Admiral der US Navy
- Ingersoll, Warren (1908–1995), US-amerikanischer Hockeyspieler
- Ingerson, Graham (* 1941), australischer Politiker (Liberal Party)
- Ingesson, Klas (1968–2014), schwedischer Fußballspieler und -trainerKlas Ingesson (1968–2014)

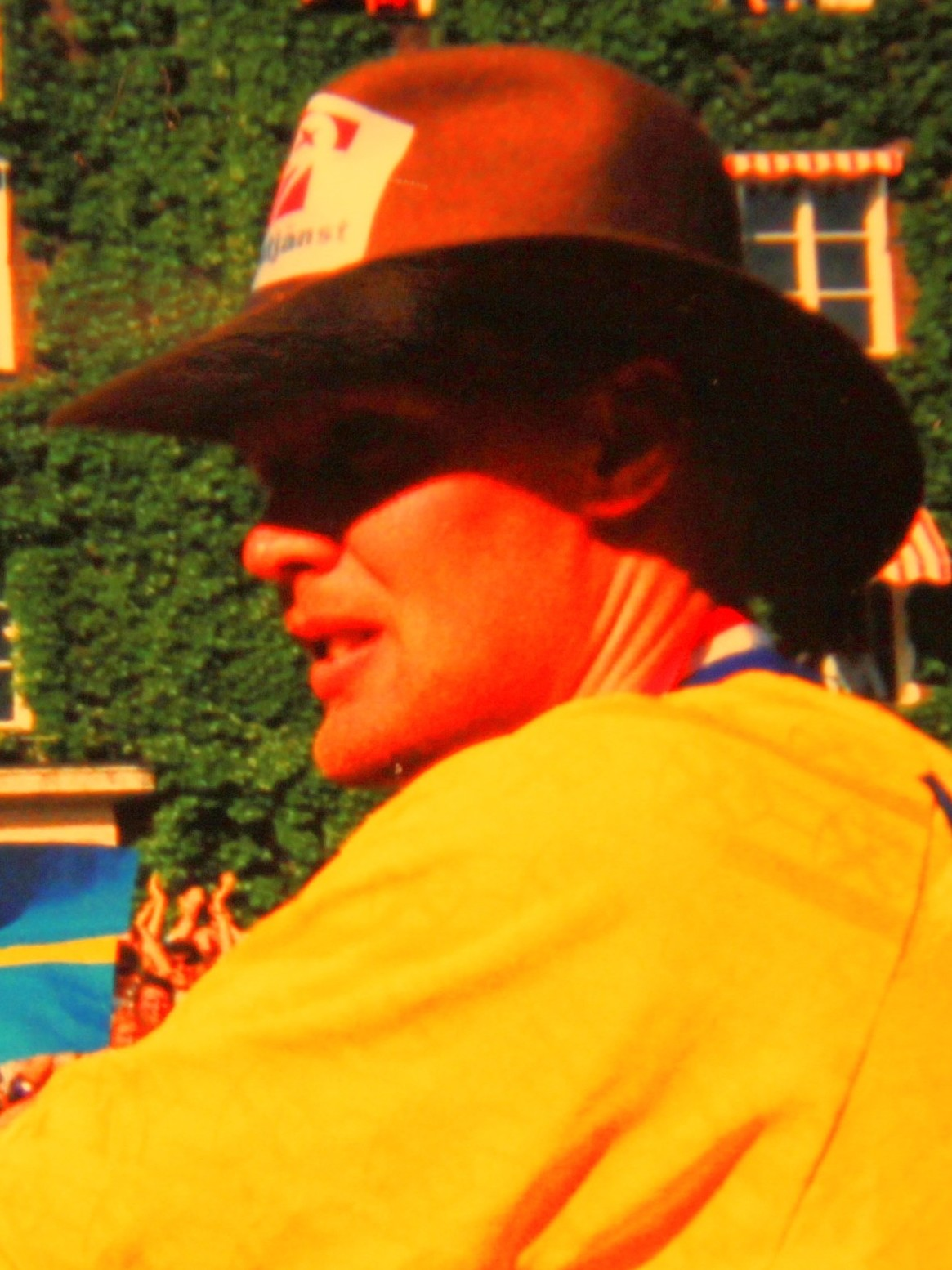
Klas Ingesson (1968–2014)

- Ingesson, Lisa (* 2002), schwedische Skilangläuferin
- Ingesson, Magnus (* 1971), schwedischer Skilangläufer
- Ingestad, Gertrud (* 1958), schwedische EU-Beamtin
- Ingevik, Ingemar (1931–2012), schwedischer Bandy-, Eishockey-, Fußballspieler, -trainer, -funktionär und Kommunalpolitiker

#### Ingg
- Inggersen, Seneca (1715–1786), Vertreter der Niederländischen Ostindien Companie

#### Ingh
- Ingham, Albert (1900–1967), englischer Mathematiker
- Ingham, Barrie (1932–2015), britischer Schauspieler und Sänger
- Ingham, Dane (* 1999), australisch-neuseeländischer Fußballspieler
- Ingham, Eileen (* 1954), britische Immunologin und Hochschullehrerin
- Ingham, Keith (* 1942), britischer Jazz-Pianist und Bandleader des Oldtime Jazz
- Ingham, Oliver, 1. Baron Ingham († 1344), englischer Adliger, Beamter und Militär
- Ingham, Peter (1941–2024), australischer Geistlicher, römisch-katholischer Bischof von Wollongong
- Ingham, Samuel (1793–1881), US-amerikanischer Politiker
- Ingham, Samuel D. (1779–1860), US-amerikanischer Politiker
- Ingham, Tony (1925–2010), englischer Fußballspieler
- Inghelbrecht, Désiré-Émile (1880–1965), französischer Komponist und Dirigent
- Inghirami, Giovanni (1779–1851), italienischer Astronom
- Ingholt, Harald (1896–1985), dänischer Vorderasiatischer Archäologe

#### Ingi
- Ingi Bauer (* 1992), isländischer Musiker, DJ, Musikproduzent, Songwriter und Webvideoproduzent als Mitglied des YouTube-Kanals Ice Cold
- Ingi Bjarni Skúlason (* 1987), isländischer Jazzmusiker (Piano, Komposition)
- Ingi Ragnar Ingason, isländischer Filmemacher, Kameramann und Mitarbeiter von WikiLeaks
- Ingi Þorsteinsson (1930–2006), isländischer Leichtathlet
- Ingibjörg H. Bjarnason (1867–1941), isländische Frauenrechtlerin, Politikerin und Lehrerin
- Ingibjörg Haraldsdóttir (* 1942), isländische Schriftstellerin
- Ingibjörg Sigurðardóttir (* 1997), isländische FußballspielerinIngibjörg Sigurðardóttir (* 1997)

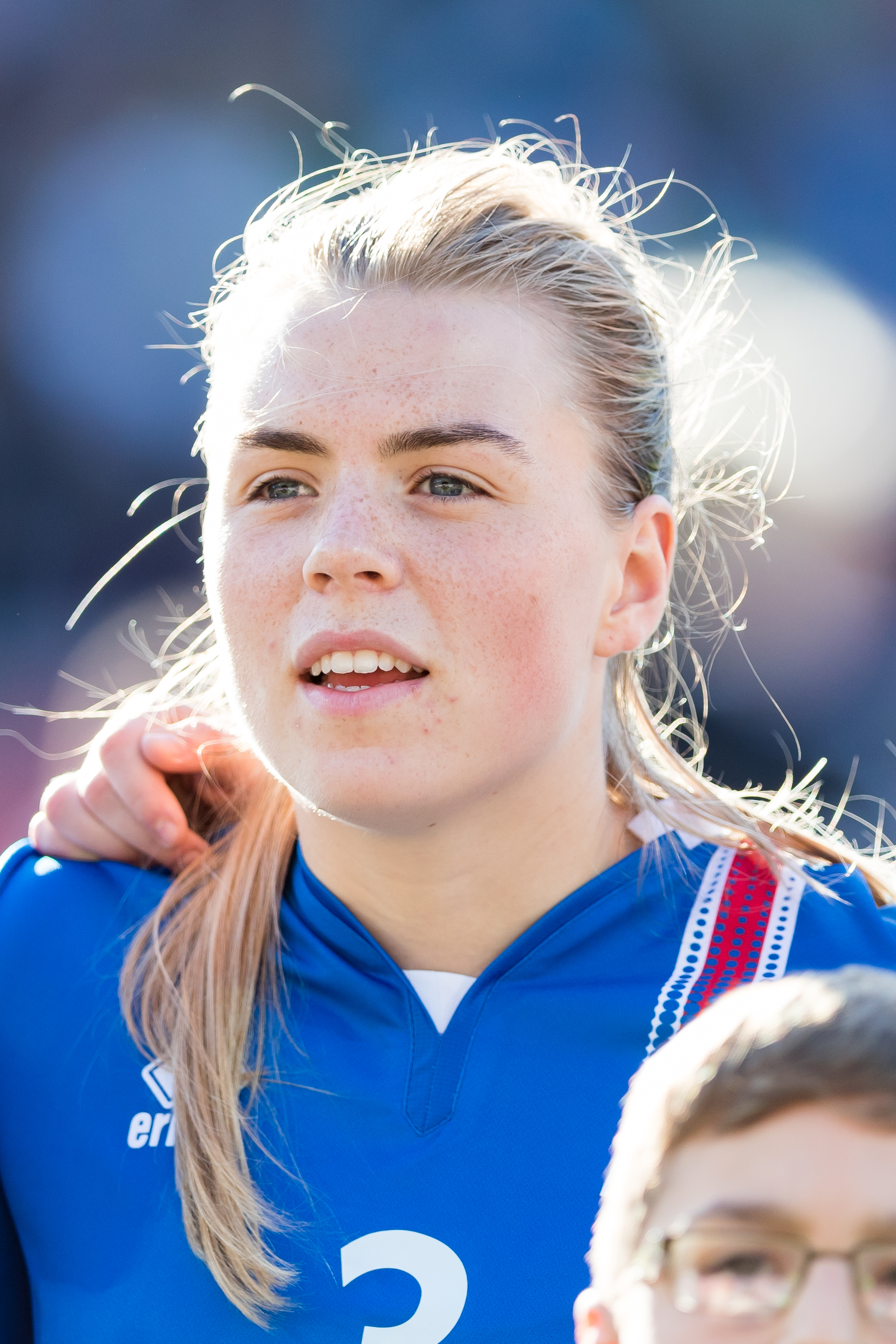
Ingibjörg Sigurðardóttir (* 1997)

- Ingibjörg Sólrún Gísladóttir (* 1954), isländische Politikerin der sozialdemokratischen Allianz
- Ingibjörg Stefánsdóttir (* 1972), isländische Sängerin und Schauspielerin
- Ingibjörg Stein Bjarnason (1901–1977), isländisch-deutsche Malerin und Kosmetikerin
- Ingildsen, Johannes (* 1997), dänischer Tennisspieler
- Ingimundur Ingimundarson (* 1980), isländischer Handballspieler

#### Ingl
- Ingle, Don (1931–2012), US-amerikanischer Jazzmusiker und Journalist
- Ingle, Doug (1945–2024), US-amerikanischer Musiker
- Ingle, John (1928–2012), US-amerikanischer Schauspieler, Synchronsprecher und Lehrer
- Ingle, Paul (* 1972), britischer Boxer
- Ingle, Sophie (* 1991), walisische Fußballspielerin
- Ingleby, Clement Mansfield (1823–1886), englischer Kritiker
- Ingleby, Lee (* 1976), britischer Film- und Theaterschauspieler
- Inglefield, Edward (1820–1894), britischer Admiral und Polarforscher
- Inglehart, Ronald (1934–2021), US-amerikanischer Politologe und Hochschullehrer
- Ingles, Joe (* 1987), australischer Basketballspieler
- Inglés, Jorge, Maler
- Inglês, Maria Isabel Aboim (1902–1953), portugiesische Feministin, Aktivistin gegen die portugiesische Diktatur und Hochschullehrerin
- Inglés, Miriam, chilenische Biathletin
- Inglés, Rufino (1902–1981), spanischer Schauspieler
- Inglese, Maria Dolores (1866–1928), italienische römisch-katholische Ordensfrau
- Inglese, Roberto (* 1991), italienischer Fußballspieler
- Inglese, Veronica (* 1990), italienische Leichtathletin
- Inglin, Meinrad (1893–1971), Autor
- Inglin, Oswald (* 1953), Schweizer Historiker, Anglist und Politiker (CVP)
- Inglis, Bob (* 1959), US-amerikanischer Politiker
- Inglis, Charles (1734–1816), irischer Bischof
- Inglis, Charles (1875–1952), britischer Ingenieurwissenschaftler
- Inglis, Damien (* 1995), französischer Basketballspieler
- Inglis, David R. (1905–1995), US-amerikanischer Physiker
- Inglis, Elizabeth (1913–2007), britische Schauspielerin
- Inglis, Elsie (1864–1917), britisch-schottische Medizinerin und Suffragette
- Inglis, Esther († 1624), schottische Kalligrafin und Buchgestalterin französischer Herkunft
- Inglis, James (1922–1951), britischer Mörder
- Inglis, John (1777–1850), britisch-amerikanischer Bischof
- Inglis, Josh (* 1995), australischer Cricketspieler
- Inglis, Maddison (* 1998), australische Tennisspielerin
- Inglis, Mark (* 1959), neuseeländischer Extremsportler
- Inglis, Robert (1786–1855), britischer Politiker, Mitglied des House of Commons
- Inglis, Tim (* 1964), US-amerikanischer American-Football-Spieler
- Inglis, Tony (1911–1997), britischer Artdirector
- Inglis, William Grant (1928–1991), schottischer Helminthologe
- Inglish, David, US-amerikanischer Technologe in der Filmbranche
- Inglot, Dominic (* 1986), britischer Tennisspieler
- Inglot, Marek (* 1961), polnischer Ordensgeistlicher und Kirchenhistoriker

#### Ingm
- Ingman, Lauri (1868–1934), finnischer Theologe und Politiker, Mitglied des Reichstags
- Ingman, Les (1927–1990), britischer Radrennfahrer
- Ingmann, Grethe (1938–1990), dänische Sängerin
- Ingmann, Jørgen (1925–2015), dänischer Gitarrist

#### Ingo
- Ingo ohne Flamingo, deutscher PartykünstlerIngo ohne Flamingo

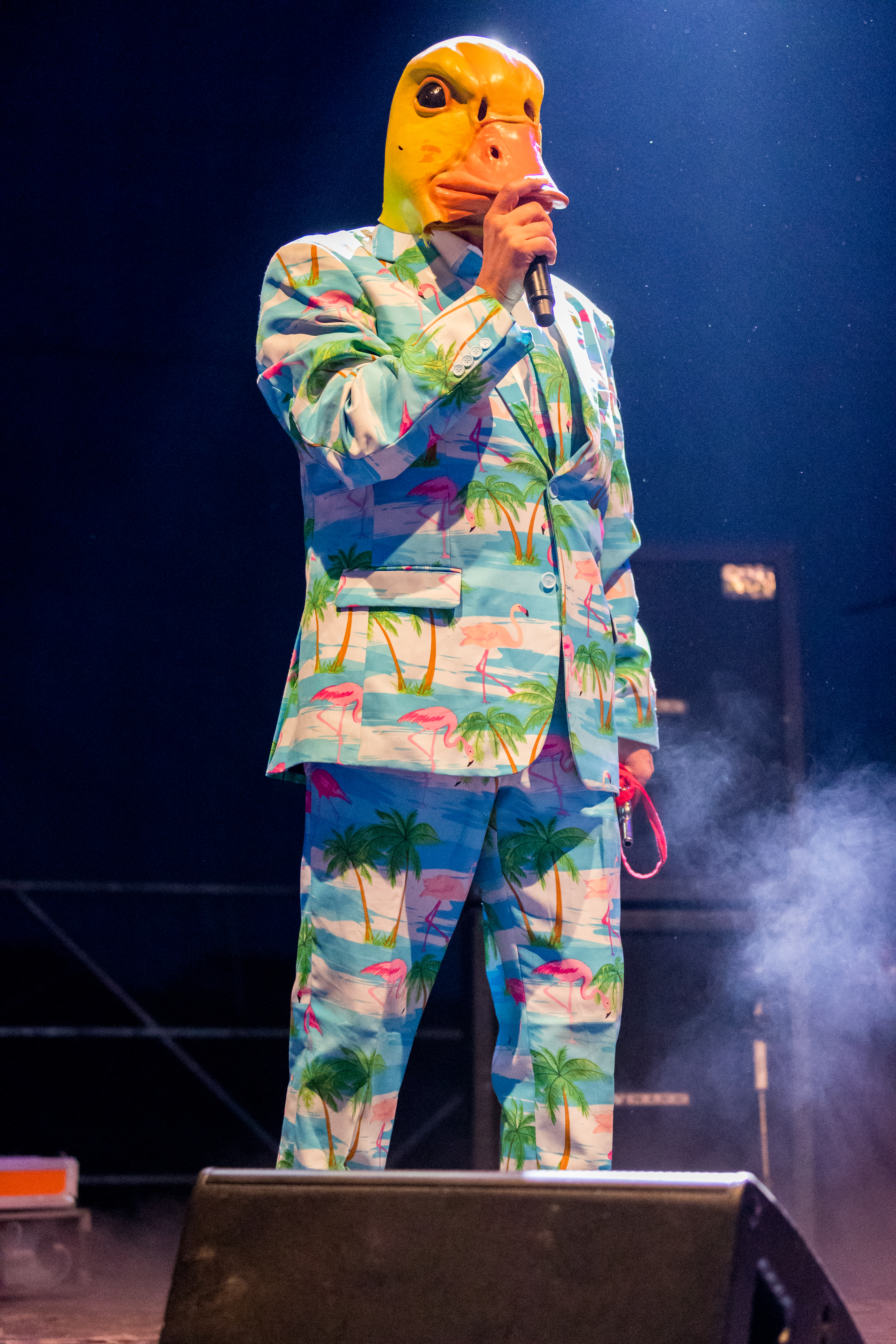
Ingo ohne Flamingo

- Ingoberga († 589), fränkische Königin
- Ingold, Albert (* 1980), deutscher Rechtswissenschaftler und Hochschullehrer
- Ingold, Alec (* 1996), US-amerikanischer American-Football-Spieler
- Ingold, Christopher Kelk (1893–1970), britischer Chemiker
- Ingold, Felix Philipp (* 1942), Schweizer Slawist, Kulturpublizist, Übersetzer, Schriftsteller
- Ingold, Gert-Ludwig (* 1960), deutscher Physiker
- Ingold, Keith U. (1929–2023), britisch-kanadischer Chemiker
- Ingold, Maja (* 1948), Schweizer Politikerin (EVP)
- Ingold, Mariana (* 1958), uruguayische Komponistin und Sängerin
- Ingold, Otto (1883–1943), Schweizer Architekt und Innenarchitekt
- Ingold, Res (* 1954), Schweizer bildender Künstler
- Ingold, Sofía (* 2005), uruguayische Leichtathletin
- Ingold, Stefanie (* 1967), Schweizer Politikerin (SP)
- Ingold, Terence (1905–2010), britischer Mykologe
- Ingold, Tim (* 1948), britischer AnthropologeTim Ingold (* 1948)

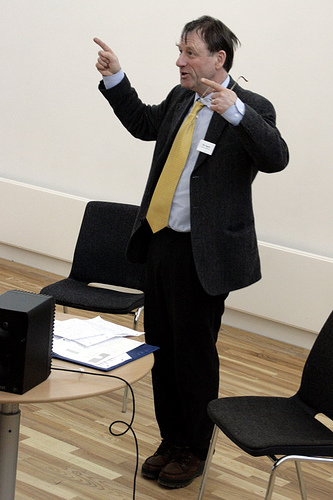
Tim Ingold (* 1948)

- Ingold, Werner (1919–1995), Schweizer Chemiker und Unternehmer
- Ingoldesby, Richard († 1719), Gouverneur der englischen Kolonie New York
- Ingólfr Arnarson, Gründer von Reykjavík
- Ingólfur Elíasson (* 1993), isländischer Eishockeyspieler
- Ingolič, Anton (1907–1992), slowenischer Schriftsteller
- Ingolič, Mia (* 2009), slowenische Skispringerin
- Ingolitsch, Fabio (* 1992), österreichischer Fußballspieler und TrainerFabio Ingolitsch (* 1992)

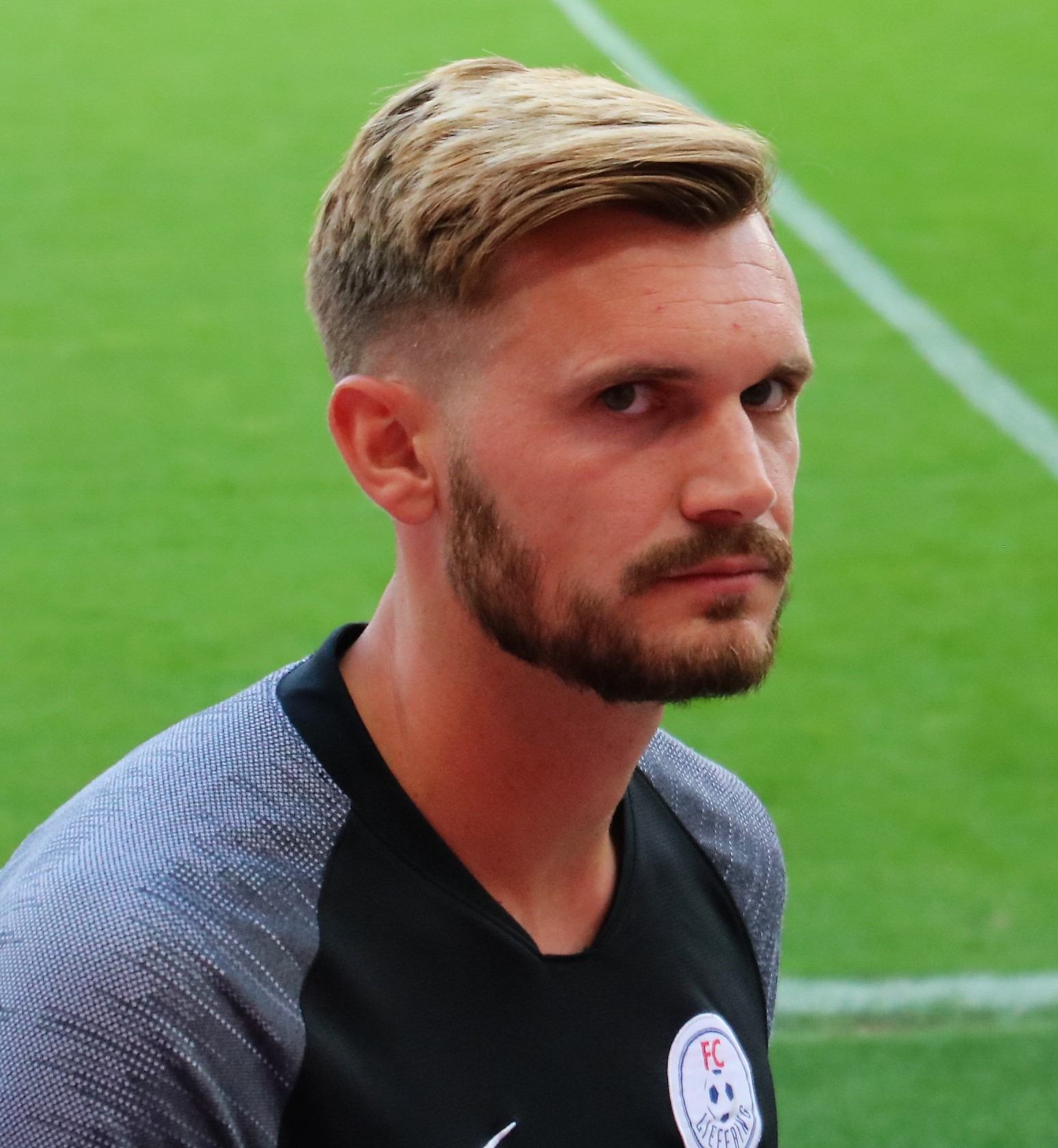
Fabio Ingolitsch (* 1992)

- Ingolitsch, Sandro (* 1997), österreichischer Fußballspieler
- Ingolstetter, Andreas (1633–1711), deutscher Kaufmann und Kirchenlieddichter
- Ingouville-Williams, Edward (1861–1916), britischer Major-General im Ersten Weltkrieg

#### Ingr
- Ingraham, Hubert (* 1947), bahamaischer Politiker, Premierminister der Bahamas (1992–2002 und 2007–2012)
- Ingraham, J. H. (1809–1860), US-amerikanischer Geistlicher und Autor
- Ingraham, Joseph († 1800), US-amerikanischer Kapitän und Entdecker
- Ingraham, Laura (* 1963), US-amerikanische Fernseh- und Radiomoderatorin, Sachbuchautorin und konservative Kommentatorin
- Ingraham, Wendy (* 1964), amerikanische Triathletin
- Ingram, fränkischer Graf
- Ingram († 1174), schottischer Geistlicher
- Ingram, Adam (* 1951), schottischer Politiker
- Ingram, Adam Paterson (* 1947), britischer Politiker (Labour Party), Mitglied des House of Commons
- Ingram, Andre (* 1985), US-amerikanischer Basketballspieler
- Ingram, Brandon (* 1997), US-amerikanischer Basketballspieler
- Ingram, Charles, US-amerikanischer Stuntman
- Ingram, Charles (* 1963), britischer Major und BetrügerCharles Ingram (* 1963)

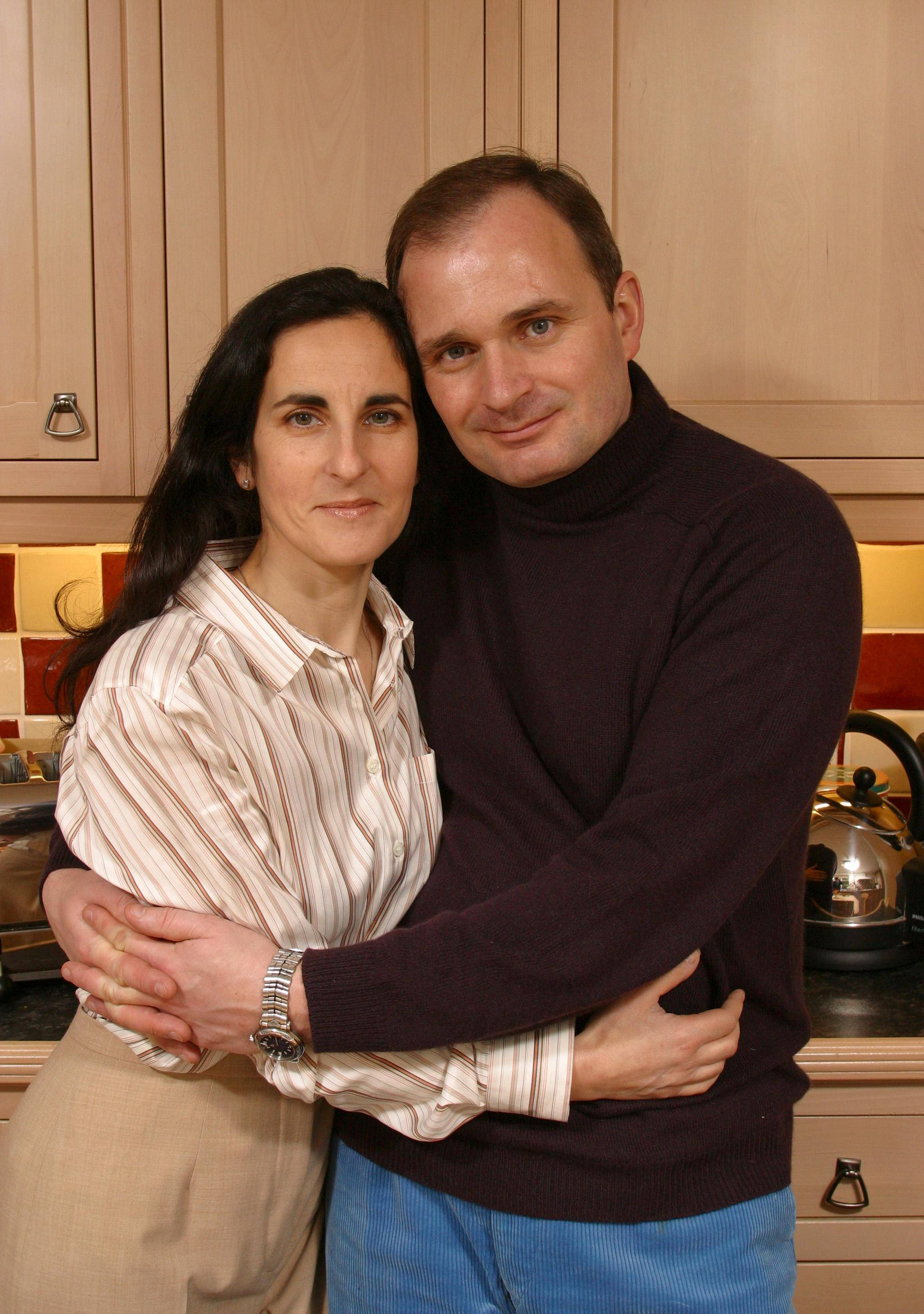
Charles Ingram (* 1963)

- Ingram, Christone (* 1999), US-amerikanischer Blues-Gitarrist und Sänger
- Ingram, Collingwood (1880–1981), britischer Offizier, Reisender, Botaniker, Gärtner, Dendrologe und Ornithologe
- Ingram, David B. (* 1952), US-amerikanischer Philosoph
- Ingram, Dustin (* 1990), US-amerikanischer Schauspieler
- Ingram, Ed (* 1999), US-amerikanischer American-Football-Spieler
- Ingram, Ethan (* 2003), englischer Fußballspieler
- Ingram, Garey (* 1970), US-amerikanischer Baseballspieler
- Ingram, Germaine (* 1947), afroamerikanische Juristin, Tänzerin, Performancekünstlerin und Choreographin
- Ingram, Glen Joseph (* 1951), australischer Zoologe
- Ingram, Hermann (1903–1995), österreichisches Mitglied der NSDAP und des Einsatzstabs Reichsleiter Rosenberg
- Ingram, Jack (1936–2021), US-amerikanischer NASCAR-Rennfahrer
- Ingram, Jack (* 1970), US-amerikanischer Countrysänger
- Ingram, James (1952–2019), US-amerikanischer Soulmusiker, Songwriter und ProduzentJames Ingram (1952–2019)

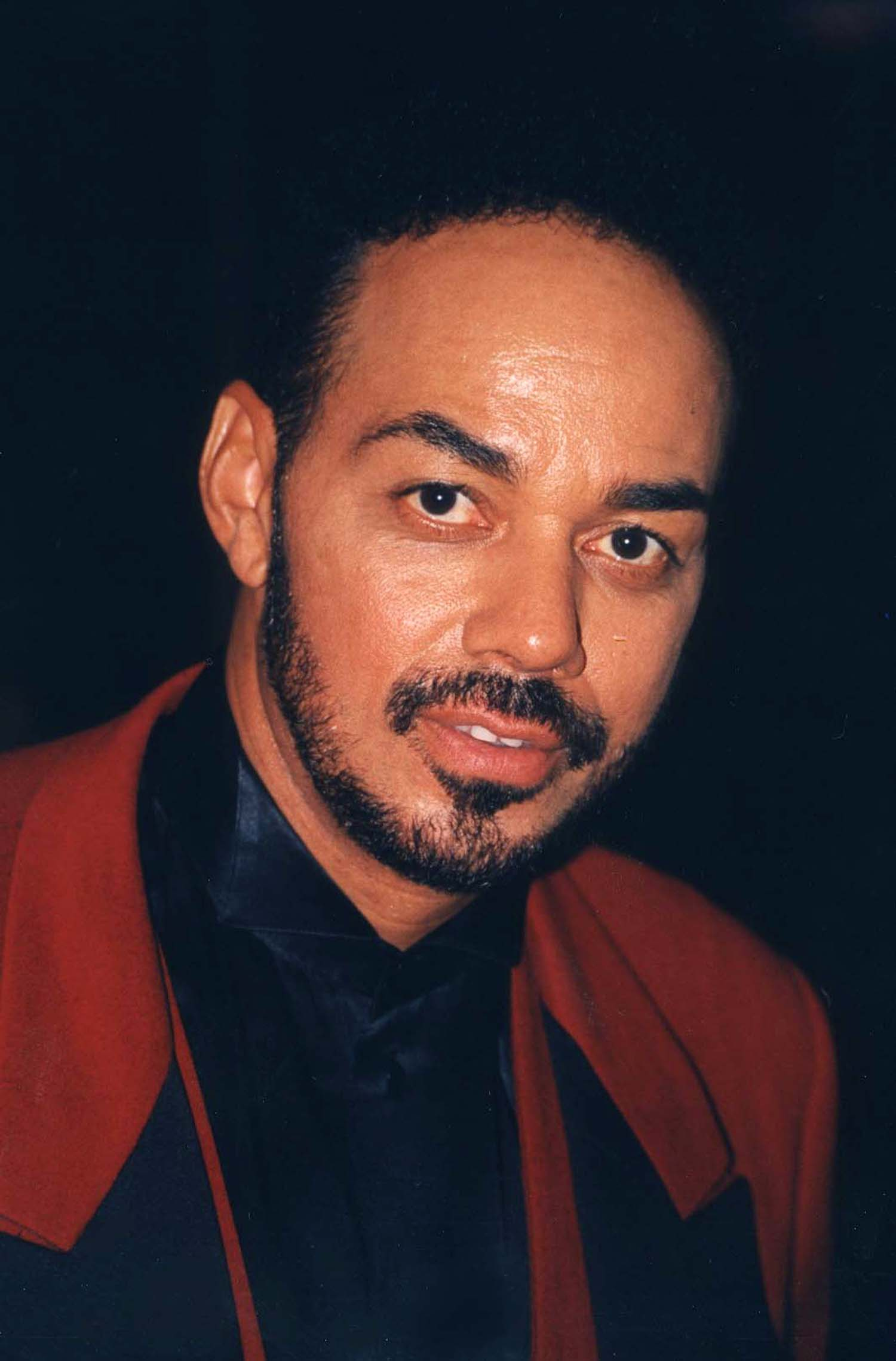
James Ingram (1952–2019)

- Ingram, Joan (1910–1981), englische Tischtennis- und Tennisspielerin
- Ingram, John (1565–1594), englischer Jesuit und Märtyrer
- Ingram, John Kells (1823–1907), irischer Dichter, Philologe, Nationalökonom und Historiker
- Ingram, John W. (1929–2008), US-amerikanischer Manager und Leiter der Federal Railroad Administration
- Ingram, Jonas H. (1886–1952), US-amerikanischer Admiral
- Ingram, Kerry (* 1999), britische Schauspielerin
- Ingram, Luther (1937–2007), US-amerikanischer Soulsänger und Songschreiber
- Ingram, Malcolm (* 1968), kanadischer Filmregisseur
- Ingram, Marione (* 1935), deutsch-amerikanische Bürgerrechtsaktivistin, Holocaust-Überlebende und Autorin
- Ingram, Mark Jr. (* 1989), amerikanischer American-Football-Spieler
- Ingram, Melvin (* 1989), US-amerikanischer American-Football-Spieler
- Ingram, Moses (* 1994), US-amerikanische Schauspielerin und DrehbuchautorinMoses Ingram (* 1994)

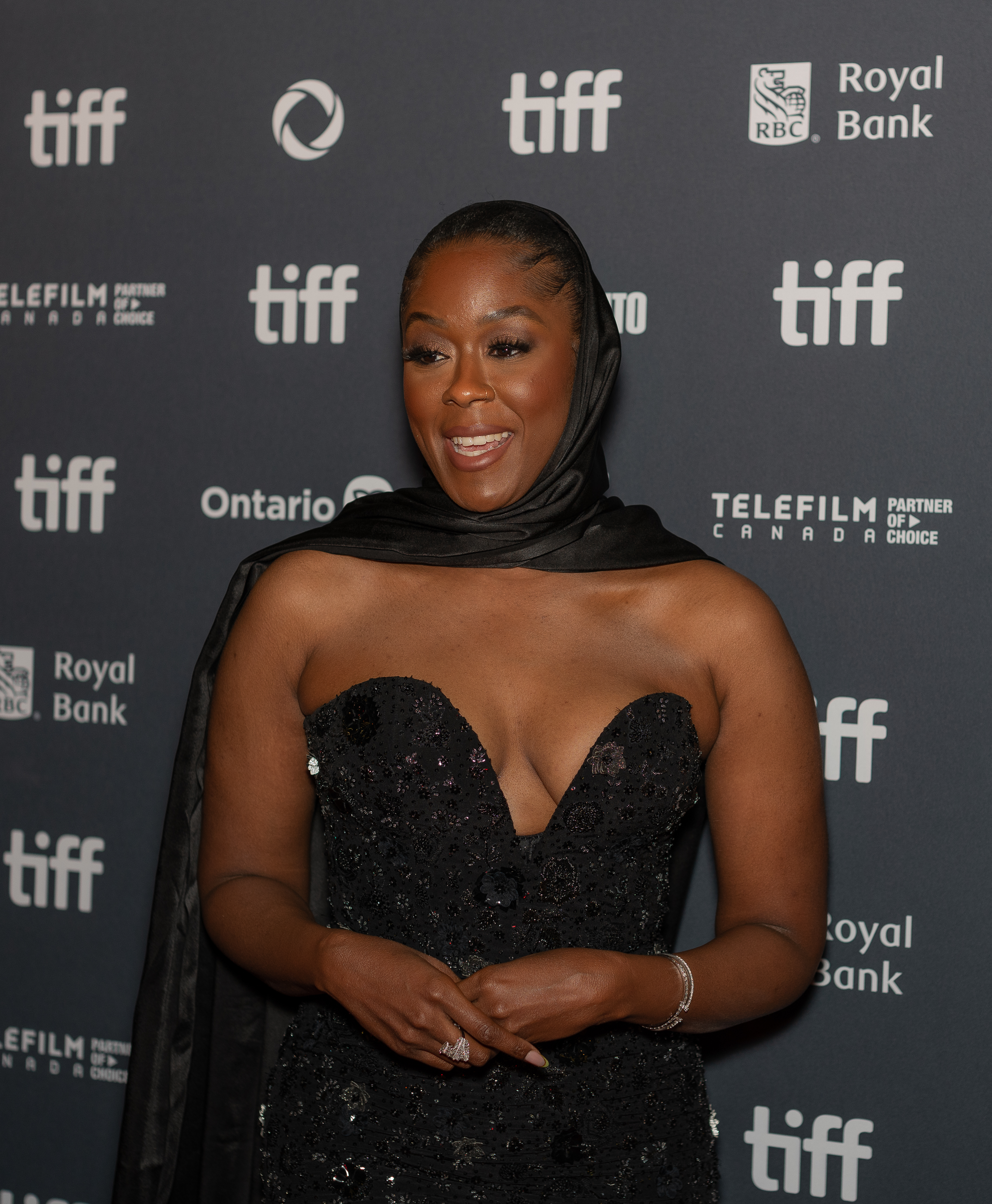
Moses Ingram (* 1994)

- Ingram, Paul, US-amerikanischer Mann
- Ingram, Porter (1810–1893), US-amerikanischer Jurist und konföderierter Politiker
- Ingram, Rex (1892–1950), US-amerikanischer Filmregisseur irischer Herkunft
- Ingram, Rex (1895–1969), US-amerikanischer Schauspieler
- Ingram, Ritz (* 1950), US-amerikanischer Basketballtrainer
- Ingram, Sheila (1957–2020), US-amerikanische Sprinterin
- Ingram, Stephanie, kanadische Hairstylistin
- Ingram, Sue, australische Regierungsbeamtin, Politikwissenschaftlerin und Hochschullehrerin
- Ingram, Vernon (1924–2006), deutsch-amerikanischer Biologe
- Ingram, Wally, US-amerikanischer Schlagzeuger und Perkussionist
- Ingram, William (1847–1924), englischer Jurist und Politiker
- Ingram, William Ayerst (1855–1913), schottischer Maler des Spätimpressionismus
- Ingrams, Davina, 18. Baroness Darcy de Knayth (1938–2008), britische Politikerin und Sportlerin
- Ingrams, Doreen (1906–1997), britische Jemenforscherin, Autorin, Herausgeberin und Schauspielerin
- Ingrams, Leonard (1900–1953), britischer Banker und Leiter der Political Warfare Executive
- Ingrams, William Harold (1897–1973), britischer Kolonialbeamter
- Ingrand, Jean-Marie (* 1934), französischer Jazzmusiker (Kontrabass)
- Ingrand, Max (1908–1969), französischer Glasmaler und Designer
- Ingrao, Christian (* 1970), belgischer Historiker
- Ingrao, Pietro (1915–2015), italienischer Journalist und Politiker, Mitglied der Camera dei deputati
- Ingrassia, Anthony (1944–1995), US-amerikanischer Dramatiker, Theaterproduzent und -regisseur
- Ingrassia, Ciccio (1922–2003), italienischer Komiker
- Ingrassia, Johannes Philippus (1512–1580), sizilianischer Arzt und Anatom
- Ingrassia, Julien (* 1979), französischer Rallyebeifahrer
- Ingres, Jean-Auguste-Dominique (1780–1867), französischer Maler des Klassizismus
- Ingreso, Kevin (* 1993), deutsch-philippinischer Fußballspieler
- Ingrid Alexandra von Norwegen (* 2004), norwegische Adelige, Prinzessin von NorwegenIngrid Alexandra von Norwegen (* 2004)

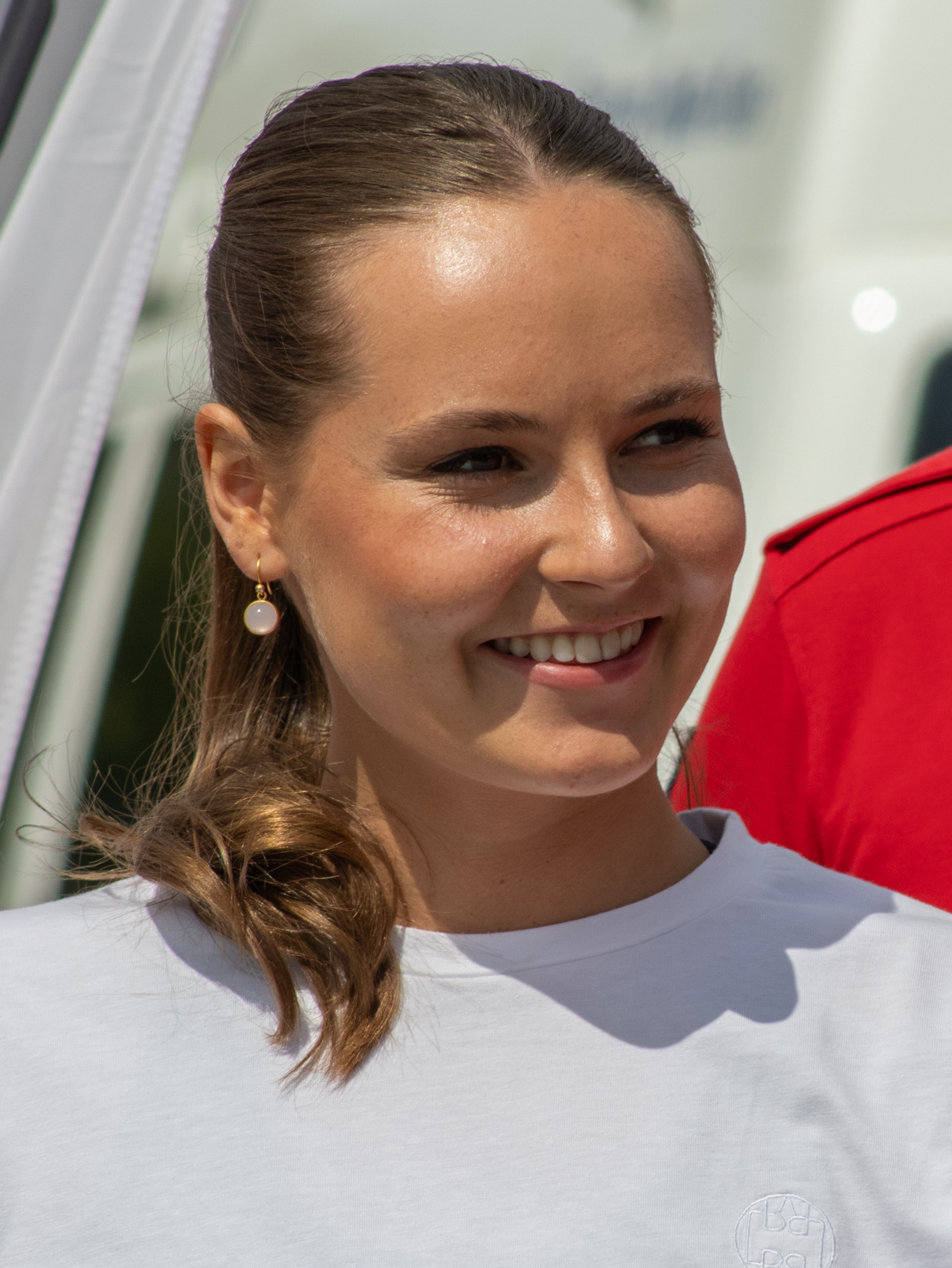
Ingrid Alexandra von Norwegen (* 2004)

- Ingrid Elovsdotter († 1282), schwedische Dominikanerin
- Ingrid Jasmin (* 1987), norwegische Sängerin
- Ingrid Ragnvaldsdatter, Königin von Norwegen
- Ingrid Superstar, Schauspielerin
- Ingrid von Schweden (1910–2000), dänische Mitregentin schwedischer HerkunftIngrid von Schweden (1910–2000)

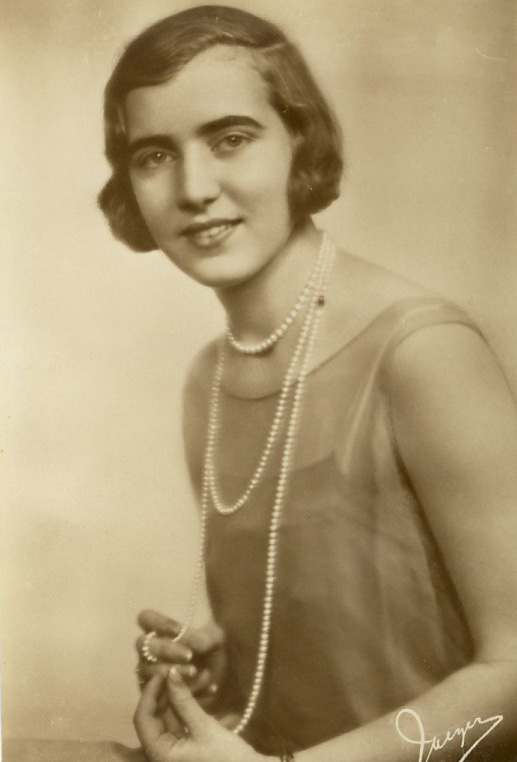
Ingrid von Schweden (1910–2000)

- Ingrid Ylva († 1252), schwedische Adelige
- Ingrisch, Lotte (1930–2022), österreichische Schriftstellerin, Theater- und Hörspielautorin
- Ingroia, Antonio (* 1959), italienischer Staatsanwalt und Politiker
- Ingrosso, Benjamin (* 1997), schwedischer Sänger
- Ingrosso, Matteo (* 1988), italienischer Beachvolleyballspieler
- Ingrosso, Paolo (* 1988), italienischer Beachvolleyballspieler
- Ingrosso, Sebastian (* 1983), schwedischer House-DJ
- Ingruber, Anthony (* 1990), kanadischer Schauspieler

#### Ings
- Ings, Daniel (* 1985), britischer Schauspieler
- Ings, Danny (* 1992), englischer Fußballspieler
- Ings, Simon (* 1965), britischer Science-Fiction-Schriftsteller
- Ingstad, Anne Stine (1918–1997), norwegische Archäologin
- Ingstad, Helge (1899–2001), norwegischer Archäologe, Schriftsteller und AbenteurerHelge Ingstad (1899–2001)

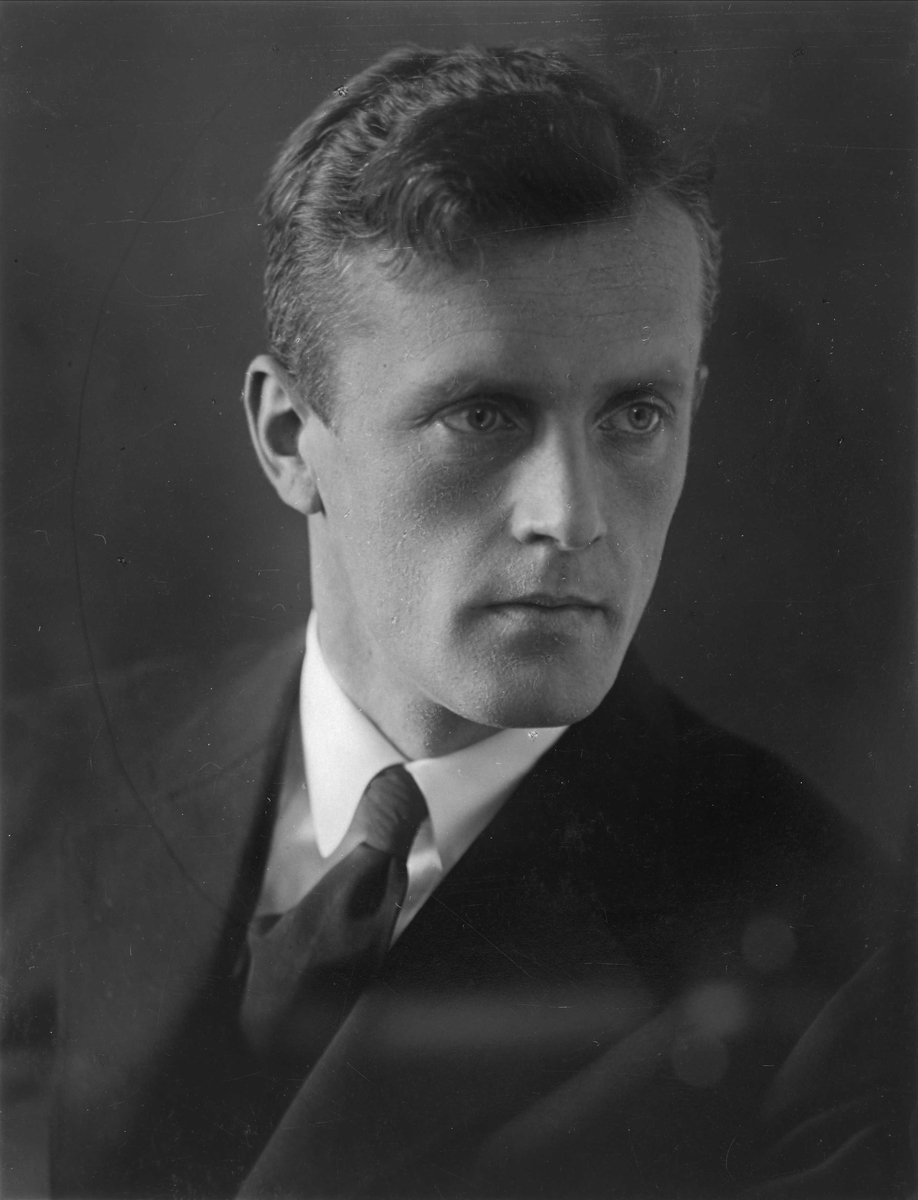
Helge Ingstad (1899–2001)

- Ingstad, Vilde (* 1994), norwegische Handballspielerin
- Ingstadbjørg, Anne (* 1979), norwegische Biathletin
- Ingster, Oljean (1928–2023), deutscher Kantor, Überlebender des Holocausts
- Ingstrup-Mikkelsen, Jan (* 1944), dänischer Radrennfahrer

#### Ingu
- Inguimbert, Joseph-Dominique d’ (1683–1757), Bischof von Carpentras
- Inguiomer, Gau-Häuptling der germanischen Cherusker
- Ingulstad, Frid (* 1935), norwegische Autorin
- Ingund († 585), Königin der Westgoten
- Inguscio, Massimo (* 1950), italienischer Physiker

#### Ingv
- Ingvaldsen, Håvard Bentdal (* 2002), norwegischer Leichtathlet
- Ingvaldsen, Kjetil (* 1974), norwegischer Radrennfahrer
- Ingvaldsen, Ole Marius (* 1985), norwegischer Skispringer
- Ingvar, legendarischer Herrscher in Ladoga
- Ingvar Eggert Sigurðsson (* 1963), isländischer SchauspielerIngvar Eggert Sigurðsson (* 1963)

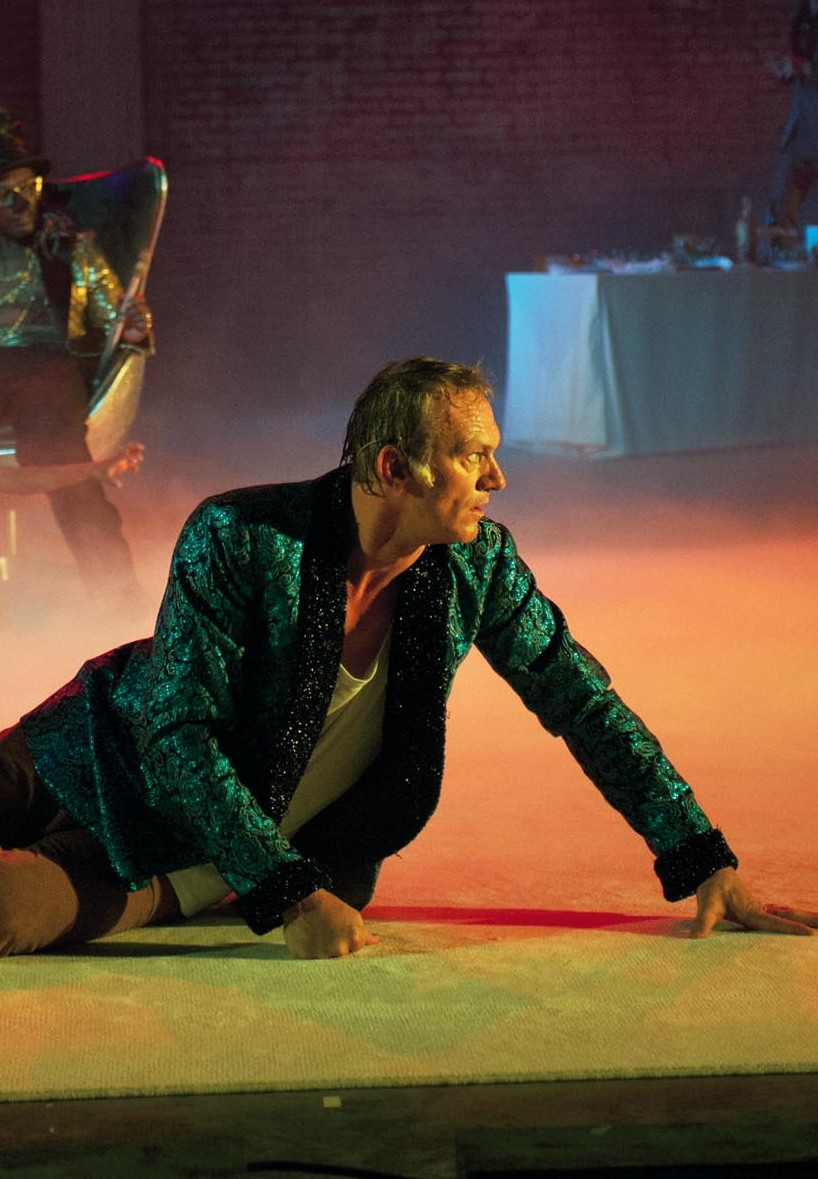
Ingvar Eggert Sigurðsson (* 1963)

- Ingvar Jónsson (* 1981), isländischer Eishockeyspieler
- Ingvar Jónsson (* 1989), isländischer Fußballtorwart
- Ingvar Ómarsson (* 1989), isländischer Radrennfahrer
- Ingvar, Anne (* 1949), schwedische Filmproduzentin
- Ingvarsson, Martin (* 1965), schwedischer Fußballschiedsrichter
- Ingvarsson, Stefan (1946–2017), schwedischer Geher
- Ingvartsen, Marcus (* 1996), dänischer Fußballspieler
- Ingvordsen, J. Christian (* 1957), dänischer Regisseur, Drehbuchautor, Filmproduzent, Schauspieler

#### Ingw
- Ingwar Jaroslawitsch, Fürst der Kiewer Rus
- Ingwersen, Hans (1914–1992), deutscher Politiker (CDU), MdL
- Ingwersen, Peter (1885–1958), deutscher Autor, Lehrer und Oberregierungsrat
- Ingwersen, Peter (* 1947), dänischer Informationswissenschaftler
- Ingwersen, Peter (* 1962), dänischer Modedesigner

#### Ingy
- Ingyō († 453), japanischer Kaiser, 19. Tennō von Japan

### Inh
- Inha, I. K. (1865–1930), finnischer Fotograf, Reiseschriftsteller, Journalist und Übersetzer
- Inhauser, Florian (* 1968), Schweizer Journalist
- Inhauser, Friedrich (1901–1970), österreichischer Maler und Grafiker
- Inhelder, Bärbel (1913–1997), Schweizer Entwicklungspsychologin
- Inhetveen, Heide (* 1942), deutsche Land- und Agrarsoziologin
- Inhetveen, Katharina (* 1970), deutsche Soziologin und Professorin
- Inhetveen, Rüdiger (* 1943), deutscher Philosoph
- Inhof, Kristina (* 1988), österreichische ModeratorinKristina Inhof (* 1988)

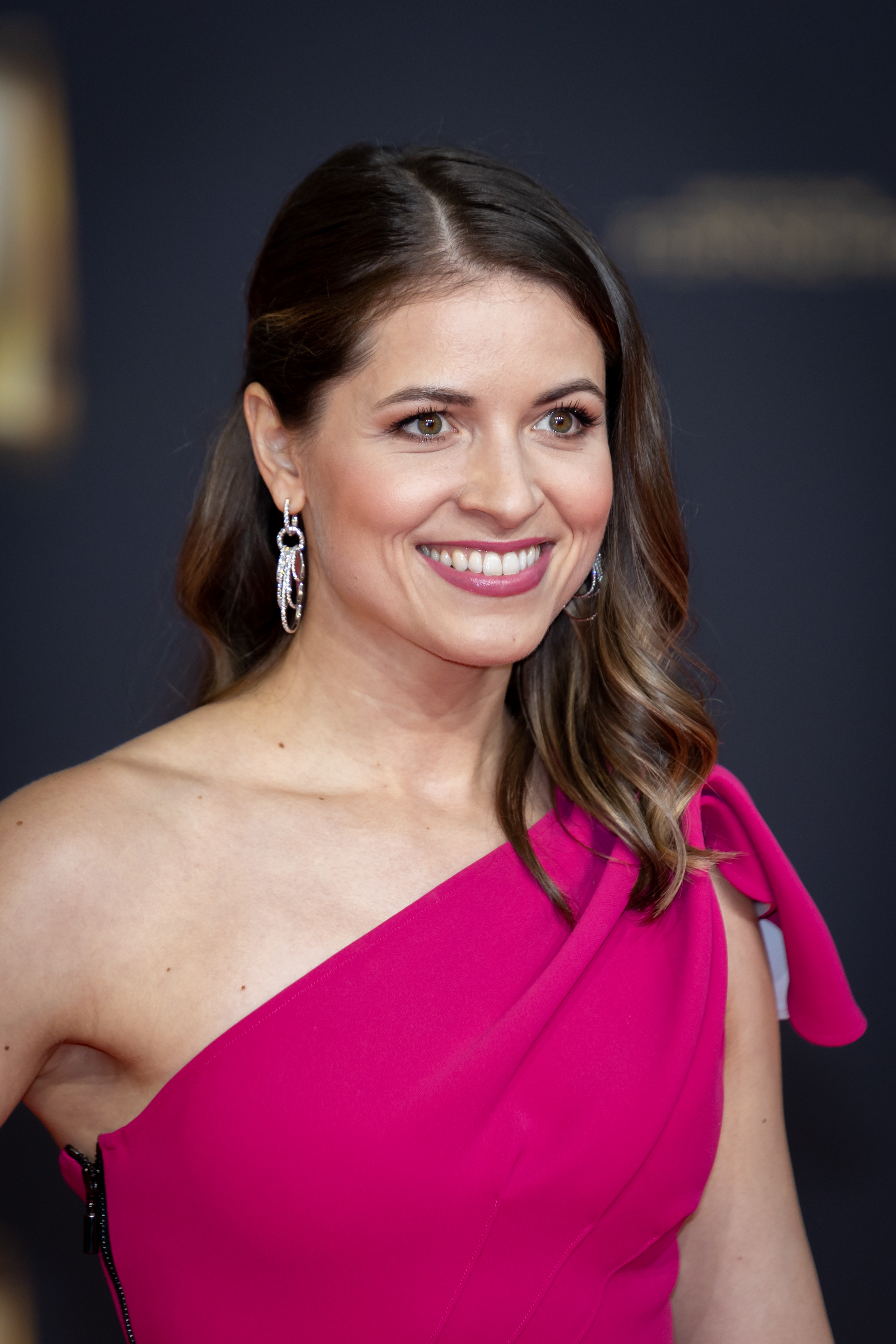
Kristina Inhof (* 1988)

- Inhofe, Jim (1934–2024), US-amerikanischer Politiker
- Inhofer, Karl (1942–2016), deutscher Verwaltungsbeamter
- Inhoffen, Hans Herloff (1906–1992), deutscher Chemiker
- Inhoffen, Peter (* 1934), deutscher katholischer Theologe
- Inhülsen, Burkhard (* 1950), deutscher Kunstlehrer, Initiator und Leiter von Projekten zur Filmkunst, filmischen Nachwuchsförderung und Filmbildung
- Inhülsen, Harald (1951–2017), deutscher Musikjournalist

### Ini
- Ini, altägyptischer Beamter der 6. Dynastie
- Ini, altägyptischer Goldschmied
- Ini, Pharao der thebanischen 23. Dynastie
- Ini, altägyptischer Goldschmied
- Ini-Teššub, hethitischer Vizekönig von Karkemiš
- Inia, Ata (* 2000), australisch-tongaischer Fußballspieler
- Inianch, altägyptischer Künstler
- Inib-scharri, Tochter des Zimri-Lim, König von Mari
- Inichnum, altägyptischer Beamter der 2. Dynastie
- Iniesta Jiménez, Alberto (1923–2016), spanischer Geistlicher, Weihbischof in Madrid
- Iniesta, Andrés (* 1984), spanischer FußballspielerAndrés Iniesta (* 1984)

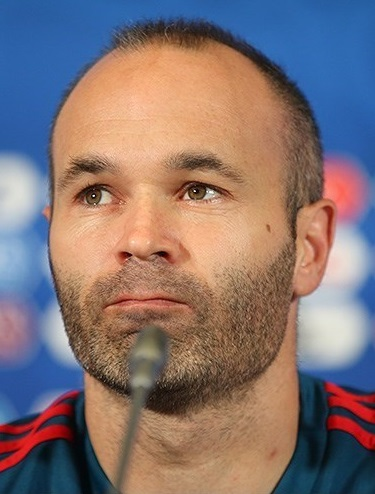
Andrés Iniesta (* 1984)

- Iniestra, Jorge, mexikanischer Fußballtorhüter
- Íñigo Arista (781–852), König von Pamplona (824–842) und Graf des Bigorre und Sobrarbe (810/820–852)
- Iñigo de Guevara († 1462), Ritter des Ordens vom Goldenen Vlies
- Iñiguez, Deogracias (* 1940), philippinischer Geistlicher und emeritierter römisch-katholischer Bischof von Kalookan
- Íñiguez, Ismael (* 1981), mexikanischer Fußballspieler
- Iniha, altägyptischer Beamter der 2. Dynastie
- Inika, Name eines hohen, altägyptischen Beamten
- Inisan, Eleejah (* 2008), französische Tennisspielerin
- Inisnofruischetef, altägyptischer Beamter
- Iniuia, altägyptischer Obervermögensverwalter

### Inj
- Injac, Dimitrije (* 1980), serbischer Fußballspieler
- Injac, Olivera (* 1972), montenegrinische Hochschullehrerin und Politikerin
- Injac, Teodora (* 2000), Schachspielerin aus Serbien
- Injalbert, Jean-Antoine (1845–1933), französischer Bildhauer
- Injannasi (1837–1892), mongolischer Schriftsteller und Historiker Chinas
- Injo (1595–1649), 16. König der Joseon-Dynastie in Korea
- Injong (1109–1146), 17. König des Goryeo-Reiches und der Goryeo-Dynastie
- Injong (1515–1545), 12. König der Joseon-Dynastie in Korea

### Ink
- Inkala, Jouni (* 1966), finnischer Dichter
- Inkango, Bruce (* 1984), französisch-kongolesischer Fußballspieler
- Inkarbek, Baglan (* 1994), kasachischer Freestyle-Skier
- Inkef, altägyptischer Beamter
- Inkelaar, Kevin (* 1997), niederländischer Radrennfahrer
- Inker, Dave (* 1953), britischer Musiker
- Inkeri, Kustaa Aadolf (1908–1997), finnischer Mathematiker und Astronom
- Inkermann, Otto Julius (1823–1862), deutscher Schriftsteller und Buchhändler
- Inkijinoff, Valéry (1895–1973), russischer SchauspielerValéry Inkijinoff (1895–1973)

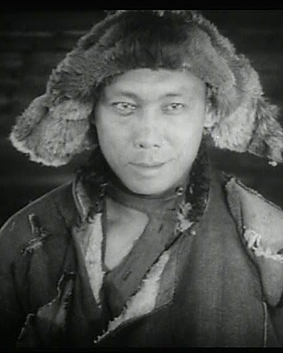
Valéry Inkijinoff (1895–1973)

- Inkin, Denis Anatoljewitsch (* 1978), russischer Boxer
- Inkinen, Pietari (* 1980), finnischer Violinist, Dirigent und Kapellmeister
- Inkiow, Dimiter (1932–2006), bulgarisch-deutscher Kinderbuchautor, Journalist, Satiriker
- Inkjow, Wenzislaw (* 1956), bulgarischer Schachspieler
- Inklings (* 1989), britischer Musiker
- Inkoom, Samuel (* 1989), ghanaischer Fußballspieler
- Inkpen, Barbara (1949–2021), britische Hochspringerin
- Inkpen, Dave (* 1954), kanadischer Eishockeyspieler
- Inkpin, Albert (1884–1944), britischer Politiker (CPGB)
- Inks, Danielle, US-amerikanische Schauspielern, Filmproduzentin, Model

### Inl
- Inler, Gökhan (* 1984), Schweizer Fussballspieler

### Inm
- Inman, Autry (1929–1988), US-amerikanischer Country- und Rockabilly-Musiker
- Inman, Bobby Ray (* 1931), US-amerikanischer Marineoffizier und Nachrichtendienstler, Direktor der NSA
- Inman, Henry (1801–1846), US-amerikanischer Maler
- Inman, Jeremy M., US-amerikanischer Filmregisseur, Drehbuchautor, Filmeditor und Filmproduzent
- Inman, Jesse (* 1977), britischer Schauspieler
- Inman, John (1935–2007), britischer Schauspieler und Komiker
- Inman, Joshua (* 1980), US-amerikanischer Ruderer
- Inman, Melbourne (1878–1951), englischer Billard- und Snookerspieler
- Inman, Philip, 1. Baron Inman (1892–1979), britischer Politiker der Labour Party und Peer
- Inmon, Bill (* 1945), US-amerikanischer Informatiker und Autor

### Inn
- Inn, Frank (1916–2002), US-amerikanischer Tiertrainer
- Inn- und Knyphausen, Carl Wilhelm Georg zu (1784–1860), deutscher Adliger, Kommunalpolitiker, königlich hannoverscher Beamter, Kammerherr, Schatzrat und Diplomat
- Inna (* 1986), rumänische SängerinInna (* 1986)

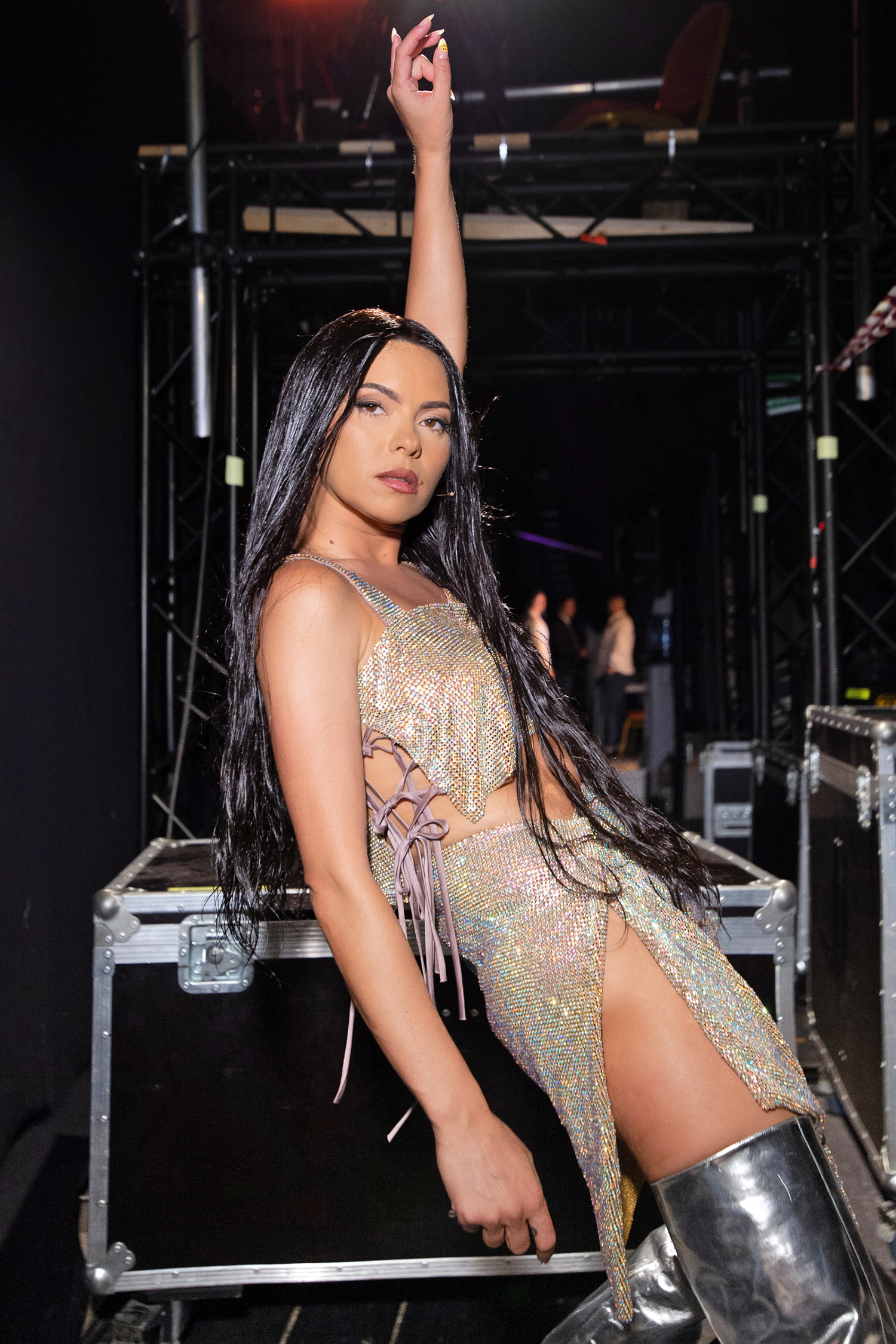
Inna (* 1986)

- Innalay, Phouthone (* 1992), laotischer Fußballspieler
- Innanen, Mikko (* 1978), finnischer Jazzmusiker und Komponist
- Innauer, Mario (* 1990), österreichischer Skispringer
- Innauer, Sigi (* 1957), österreichischer Freestyle-Skisportler und Gastronom
- Innauer, Toni (* 1958), österreichischer Skispringer und SkisprungtrainerToni Innauer (* 1958)

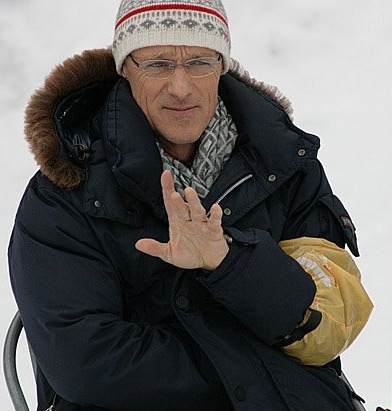
Toni Innauer (* 1958)

- Inné, Marcel (1934–2001), nigrischer Lehrer und Politiker
- Innella, Claudio (* 1990), uruguayischer Fußballspieler
- Innemann, Květoslav (1910–1971), tschechoslowakischer Parteifunktionär (KPC)
- Innemann, Svatopluk (1896–1945), tschechoslowakischer Filmregisseur, Kameramann, Filmeditor, Drehbuchautor und Schauspieler
- Innemee, Philippus (1902–1963), niederländischer Radrennfahrer
- Innenmoser, Jürgen (* 1942), deutscher Sportwissenschaftler und Hochschullehrer
- Innerbichler, Alex (* 1985), italienischer Naturbahnrodler
- Innerbichler, Günther (* 1983), italienischer Naturbahnrodler
- Innerebner, Florian (* 1989), österreichischer Schauspieler
- Innerebner, Georg (1893–1974), Südtiroler Ingenieur, Heimatforscher und Prähistoriker
- Innerebner, Karl (1870–1970), österreichischer Bauingenieur und Bauunternehmer
- Innerhofer, Christof (* 1984), italienischer Skirennläufer
- Innerhofer, Franz (1847–1918), österreichischer Mediziner, Buchautor, Konservator, Kurator und Mäzen
- Innerhofer, Franz (1884–1921), Südtiroler Grundschullehrer
- Innerhofer, Franz (* 1944), österreichischer Schriftsteller
- Innerhofer, Johann (1837–1937), österreichischer Gastwirt und Fremdenverkehrspionier
- Innerhofer, Josef (* 1931), italienischer Priester und Publizist
- Innerhofer, Roland (* 1955), österreichischer Germanist
- Innerhofer, Sepp (1928–2019), italienischer Südtirol-Attentäter
- Innerkofler, Adolf (1872–1942), römisch-katholischer Geistlicher und Schriftsteller
- Innerkofler, Franz (1834–1898), Südtiroler Bergführer
- Innerkofler, Johann Jakob (1833–1895), Südtiroler Bergführer
- Innerkofler, Michael (1844–1888), Südtiroler Bergführer
- Innerkofler, Sepp (1865–1915), österreichischer Bergführer und GastwirtSepp Innerkofler (1865–1915)

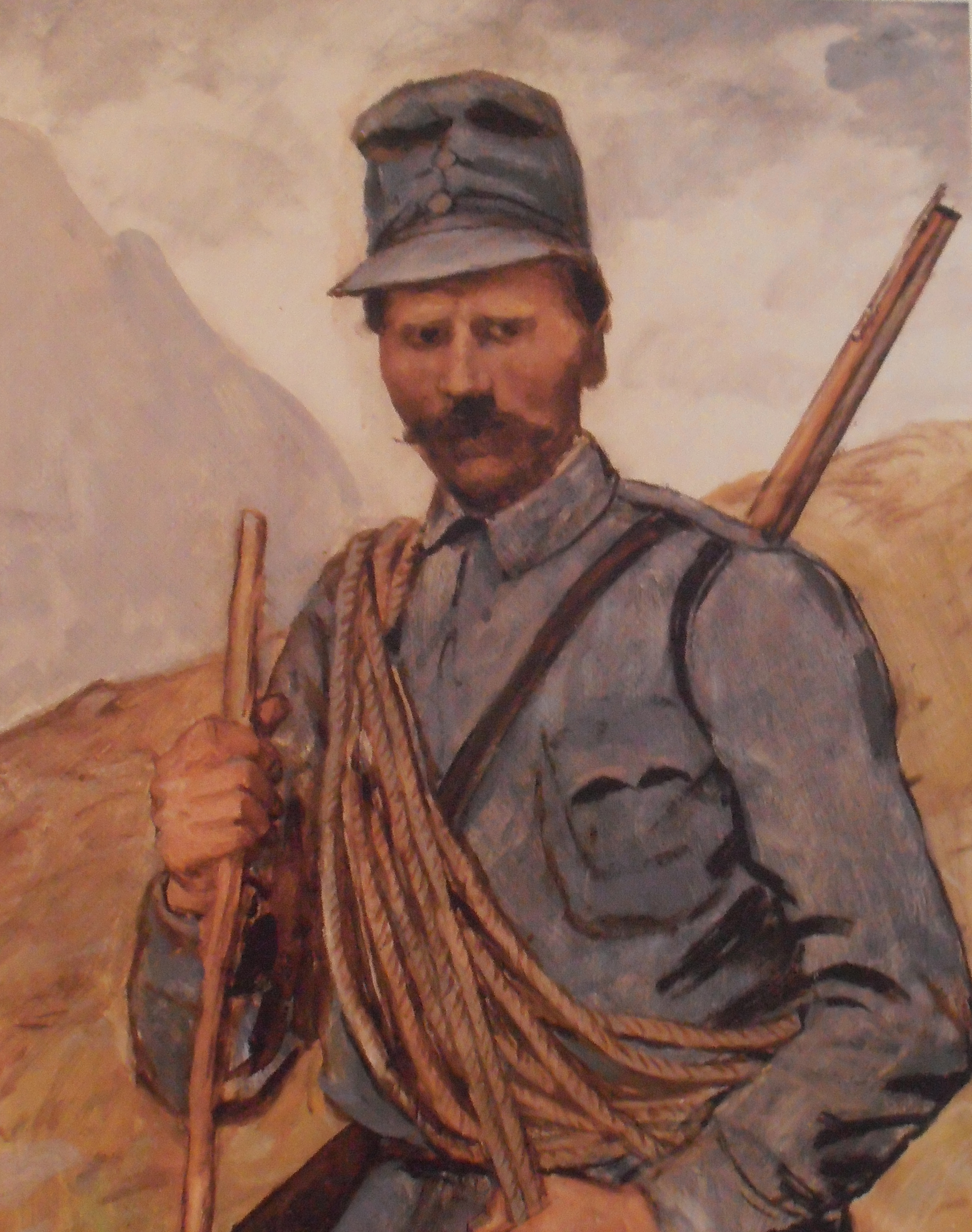
Sepp Innerkofler (1865–1915)

- Innerkofler, Veit (1856–1935), Südtiroler Bauer und Bergführer
- Innes, Don, englischer Squashspieler
- Innes, Frederick (1816–1882), australischer Politiker, Premierminister von Tasmanien
- Innes, George (* 1938), britischer Schauspieler
- Innes, Hammond (1913–1998), britischer Autor
- Innes, Laura (* 1957), US-amerikanische SchauspielerinLaura Innes (* 1957)

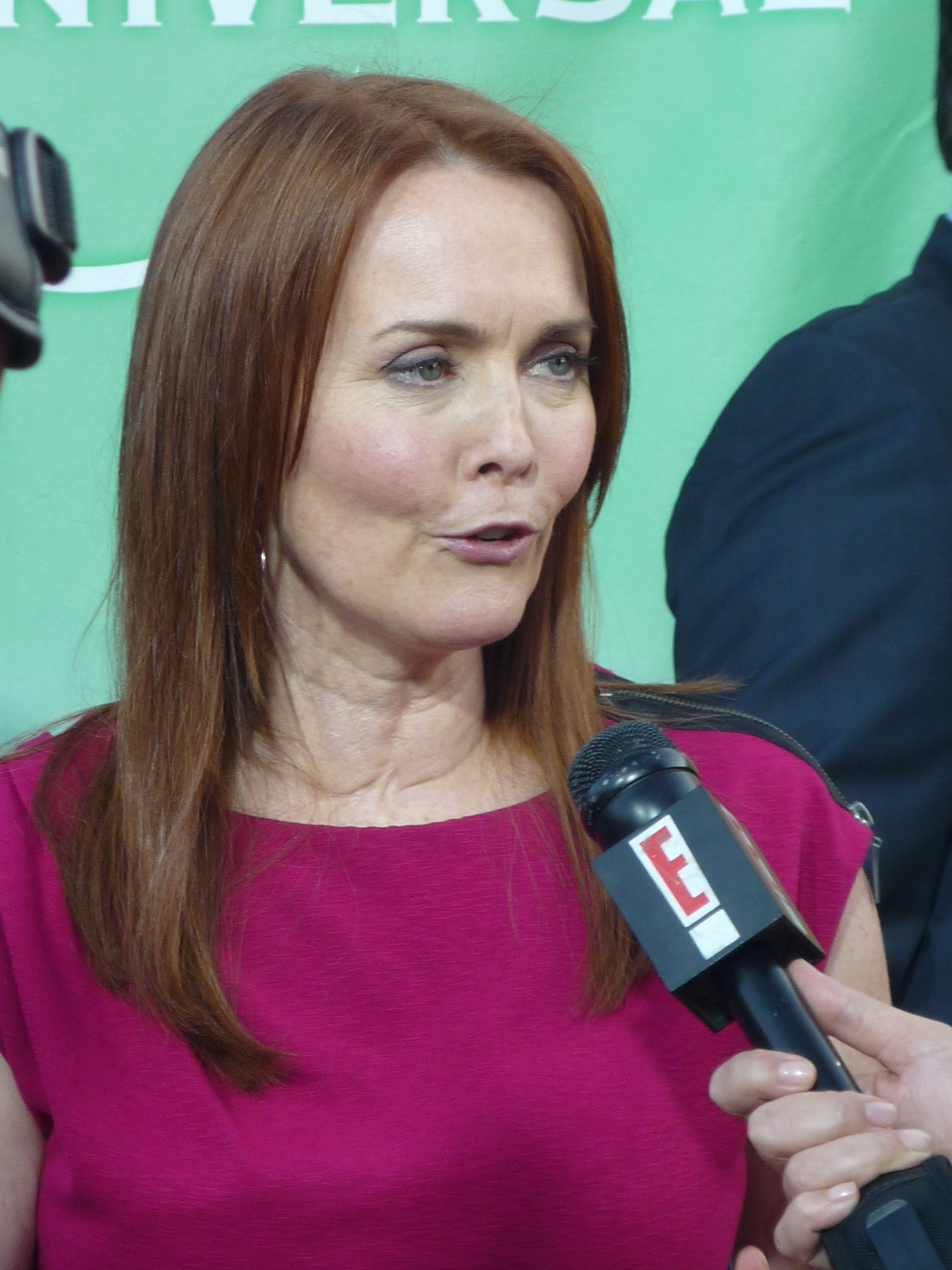
Laura Innes (* 1957)

- Innes, Matthew, britischer Mittelalterhistoriker
- Innes, Michael (1906–1994), schottischer Kriminalschriftsteller
- Innes, Millie (* 1998), britische Schauspielerin
- Innes, Neil (1944–2019), britischer Musiker und Komponist
- Innes, Robert (1861–1933), schottisch-südafrikanischer Astronom
- Innes, Robert (* 1959), britischer Geistlicher, anglikanischer Bischof von Gibraltar in Europe
- Innes, Stewart (* 1991), britischer Ruderer
- Innes, Timothy (* 1993), britischer Schauspieler
- Innes-Ker, Guy, 10. Duke of Roxburghe (1954–2019), britischer Adliger
- Innes-Ker, James, 7. Duke of Roxburghe (1839–1892), britischer Adliger
- Inness, George (1825–1894), amerikanischer tonalistischer Maler
- Inngjerdingen, Christian (* 1996), schwedischer Skispringer
- Innhausen und Knyphausen, Anton zu (1906–1997), deutscher Journalist und Galerist
- Innhausen und Knyphausen, Carl Philipp zu (1711–1784), ostfriesischer Adliger
- Innhausen und Knyphausen, Dodo Fürst zu (1876–1931), deutscher Großgrundbesitzer und Parlamentarier
- Innhausen und Knyphausen, Dodo Heinrich zu (1729–1789), preußischer Diplomat
- Innhausen und Knyphausen, Dodo II. zu (1641–1698), brandenburg-preußischer Staatsmann
- Innhausen und Knyphausen, Dodo zu (1583–1636), Feldherr im Dreißigjährigen Krieg
- Innhausen und Knyphausen, Dodo zu (1877–1967), deutscher Rittergutsbesitzer und Verwaltungsjurist
- Innhausen und Knyphausen, Edzard Moritz zu (1748–1824), Präsident der ostfriesischen Landschaft, erster Graf von Knyphausen
- Innhausen und Knyphausen, Edzard zu (1827–1908), deutscher Adliger und Politiker (DHP), MdR
- Innhausen und Knyphausen, Enno Wilhelm von (1586–1656), Kommandant der Garnison Hamburg, dänischer Generalquartiermeister
- Innhausen und Knyphausen, Friedrich Ernst zu (1678–1731), preußischer Gesandter und später Minister
- Innhausen und Knyphausen, Philipp Wilhelm von (1591–1652), ostfriesischer Adliger
- Innhausen und Knyphausen, Rudolf Wilhelm zu (1620–1666), Diplomat in Diensten der Generalstaaten, Begründer der holländischen Linie der Familie Innhausen und Knyphausen
- Innhausen und Knyphausen, Wilhelm zu (1716–1800), General der hessischen Hilfstruppen im nordamerikanischen UnabhängigkeitskriegWilhelm zu Innhausen und Knyphausen (1716–1800)

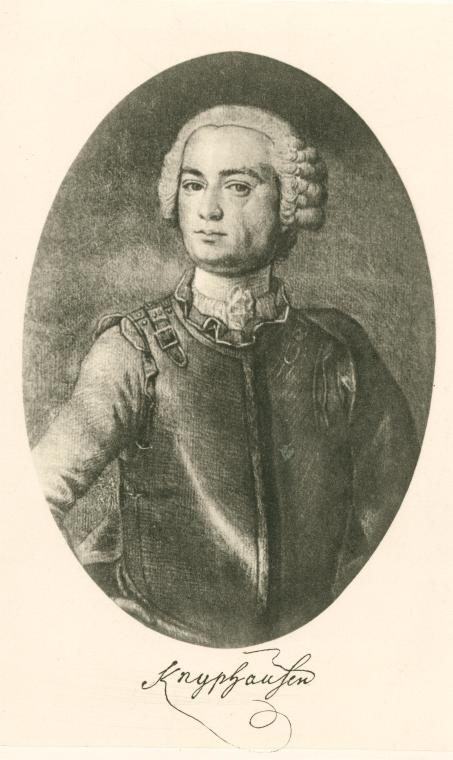
Wilhelm zu Innhausen und Knyphausen (1716–1800)

- Innig, Rudolf (* 1947), deutscher Organist
- Inniger, Heinz (* 1980), Schweizer Snowboarder
- Innih, George Agbazika (1938–2002), nigerianischer Politiker und General
- Innis Dagg, Anne (1933–2024), kanadische Zoologin und Autorin
- Innis, Chris (* 1966), US-amerikanische Filmeditorin
- Innis, Harold Adams (1894–1952), kanadischer Ökonom und Autor, Professor für politische Ökonomie
- Inniss, Donville, barbadischer Politiker
- Inniss, Grisel Alina Aldama, kubanische Botschafterin
- Inniss, Jennifer (* 1959), US-amerikanische Weitspringerin und Sprinterin guyanischer Herkunft
- Inniss, Probyn Ellsworth (1936–2017), Gouverneur von St. Christopher, Nevis und Anguilla
- Innitzer, Theodor (1875–1955), österreichischer Geistlicher, Erzbischof von Wien und KardinalTheodor Innitzer (1875–1955)

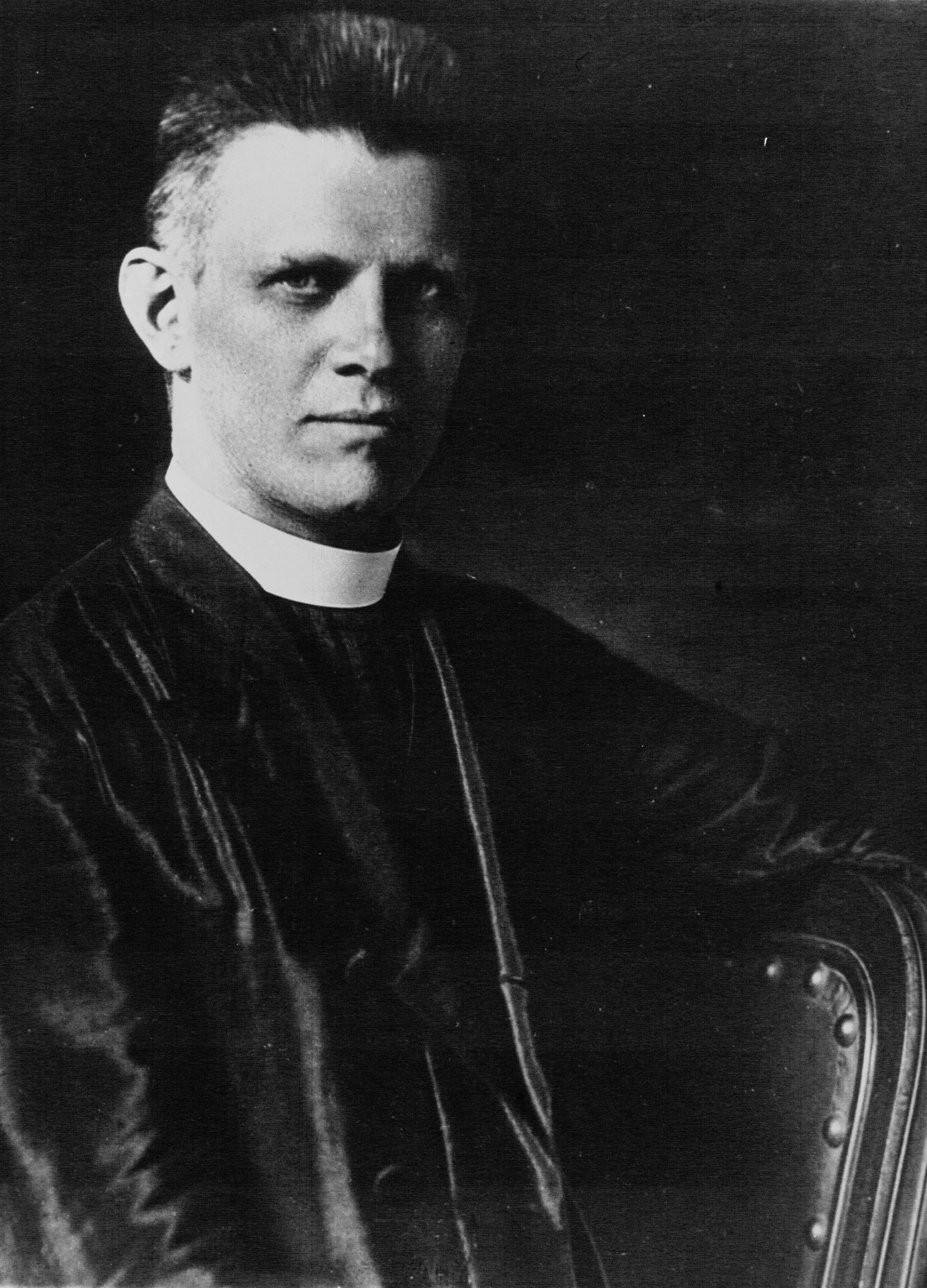
Theodor Innitzer (1875–1955)

- Innmann, Sophie (* 1986), bildende Künstlerin
- Innocent, Bonke (* 1996), nigerianischer Fußballspieler
- Innocent, Garissone (* 2000), haitianisch-französischer Fußballspieler
- Innocent, George (1885–1957), britischer Schwimmer
- Innocenti, Antonio (1915–2008), italienischer Kardinal
- Innocenti, Danilo (1904–1949), italienischer Stabhochspringer
- Innocenti, Marco (* 1978), italienischer Sportschütze
- Innocenti, Roberto (* 1940), italienischer Illustrator
- Innocentia, frühchristliche Märtyrin und Heilige
- Innocentius, Märtyrer, Heiliger
- Innocenzo da Petralia, italienischer Bildhauer des Barock
- Innokenti Weniaminow (1797–1879), russisch-orthodoxer Heiliger
- Innozenz I. († 417), Papst
- Innozenz II. († 1143), Papst (1130–1143)
- Innozenz III. (1161–1216), PapstInnozenz III. (1161–1216)

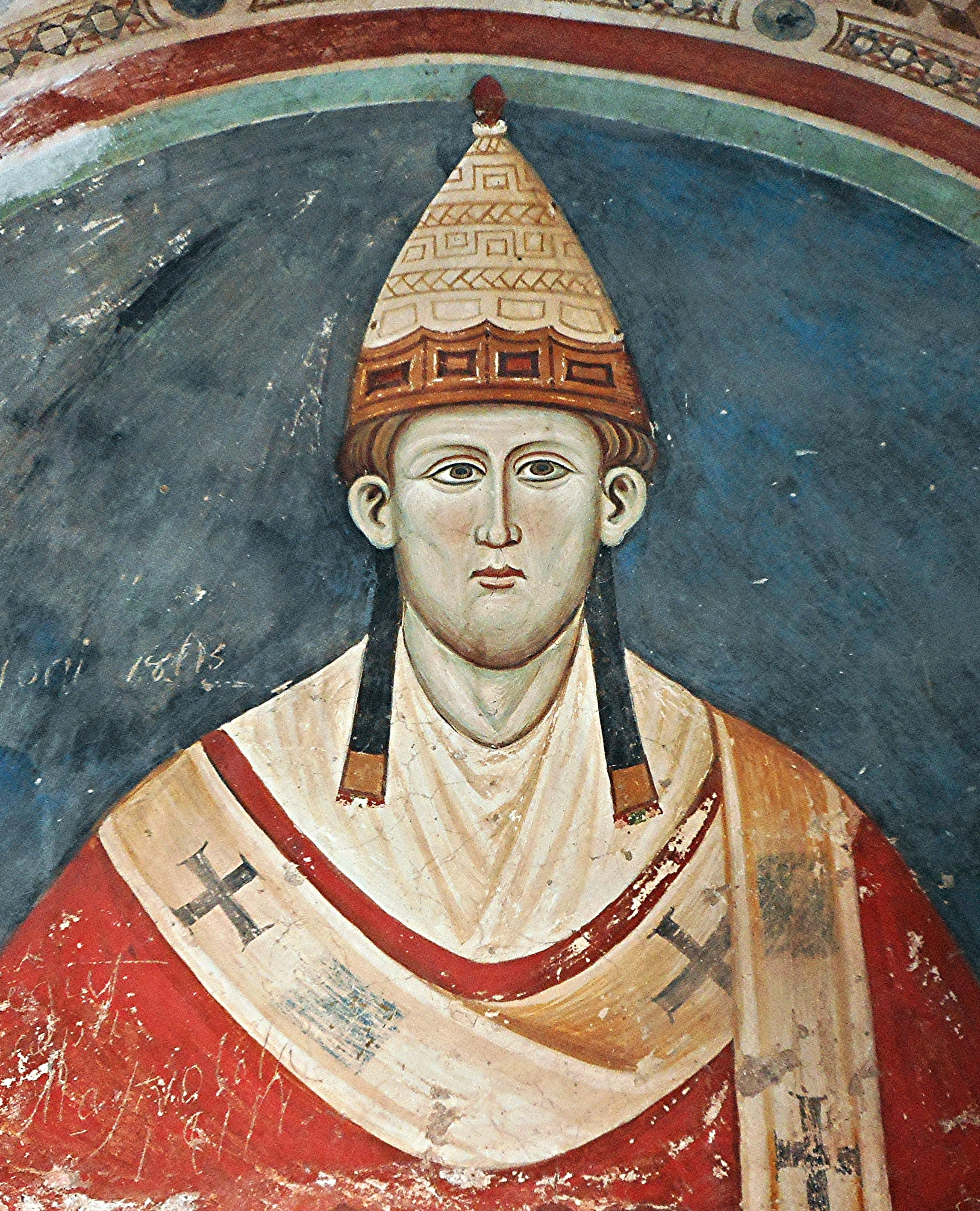
Innozenz III. (1161–1216)

- Innozenz III., Gegenpapst (1179–1180)
- Innozenz IV. († 1254), Papst
- Innozenz IX. (1519–1591), Papst
- Innozenz V. (1225–1276), Papst 1276
- Innozenz VI. († 1362), Papst (1352–1362)
- Innozenz VII. (1336–1406), italienischer Geistlicher, Papst (1404–1406)
- Innozenz VIII. (1432–1492), Papst (1484–1492)Innozenz VIII. (1432–1492)

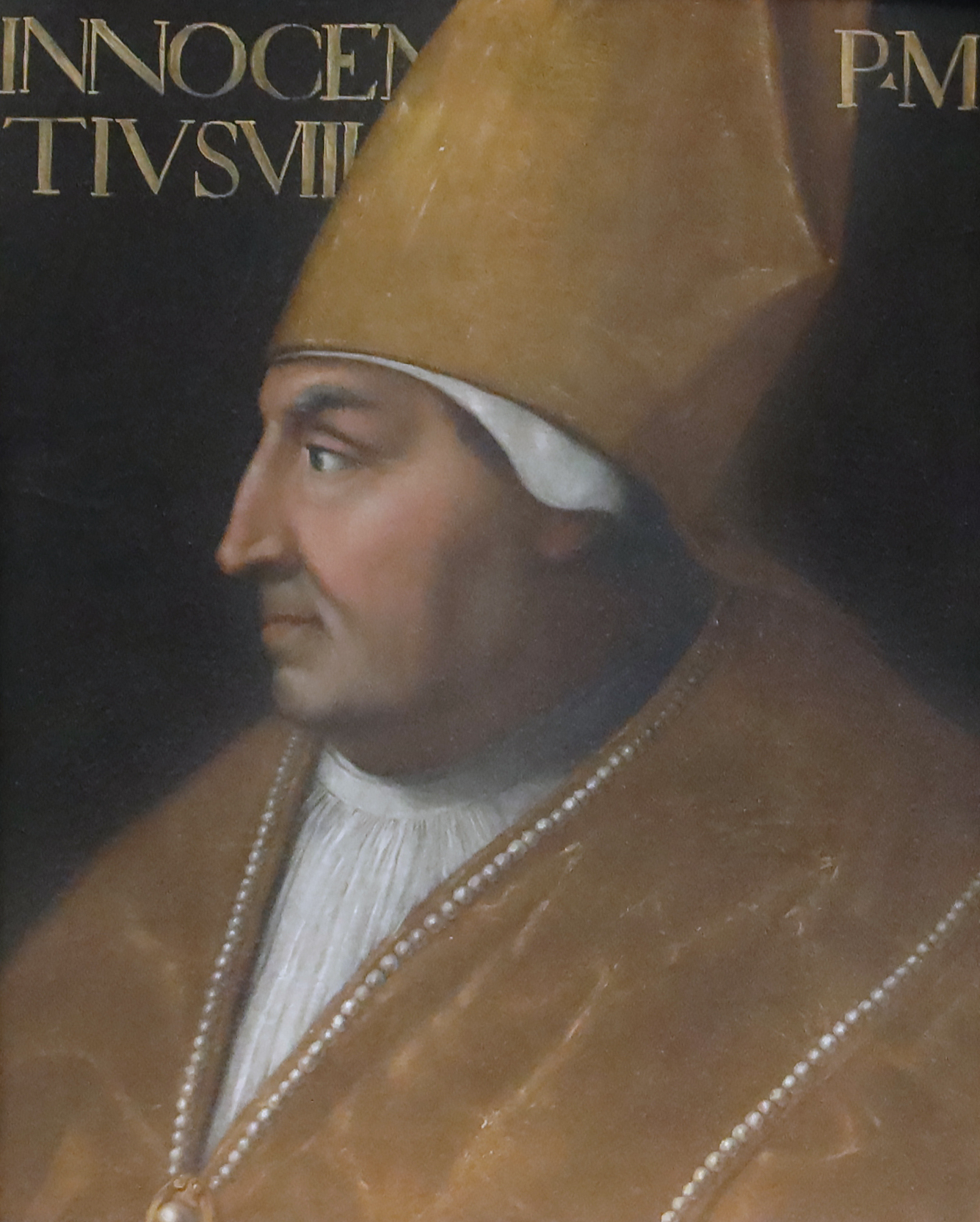
Innozenz VIII. (1432–1492)

- Innozenz von Berzo (1844–1890), italienischer Seliger der römisch-katholischen Kirche
- Innozenz von Mevania, Bischof
- Innozenz X. (1574–1655), Papst (1644–1655)
- Innozenz XI. (1611–1689), Papst (1676–1689)
- Innozenz XII. (1615–1700), Papst (1691–1700)
- Innozenz XIII. (1655–1724), Papst (1721–1724)
- Innreiter, Rainer (* 1972), österreichischer Schriftsteller
- Innthaler, Daniel (1847–1923), österreichischer Bergführer

### Ino
- Inō Tadataka (1745–1818), japanischer Landvermesser und Kartograph (1745–1818)
- Ino, Bunta (* 2003), japanischer Fußballspieler
- Inō, Jakusui (1655–1715), japanischer Naturwissenschaftler
- Ino, Nobuyoshi (* 1950), japanischer Jazzbassist
- Inocencio de la Inmaculada (1887–1934), spanischer Märtyrer und römisch-katholischer Heiliger
- Inocêncio, Matheus Facho (* 1981), brasilianischer Hürdenläufer und Bobfahrer
- Inochodzew, Pjotr Borissowitsch (1742–1806), russischer Astronom und Astronomiehistoriker
- Inoda, Shigeru (1955–2008), japanischer Ophthalmologe und Amateurastronom
- Inofuentes Guisbert, Clemente (1909–1959), bolivianischer Militär und Diplomat
- Inoguchi, Kuniko (* 1952), japanische Politikerin
- Inoha, Masahiko (* 1985), japanischer Fußballspieler
- Inokai, Yael (* 1989), Schweizer Schriftstellerin
- Inoki, Antonio (1943–2022), japanischer Wrestler, Politiker und SachbuchautorAntonio Inoki (1943–2022)

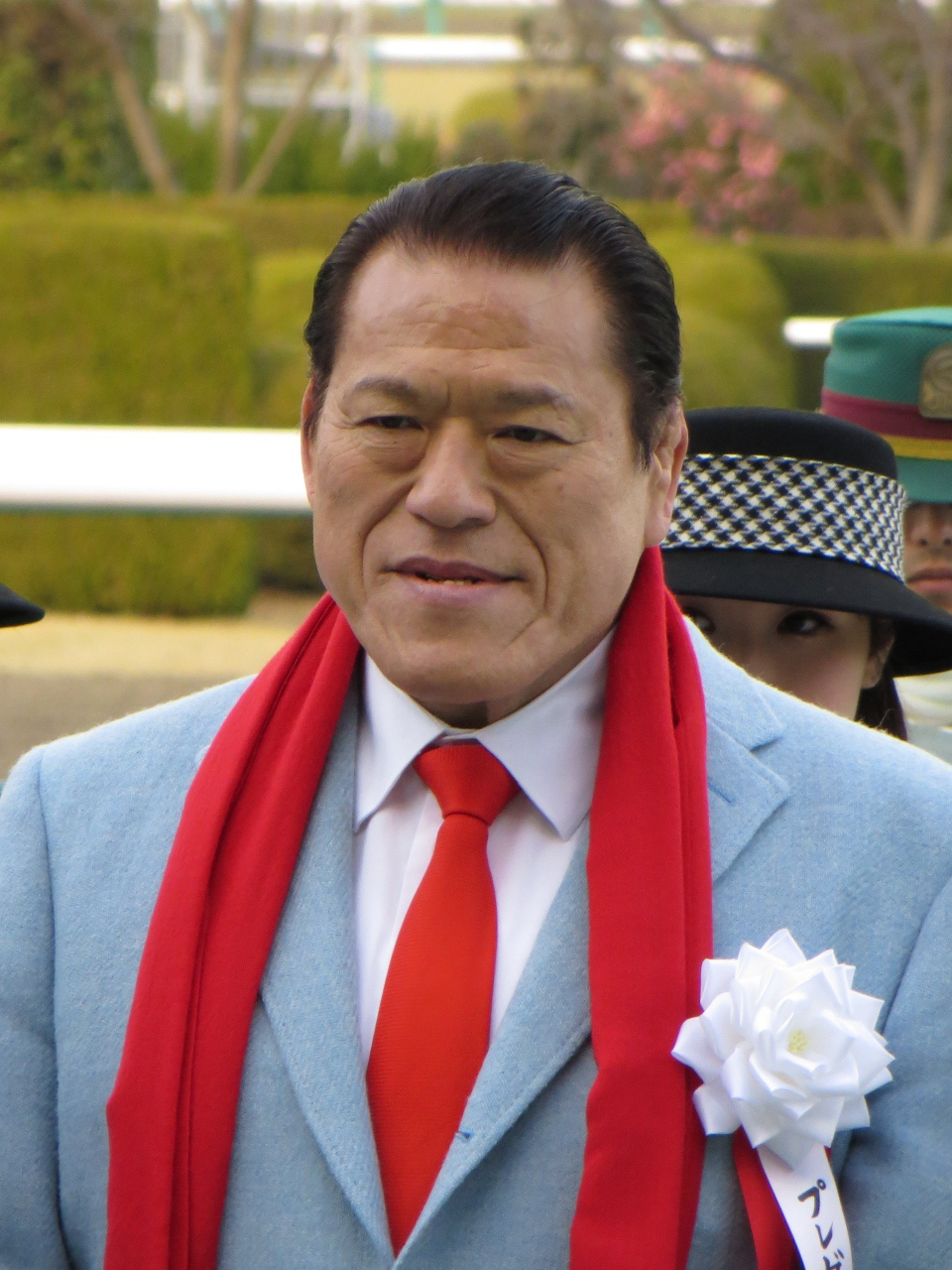
Antonio Inoki (1943–2022)

- Inokoshi, Yui (* 2001), japanischer Fußballspieler
- Inokuchi, Akuri (1871–1931), japanische Pädagogin
- Inokuchi, Ariya (1856–1923), japanischer Ingenieur und Erfinder
- Inokuchi, Hiroo (1927–2014), japanischer Chemiker
- Inokuma, Gen’ichirō (1902–1993), japanischer Maler
- Inokuma, Isao (1938–2001), japanischer Judoka
- Inom, Bernard (* 1973), französischer Boxer
- Inomata, Kazuya (* 1985), japanischer Biathlet
- Inomata, Mutsumi (1960–2024), japanische Illustratorin und Animatorin
- Inomata, Shunji (1918–1990), japanischer Bauingenieur
- Inomata, Takeshi (1936–2024), japanischer Jazz- und Fusionmusiker (Schlagzeug)
- Inomata, Tsunao (1889–1942), japanischer marxistischer Wirtschaftswissenschaftler
- Inoni, Ephraim (* 1947), kamerunischer Politiker, Premierminister von Kamerun
- İnönü, Erdal (1926–2007), türkischer Physikprofessor und Politiker
- İnönü, İsmet (1884–1973), General der Osmanischen Armee, Staatspräsident und Ministerpräsident der Türkei
- Inoran (* 1970), japanischer J-Rock-Musiker, Gitarrist, Sänger, Musikproduzent
- Inos, Eloy (1949–2015), US-amerikanischer Politiker der Nördlichen Marianen
- Inosanto, Dan (* 1936), US-amerikanischer KampfsportlerDan Inosanto (* 1936)

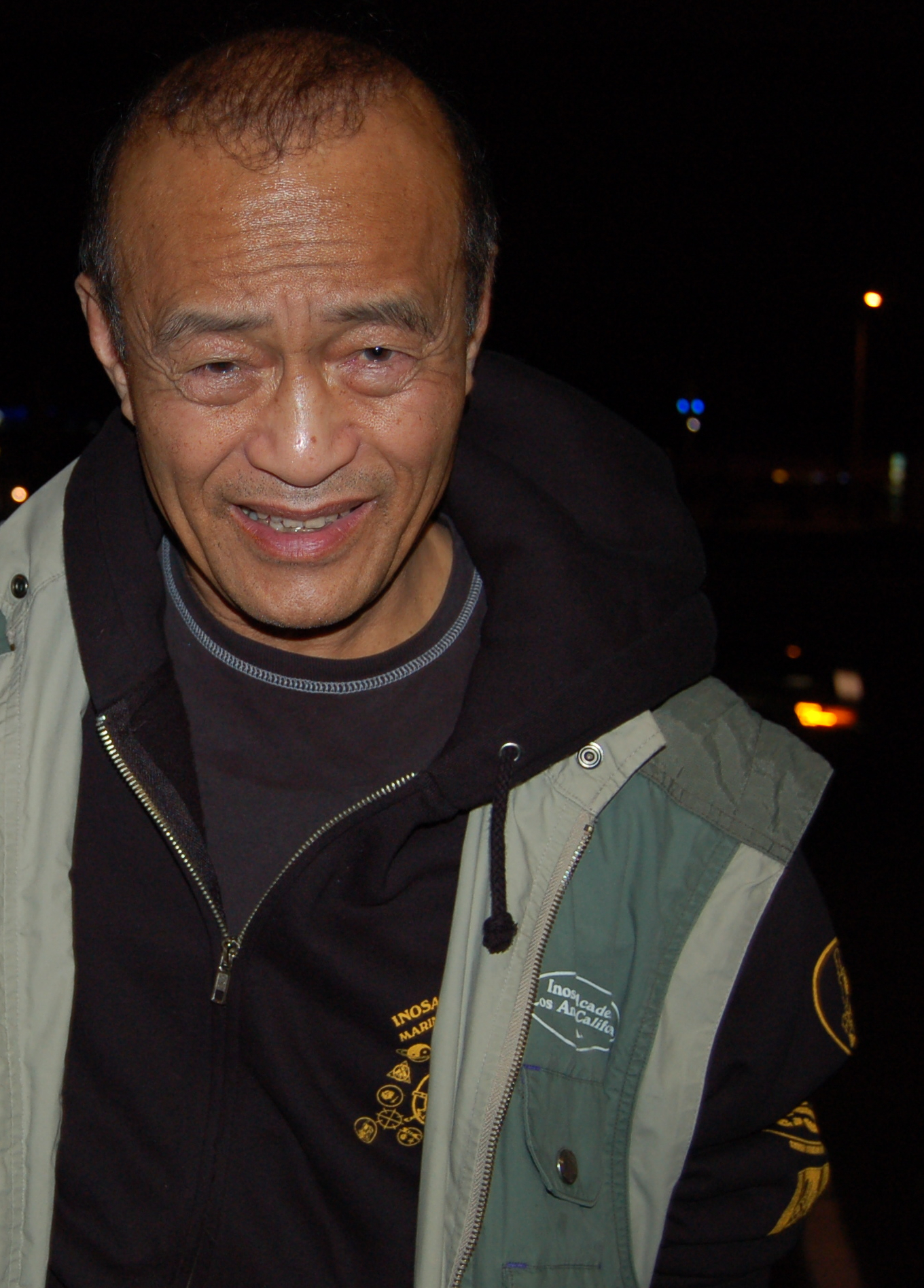
Dan Inosanto (* 1936)

- Inose, Hiroshi (1927–2000), japanischer Elektroingenieur
- Inose, Kōsuke (* 2000), japanischer Fußballspieler
- Inose, Naoki (* 1946), japanischer Schriftsteller und Politiker
- Inosemzew, Wladislaw Leonidowitsch (* 1968), russischer Ökonom und SoziologeWladislaw Leonidowitsch Inosemzew (* 1968)

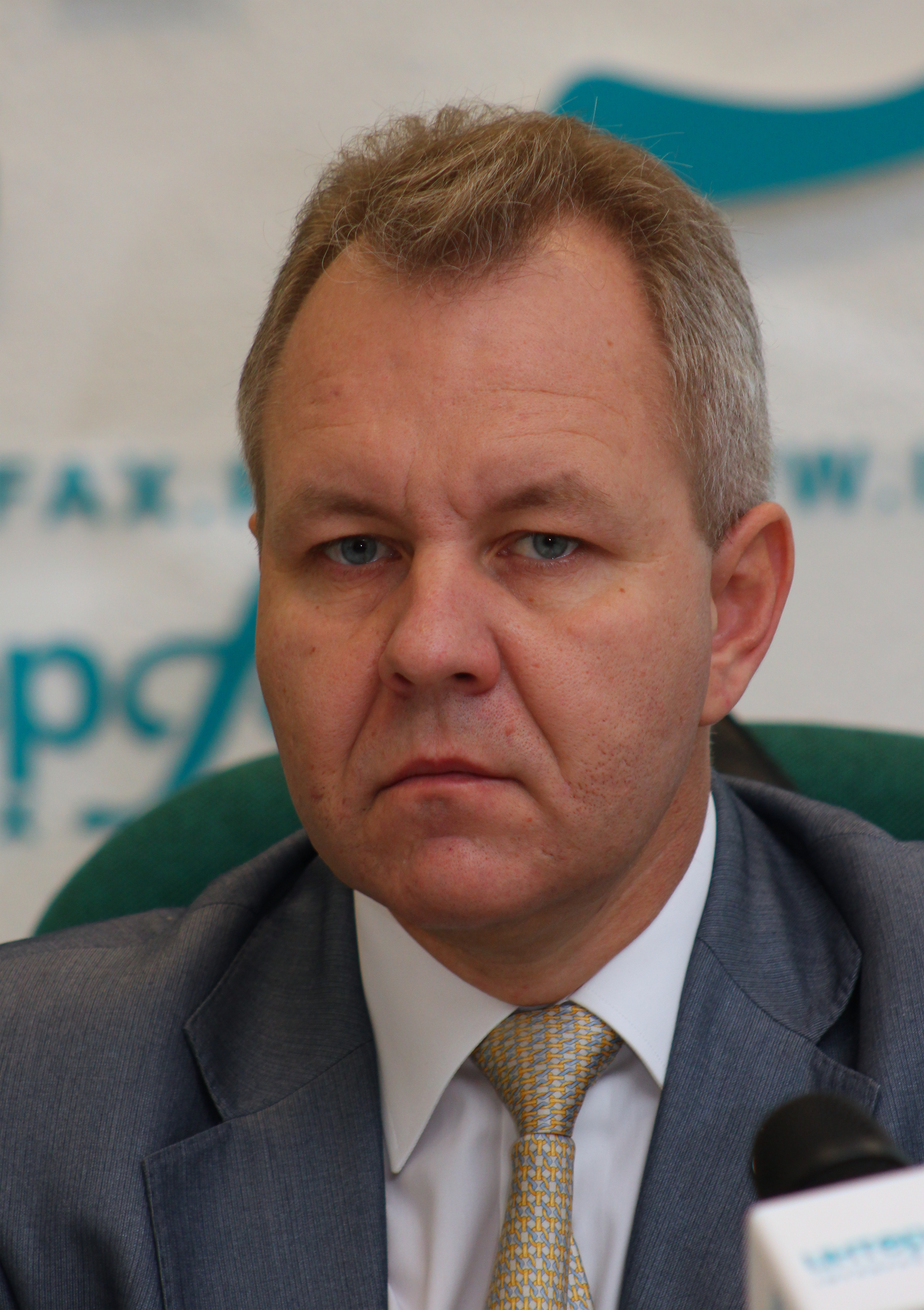
Wladislaw Leonidowitsch Inosemzew (* 1968)

- Inosemzew, Wolodymyr (1964–2020), ukrainischer Dreispringer
- Inostranzew, Alexander Alexandrowitsch (1843–1919), russischer Geologe
- Inostroza, Benjamín (* 1997), chilenischer Fußballspieler
- Inostroza, Diego (* 1992), chilenischer Fußballspieler
- Inostroza, Eddio (* 1946), chilenischer Fußballspieler
- Inostroza, Enrique (* 1921), chilenischer Marathonläufer
- Inostroza, Raúl (1921–1975), chilenischer Mittel- und Langstreckenläufer
- Inou, Simon, kamerunischer Journalist und Medienkritiker in Österreich
- Inoue Satō, japanische Comiczeichnerin
- Inoue, Akari (* 1988), japanische Tennisspielerin
- Inoue, Akihisa (* 1947), japanischer Physiker
- Inoue, Aren (* 2006), japanischer Fußballspieler
- Inoue, Areno (* 1961), japanische Schriftstellerin und Drehbuchautorin
- Inoue, Atsushi (* 1977), japanischer Fußballspieler
- Inoue, Daisuke (* 1940), japanischer Erfinder der Karaoke-Maschine
- Inoue, Enryō (1858–1919), japanischer Philosoph und Buddhist der Meiji-Zeit
- Inoue, Etsuko (* 1964), japanische Tennisspielerin
- Inoue, Genzaburō (1829–1868), Anführer der 6. Einheit der Shinsengumi
- Inoue, Hideto (* 1982), japanischer Fußballspieler
- Inoue, Hina (* 2003), US-amerikanische Tennisspielerin
- Inoue, Hiroto (* 1993), japanischer Langstreckenläufer
- Inoue, Hisako (* 1974), japanische Künstlerin
- Inoue, Hisashi (1934–2010), japanischer Schriftsteller
- Inoue, Jō (* 1994), japanischer Fußballspieler
- Inoue, Joe (* 1985), japanisch-amerikanischer Rockmusiker
- Inoue, Junnosuke (1869–1932), japanischer Politiker
- Inoue, Kaori (* 1982), japanische Volleyballspielerin
- Inoue, Kaoru (1836–1915), japanischer Politiker
- Inoue, Kazuhiko (* 1954), japanischer Synchronsprecher
- Inoue, Kazuma (* 1990), japanischer Fußballspieler
- Inoue, Kazuo (* 1981), japanischer Radrennfahrer
- Inoue, Keizō (1922–2002), japanischer Jazz- und Improvisationsmusiker
- Inoue, Kenji (* 1976), japanischer Ringer
- Inoue, Kenkabō (1870–1934), japanischer Schriftsteller und Journalist
- Inoue, Kenta (* 1998), japanischer Fußballspieler
- Inoue, Kikuko (* 1964), japanische Synchronsprecherin (Seiyū), Erzählerin und Singer-SongwriterinKikuko Inoue (* 1964)

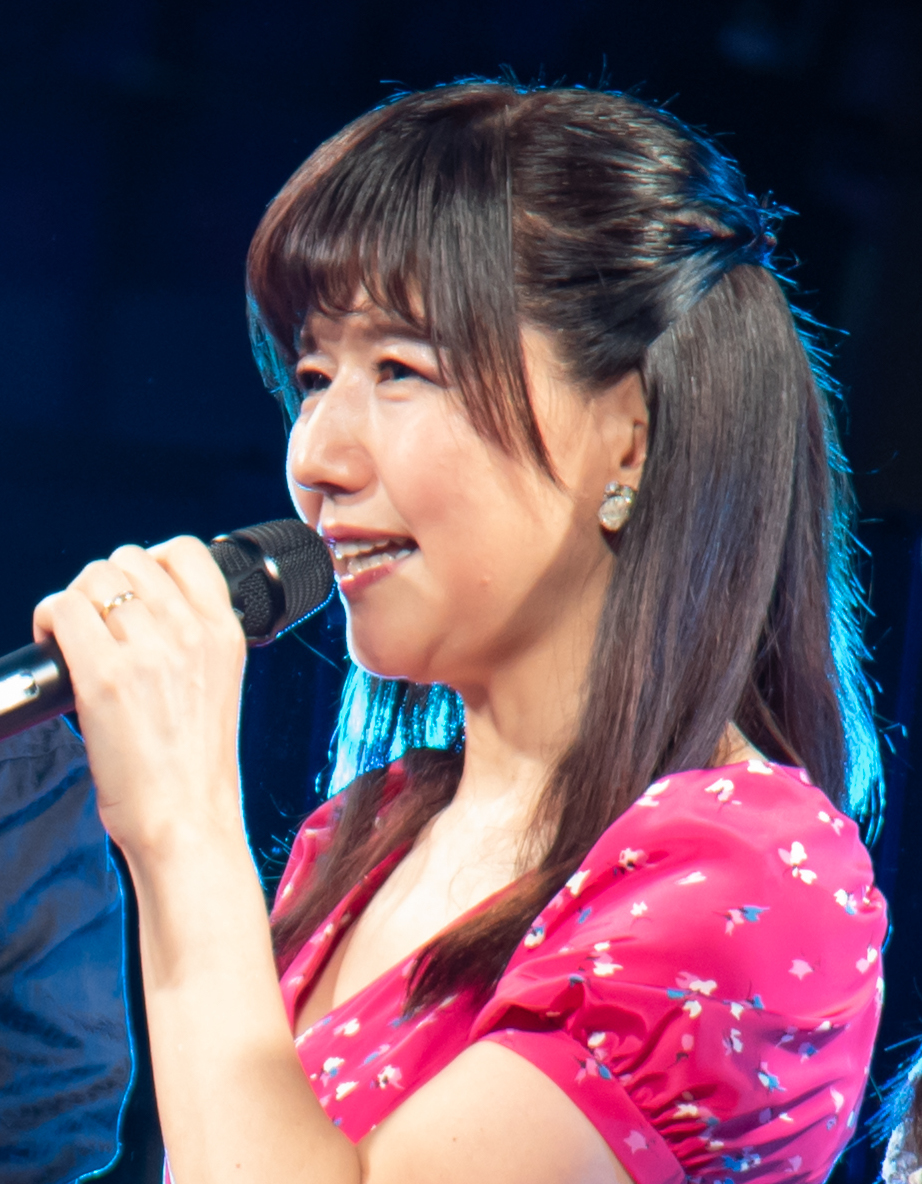
Kikuko Inoue (* 1964)

- Inoue, Kiyonao (1809–1868), japanischer Gefolgsmann des Shogunats
- Inoue, Kiyoshi (1913–2001), japanischer Historiker, Sozialwissenschaftler und Hochschullehrer
- Inoue, Kōhei (* 1978), japanischer Fußballspieler
- Inoue, Kōki (* 2001), japanischer Fußballspieler
- Inoue, Kōsei (* 1978), japanischer Judoka
- Inoue, Kowashi (1844–1895), japanischer Staatsmann
- Inoue, Manji (* 1929), japanischer Kunsthandwerker und lebender Nationalschatz
- Inoue, Marina (* 1985), japanische Synchronsprecherin (Seiyū) und Sängerin
- Inoue, Masakichi (1886–1975), General der kaiserlich japanischen Armee
- Inoue, Masanori (* 1972), japanischer Skeletonpilot
- Inoue, Masaru, japanischer Astronom
- Inoue, Masashige (1585–1661), japanischer Großinspekteur, Schlüsselfigur in den Beziehungen der Regierung zur Niederländischen Ostindien-Kompanie
- Inoue, Miki (* 2001), japanischer Fußballspieler
- Inoue, Mitsuharu (1926–1992), japanischer Schriftsteller
- Inoue, Miyabi (* 1991), japanische Tennisspielerin
- Inoue, Naoki (* 1997), japanischer Fußballspieler
- Inoue, Naoya (* 1993), japanischer BoxerNaoya Inoue (* 1993)

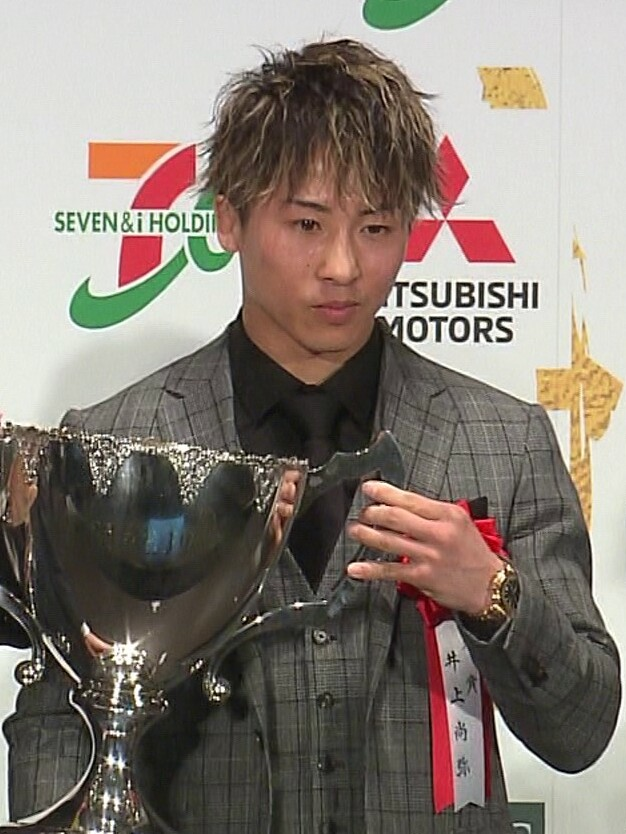
Naoya Inoue (* 1993)

- Inoue, Nisshō (1887–1967), japanischer buddhistischer Prediger und Nationalist
- Inoue, Nobutaka (* 1948), japanischer Religionswissenschaftler und Professor für Shintō-Studien
- Inoue, Ren (* 2001), japanischer Fußballspieler
- Inoue, Rena (* 1976), japanische Eiskunstläuferin
- Inoue, Rikito (* 1997), japanischer Fußballspieler
- Inoue, Ryōta (* 1990), japanischer Fußballspieler
- Inoue, Ryōta (* 2000), japanischer Fußballspieler
- Inoue, Sadae (1886–1961), General der kaiserlich japanischen Armee
- Inoue, Sanji (* 1948), japanischer Radrennfahrer
- Inoue, Satoko (* 1958), japanische Pianistin
- Inoue, Satoru (* 1931), japanischer Maler im Yōga-Stil
- Inoue, Seiya (* 1999), japanischer Fußballspieler
- Inoue, Shigeyoshi (1889–1975), japanischer Admiral
- Inoue, Shigeyoshi (* 1980), japanischer Chemiker
- Inoué, Shinya (1921–2019), japanisch-US-amerikanischer Zellbiologe und Mikroskopeur
- Inoue, Shin’ya, japanischer Filmeditor
- Inoue, Shion (* 1997), japanischer Fußballspieler
- Inoue, Shion (* 2000), japanischer Fußballspieler
- Inoue, Shōta (* 1989), japanischer Fußballspieler
- Inoue, Shumpei, japanischer Fußballspieler
- Inoue, Taira (* 1983), japanischer Fußballspieler
- Inoue, Taisei (* 2002), japanischer Fußballspieler
- Inoue, Takehiko (* 1967), japanischer Mangaka (Comiczeichner)Takehiko Inoue (* 1967)

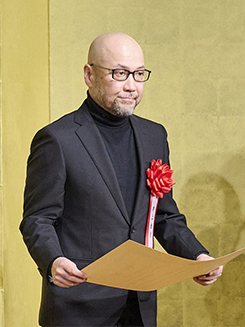
Takehiko Inoue (* 1967)

- Inoue, Takeshi (1928–1992), japanischer Fußballspieler
- Inoue, Taki (* 1963), japanischer Automobilrennfahrer
- Inoue, Takuto (* 1995), japanischer Badmintonspieler
- Inoue, Tetsuaki (* 1963), japanischer Badmintonspieler
- Inoue, Tetsujirō (1856–1944), japanischer Philosoph
- Inoue, Tetsuro (* 1991), japanischer Fußballspieler
- Inoue, Tomoya (* 1984), japanischer Badmintonspieler
- Inoue, Toshiaki (* 1951), japanischer Dreispringer
- Inoue, Toshihiko (* 1952), japanischer Jazzmusiker
- Inoue, Wataru (* 1986), japanischer Fußballspieler
- Inoue, Yasushi (1907–1991), japanischer Schriftsteller
- Inoue, Yoshihisa (* 1947), japanischer Politiker
- Inoue, Yoshika (1845–1929), japanischer Großadmiral
- Inoue, Yoshiko (* 1988), japanische Ringerin
- Inoue, Yūdai (* 1989), japanischer Fußballspieler
- Inoue, Yūichi (1916–1985), japanischer Maler und Kalligraph
- Inoue, Yūichi, japanischer Jazzmusiker
- Inoue, Yūki (* 1977), japanischer Fußballspieler
- Inouye, Daniel (1924–2012), US-amerikanischer PolitikerDaniel Inouye (1924–2012)

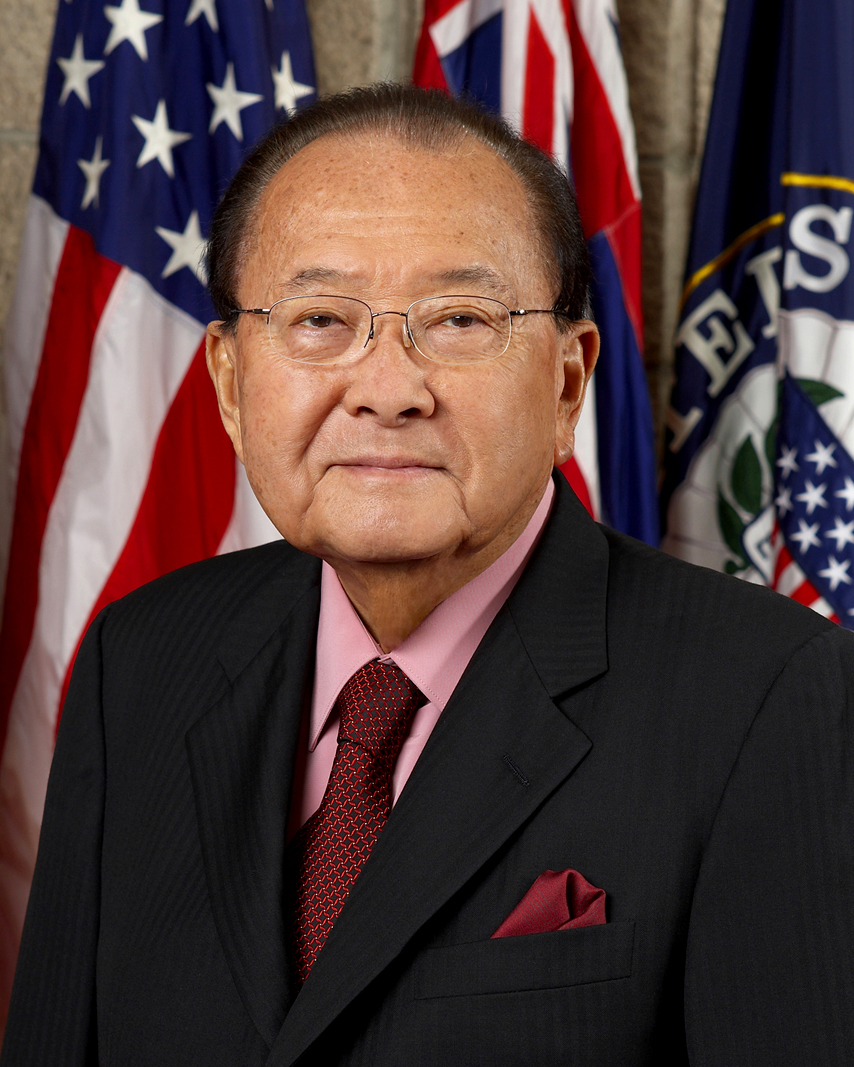
Daniel Inouye (1924–2012)

- Inouye, Tomo (* 1870), japanische Ärztin
- Inowlocki, Lena (* 1950), deutsche Soziologin und Hochschullehrerin
- Inoyatov, Amrillo (* 1979), usbekischer Arzt und Politiker
- Inoyatov, Murod (* 1984), usbekischer Tennisspieler
- Inoyatov, Rustam (* 1944), usbekischer Regierungsbeamter, Generaloberst (seit 1999) und Chef des Nationalen Sicherheitsdienstes (1995–2018)

### Inp
- Inportunus, Flavius, römischer Konsul 509 und Patricius
- Inpu-em-anch, altägyptischer Beamter der 3. und 4. Dynastie
- Inpy, Vorsteher der Torwache

### Ins
- Ins, Jürg von (* 1953), Schweizer Ethnologe, Journalist und Schriftsteller
- Insa, Kiko (* 1988), malaysisch-spanischer Fußballspieler
- Insa, Natxo (* 1986), spanischer Fußballspieler
- Insaeng, Subenrat (* 1994), thailändische Diskuswerferin
- Insalaco, Giuseppe (1941–1988), italienischer Politiker, Mafiaopfer
- Insalaco, John, US-amerikanischer Politiker
- Insam, Adolf (* 1951), italienischer Eishockeyspieler und -trainer
- Insam, Alex (* 1997), italienischer Skispringer
- Insam, Ernst (1927–2014), österreichischer Maler und Graphiker
- Insam, Evelyn (* 1994), italienische Skispringerin
- Insam, Grita (1939–2012), österreichische Galeristin
- Insam, Heribert (* 1957), österreichischer Mikrobiologe
- Insam, Leo (1975–2023), italienischer Eishockeyspieler
- Insam, Luis (1901–1950), italienischer Bildhauer (Südtirol)
- Insam, Marco (* 1989), italienischer Eishockeyspieler
- Insana, Jon (* 1980), US-amerikanischer Eishockeyspieler
- Insanally, Samuel (1936–2023), guyanischer Politiker und Diplomat
- Insayif, Semier (* 1965), österreichischer Schriftsteller
- Inschriften-Maler, griechischer Vasenmaler
- inscope21 (* 1994), deutscher WebvideoproduzentInscope21 (* 1994)

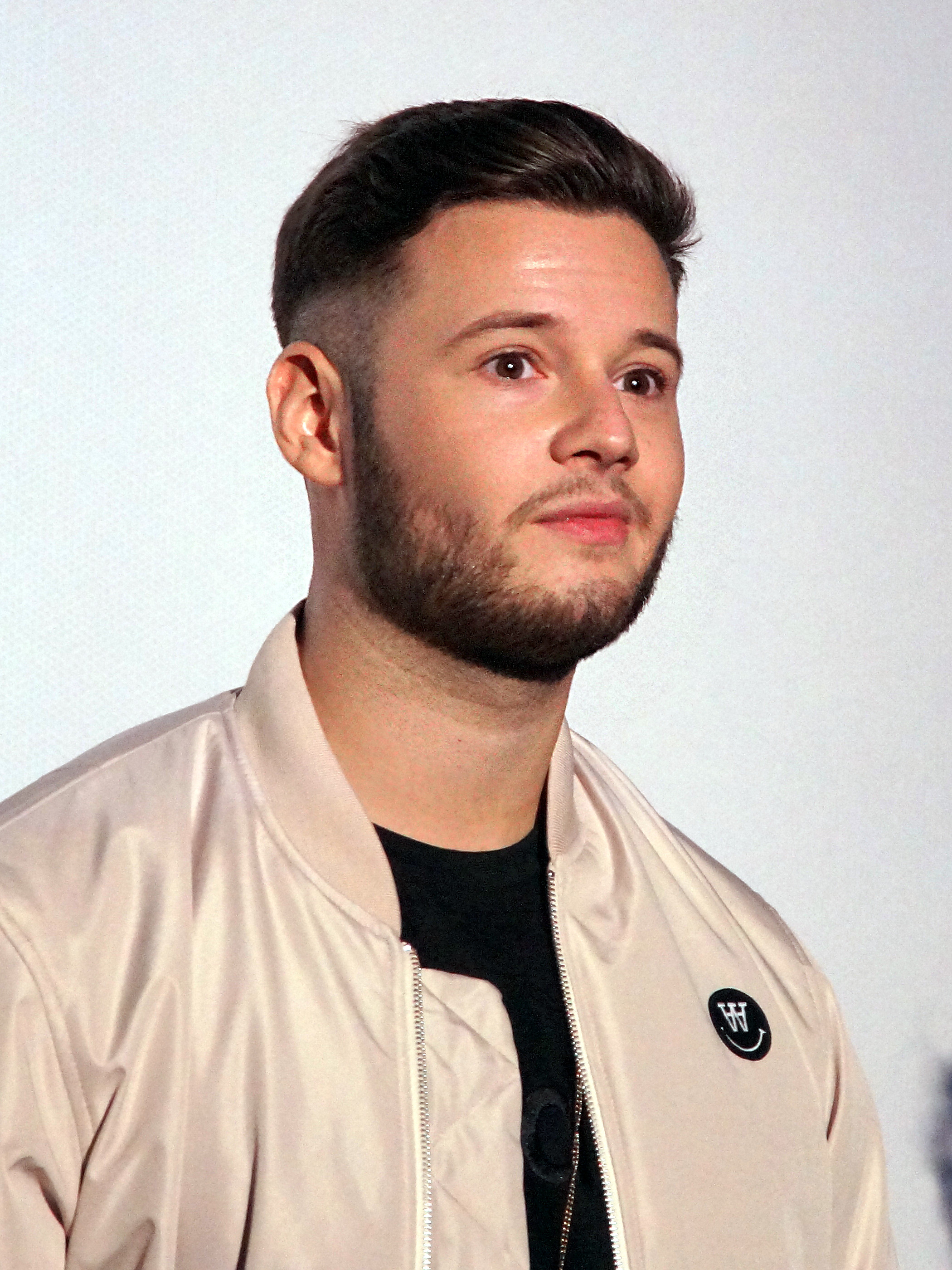
Inscope21 (* 1994)

- Insel, Thomas R. (* 1951), US-amerikanischer Neurowissenschaftler
- İnselel, Didem (* 1976), türkische Schauspielerin
- Inselkammer, Franz (1902–1986), deutscher Brauereibesitzer
- Inselkammer, Franz (1935–2024), deutscher Braumeister und Unternehmer
- Inselkammer, Jannik (1968–2014), deutscher Unternehmer aus der Familie Inselkammer und Mitinhaber von Augustiner-Bräu in München
- Inselkammer, Peter (* 1940), deutscher Gastwirt und Unternehmer
- Inselkammer, Peter (* 1970), deutscher Gastwirt und Unternehmer
- Inselmann, Uwe (1958–2002), deutscher Politiker (SPD), MdL
- Inselsberger, Jean (1882–1957), deutscher Gewerkschafter und bayerischer Senator
- Insenhöfer, Hans (1907–1972), deutscher Fleischer und Senator (Bayern)
- Inserto, Ayn (* 1976), US-amerikanische Jazzmusikerin und Arrangeurin
- Insfran, Benjamin (* 1972), brasilianischer Beachvolleyballspieler
- Insfrán, Gildo (* 1951), argentinischer Politiker, Gouverneur der Provinz Formosa
- Insigne, Lorenzo (* 1991), italienischer FußballspielerLorenzo Insigne (* 1991)

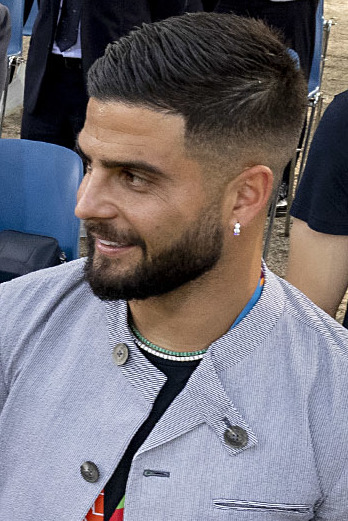
Lorenzo Insigne (* 1991)

- Insigne, Roberto (* 1994), italienischer Fußballspieler
- Insinger, Tim (* 1997), deutscher Basketballspieler
- Inskip, Thomas, 1. Viscount Caldecote (1876–1947), britischer Jurist und Politiker, Mitglied des House of Commons
- Inskipp, Carol (* 1948), britische Ornithologin
- Inskipp, Tim (* 1945), britischer Ornithologe
- Inslee, Jay (* 1951), US-amerikanischer Politiker
- Insler, Stanley (1937–2019), US-amerikanischer Indologe
- Insley, Will (1929–2011), US-amerikanischer Maler und Architekt
- Inso, Jaime do (1880–1967), portugiesischer Marineoffizier, Autor und Orientalist
- Insolera, Emilio (* 1979), italienischer Schauspieler
- Insolia, Marguerite Gioia, US-amerikanisch-italienische Schauspielerin und Synchronsprecherin
- Insolia, Tecla (* 2004), italienische Popsängerin und Schauspielerin
- Inson (1120–1198), japanischer buddhistischer Priester und Bildhauer
- Insook Bhushan (* 1952), südkoreanische und amerikanische Tischtennisspielerin
- Insprucker, John (* 1956), US-amerikanischer Luft- und Raumfahrtingenieur
- Instasamka (* 2000), russische Bloggerin, Rapperin und Schriftstellerin
- Insteius Bithynicus, Marcus, römischer Suffektkonsul (162)
- Insteius Coelenus, Marcus, römischer Offizier (Kaiserzeit)
- Insteius, Marcus, römischer Militär
- Insterburg, Ingo (1934–2018), deutscher Komiker, Sänger, Multiinstrumentalist, Schriftsteller und SchauspielerIngo Insterburg (1934–2018)

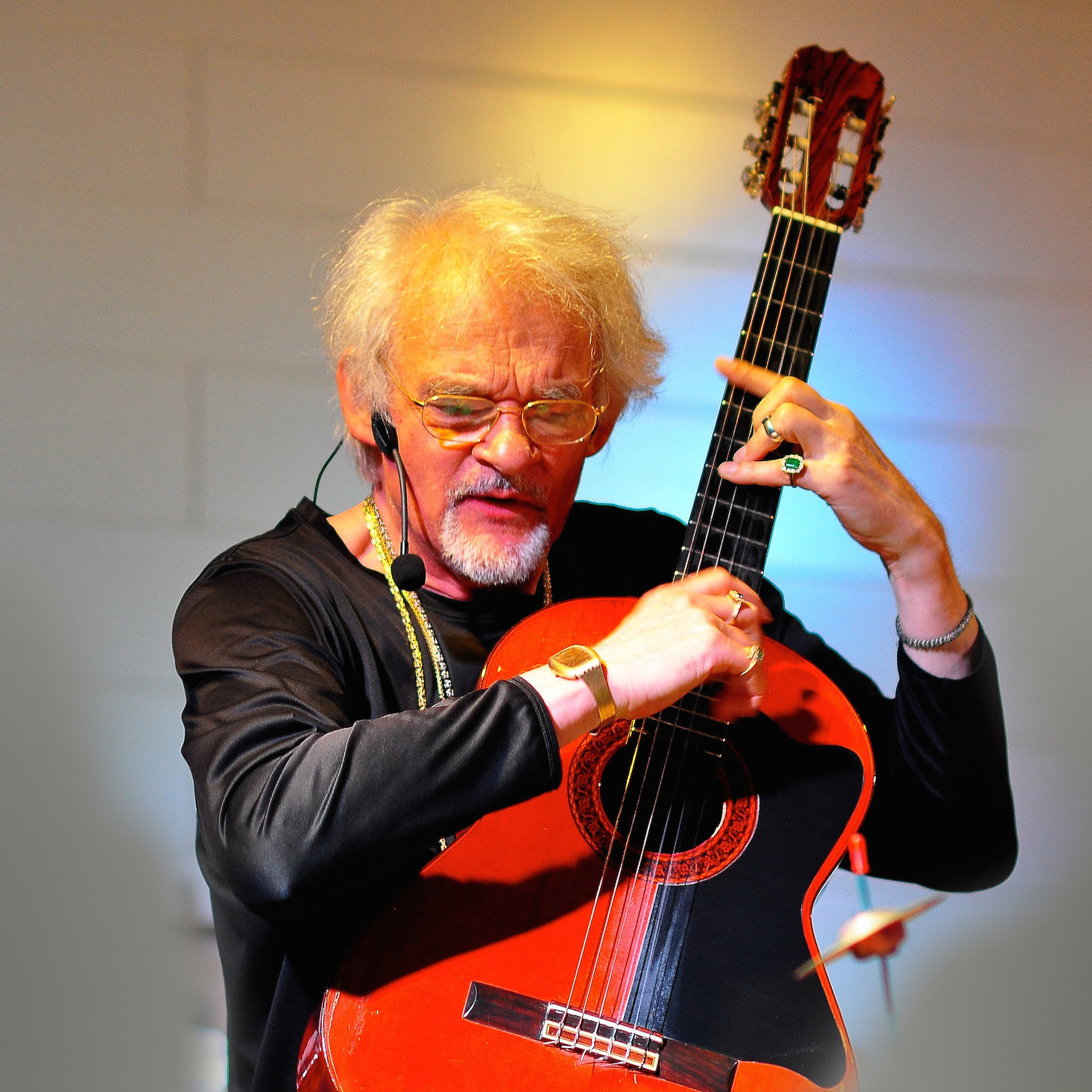
Ingo Insterburg (1934–2018)

- Instinsky, Hans Ulrich (1907–1973), deutscher Althistoriker
- Instuleius Tenax, Aulus, römischer Centurio
- Insúa, Alberto (1885–1963), spanischer Schriftsteller
- Insúa, Emanuel (* 1991), argentinischer Fußballspieler
- Insúa, Emiliano (* 1989), argentinischer Fußballspieler
- Insúa, Federico (* 1980), argentinischer Fußballspieler
- Insua, Pablo (* 1993), spanischer Fußballspieler
- Insula, Nikolaus de, Domherr zu Schwerin, Hamburg und Bremen
- Insulza, José Miguel (* 1943), chilenischer Politiker
- Inšušinak-sunkir-nappipir, elamitischer König

### Int
- Int-Veen, Vera (* 1967), deutsche Fernsehmoderatorin
- Inta Pom († 1776), König des Königreichs Luang Phrabang
- Inta, Klemas (* 1941), litauischer Politiker
- Intadis, Areerat (* 1996), thailändische Kugelstoßerin
- Intanon, Ratchanok (* 1995), thailändische Badmintonspielerin
- Intaphrenes, Angehöriger des Adels in Persien, Verschworener gegen Gaumata
- Intelmann, Berend, deutscher Musiker, Komponist und Produzent
- Intelmann, Tiina (* 1963), estnische Diplomatin und Botschafterin
- Intemann, Walter (1944–2023), österreichischer Politiker (ÖVP), Landtagsabgeordneter zum Vorarlberger Landtag
- İntepe, Hilmi Cem (* 1992), türkischer Schauspieler
- Interguglielmi, Elia (1746–1835), italienischer Maler
- Interlandi, Telesio (1894–1965), italienischer faschistischer Journalist
- Interlenghi, Antonella (* 1961), italienische Filmschauspielerin
- Interlenghi, Franco (1931–2015), italienischer Schauspieler und FilmproduzentFranco Interlenghi (1931–2015)

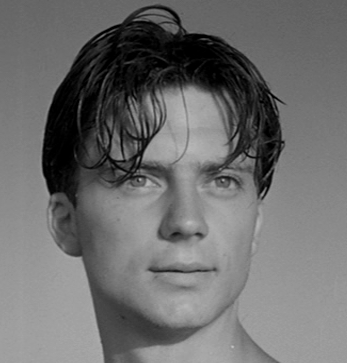
Franco Interlenghi (1931–2015)

- Interplanetary Criminal (* 1993), britischer DJ und Musikproduzent
- Intert, Amelie (* 1996), deutsche Tennisspielerin
- Interwies, Nina (* 1993), deutsche Beachvolleyballspielerin
- Intezar, Milad (* 1992), niederländisch-afghanischer Fußballspieler
- Inthakoumman, Lodkeo (* 1995), laotische Leichtathletin
- Inthaler, Franz (1940–2004), österreichischer Radrennfahrer
- Inthaler, Fritz (* 1937), österreichischer Radrennfahrer
- Intharacha († 1424), König des Reiches Ayutthaya
- Intharat Apinyakool (* 1982), thailändischer Fußballspieler
- Inthasom († 1749), König des Königreichs Luang Phrabang
- Inthavong († 1805), König des laotischen Königreichs Vientiane
- Inthavong, Santisouk (* 1999), laotischer Schwimmer
- Inthavong, Thipphachanth (* 1996), laotischer Fußballspieler
- Inthraphuvasak, Vutthikorn (* 1974), thailändischer Unternehmer und Autorennfahrer
- Inti, altägyptischer Beamter der 5. Dynastie
- Inti, Prinzessin der altägyptischen 6. Dynastie
- Intini, Giovanni (* 1965), italienischer Geistlicher und römisch-katholischer Erzbischof von Brindisi-Ostuni
- Intiraymi, Manu (* 1978), US-amerikanischer Film- und TheaterschauspielerManu Intiraymi (* 1978)

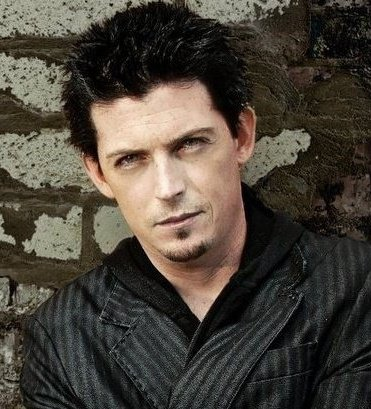
Manu Intiraymi (* 1978)

- Intisar Al-Amyal, irakische Frauenrechtsaktivistin und Schriftstellerin
- İntizar (* 1974), türkische Musikerin
- Intlekofer, Markus (* 1956), deutscher Boxer
- Intonti, Nicola (1775–1839), italienischer Politiker im Königreich beider Sizilien
- Intorp, Hans (1933–2020), deutscher Mediziner
- Intorre, Carmen, US-amerikanischer Jazzmusiker (Schlagzeug)
- Intra, Enrico (* 1935), italienischer Jazzmusiker und Komponist
- Intra, Theo (1930–1981), deutscher Bahnradsportler
- Intranuovo, Ralph (* 1973), italo-kanadischer Eishockeyspieler
- Intrator, Bożena (* 1964), polnisch-amerikanische Schriftstellerin und Übersetzerin
- Introini, Juan (1948–2013), uruguayischer Schriftsteller, literarischer Essayist und Hochschullehrer
- Introvigne, Massimo (* 1955), italienischer Soziologe
- Intrup, Paul (1916–1981), deutscher Jurist und Verwaltungsbeamter
- Intsiful, Emily (* 1991), deutsche Sängerin
- Intveen, Bernd (* 1970), deutscher Musiker
- Intveld, James (* 1959), US-amerikanischer Rockabilly-Musiker und Schauspieler
- Intxausti, Beñat (* 1986), spanischer Radrennfahrer
- Intze, Otto (1843–1904), deutscher Ingenieur und Hochschullehrer, Professor für Wasserbau, Baukonstruktion und Baustofflehre an der RWTH AachenOtto Intze (1843–1904)

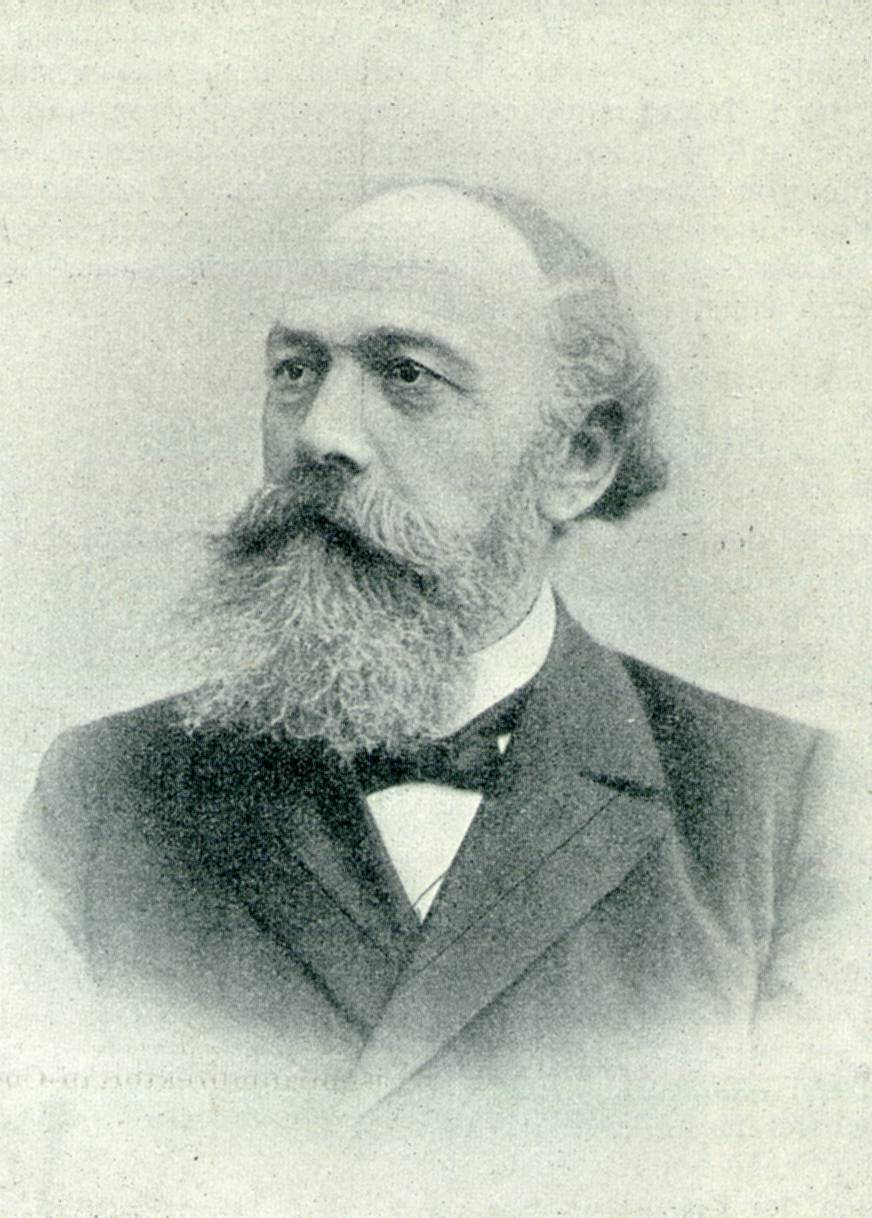
Otto Intze (1843–1904)

### Inu
- Inubushi, Takayuki (* 1972), japanischer Langstreckenläufer
- Inudō, Isshin (* 1960), japanischer Filmregisseur und Drehbuchautor
- Inui, Daichi (* 1989), japanischer Fußballspieler
- Inui, Emi (* 1983), japanische Softballspielerin
- Inui, Kumiko (* 1969), japanische Architektin und Professorin
- Inui, Madoka, japanische Pianistin
- Inui, Noé (* 1985), griechisch-japanischer Geiger
- Inui, Tai (1929–2023), japanischer Holzschnittkünstler
- Inui, Takashi (* 1988), japanischer Fußballspieler
- Inui, Takaya (* 1996), japanischer Fußballspieler
- Inui, Tatsurō (* 1990), japanischer Fußballspieler
- Inui, Yukiko (* 1990), japanische Synchronschwimmerin
- Inukai, Tomoya (* 1993), japanischer Fußballspieler
- Inukai, Tsuyoshi (1855–1932), 29. Premierminister Japans
- Iñurrategi, Alberto (* 1968), spanischer Bergsteiger
- Iñurrieta, Santos (1950–2023), spanischer Maler
- Inusa, Manuela (* 1981), deutsche Schriftstellerin
- Inuzuka, Yūsuke (* 1983), japanischer Fußballspieler

### Inv
- Invader (* 1969), französischer Street-Art-KünstlerInvader (* 1969)

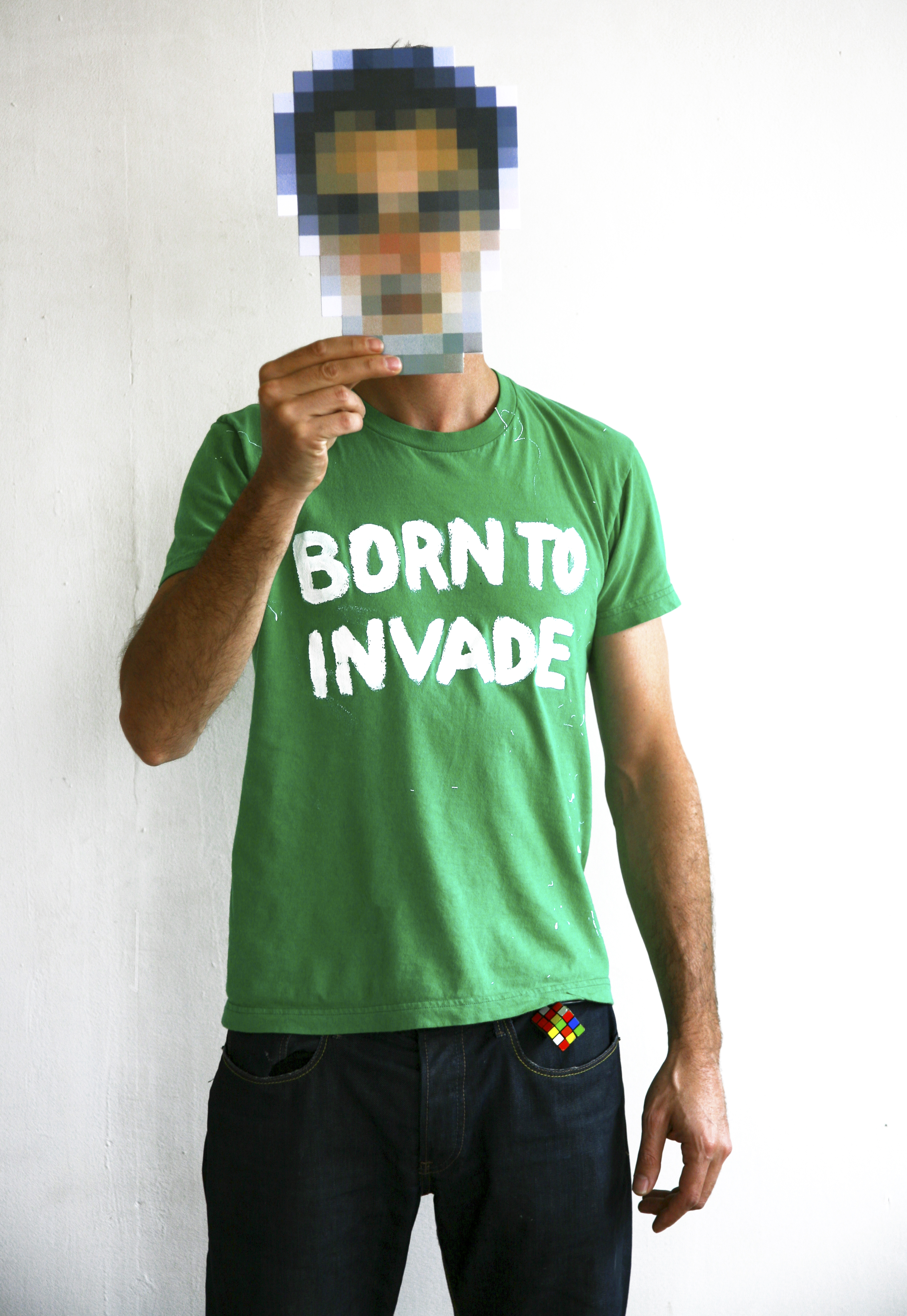
Invader (* 1969)

- Invault, Étienne Maynon d’ (1721–1801), französischer Jurist
- Invenius, Otto (* 2000), finnischer Biathlet
- Inverarity, Alison (* 1970), australische Hochspringerin
- Invernizzi, Claudio (* 1957), uruguayischer Schriftsteller und Werber
- Invernizzi, Giovanni (1926–1986), italienischer Ruderer
- Invernizzi, Giovanni (1931–2005), italienischer Fußballspieler und -trainer
- Invernizzi, Roberta (* 1966), italienische Sopranistin
- Invictus, Augustus Sol (* 1983), US-amerikanischer rechtsextremer Rechtsanwalt und Politiker
- Invincibile, Danny (* 1979), australischer Fußballspieler und Fußballtrainer
- Involtini, Olsen, Musikproduzent, Tontechniker und Songschreiber
- Invrea, Francesco (1641–1723), 132. Doge der Republik Genua

### Inw
- Inwagen, Peter van (* 1942), US-amerikanischer Philosoph
- Inwald, Josef (1837–1906), österreichischer Glasfabrikant
- Inwood, Brad (* 1953), kanadischer Klassischer Philologe
- Inwood, Henry William (1794–1843), englischer Architekt, Archäologe, Gelehrter und Autor
- Inwood, Mattias, neuseeländischer Schauspieler, Kameramann und Filmregisseur
- Inwood, Michael (1944–2021), britischer Philosoph und Philosophiehistoriker
- Inwood, Steve (1947–2025), US-amerikanischer Schauspieler

### Inz
- Inzaghi, Eugen (1689–1760), Abt des Benediktinerstiftes St. Lambrecht
- Inzaghi, Filippo (* 1973), italienischer FußballspielerFilippo Inzaghi (* 1973)

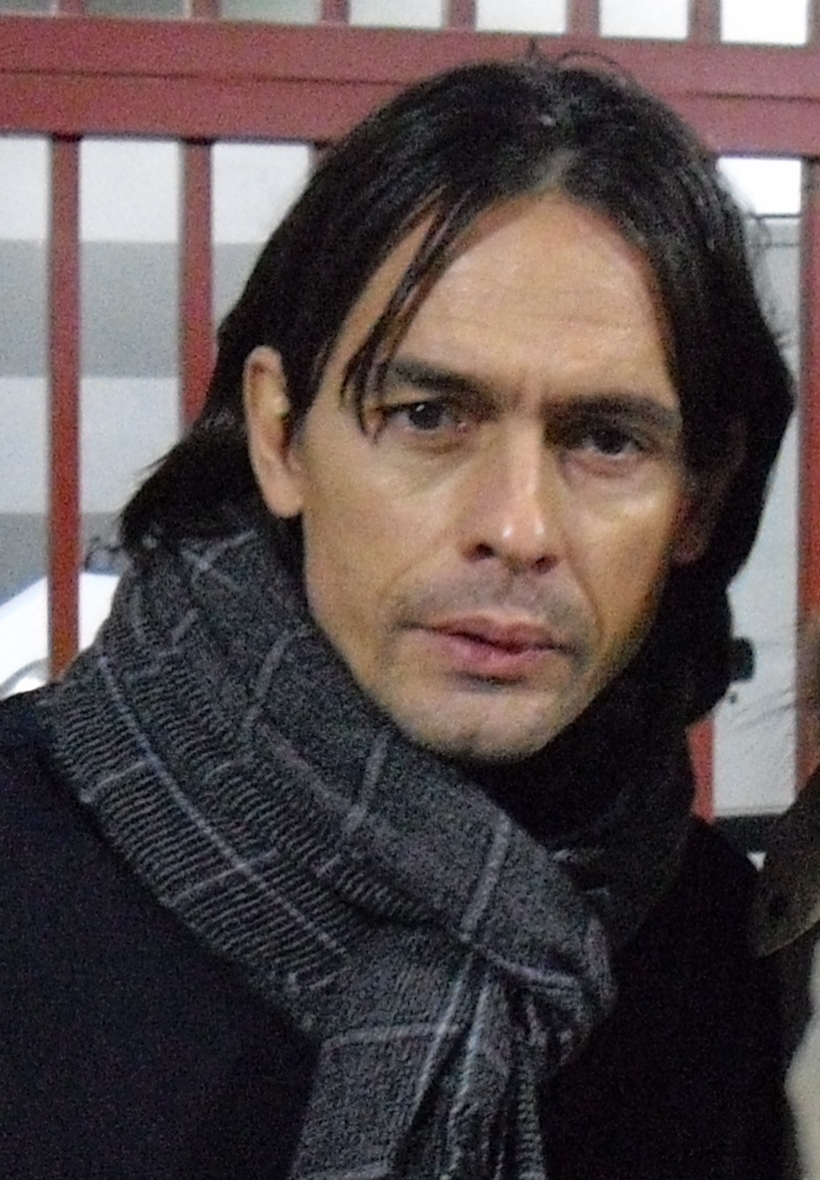
Filippo Inzaghi (* 1973)

- Inzaghi, Karl von (* 1777), österreichischer Adeliger und Politiker, Gouverneur von Illyrien, Venedig sowie Mähren und Schlesien, zuletzt Oberster Kanzler von Böhmen
- Inzaghi, Simone (* 1976), italienischer Fußballspieler und -trainerSimone Inzaghi (* 1976)

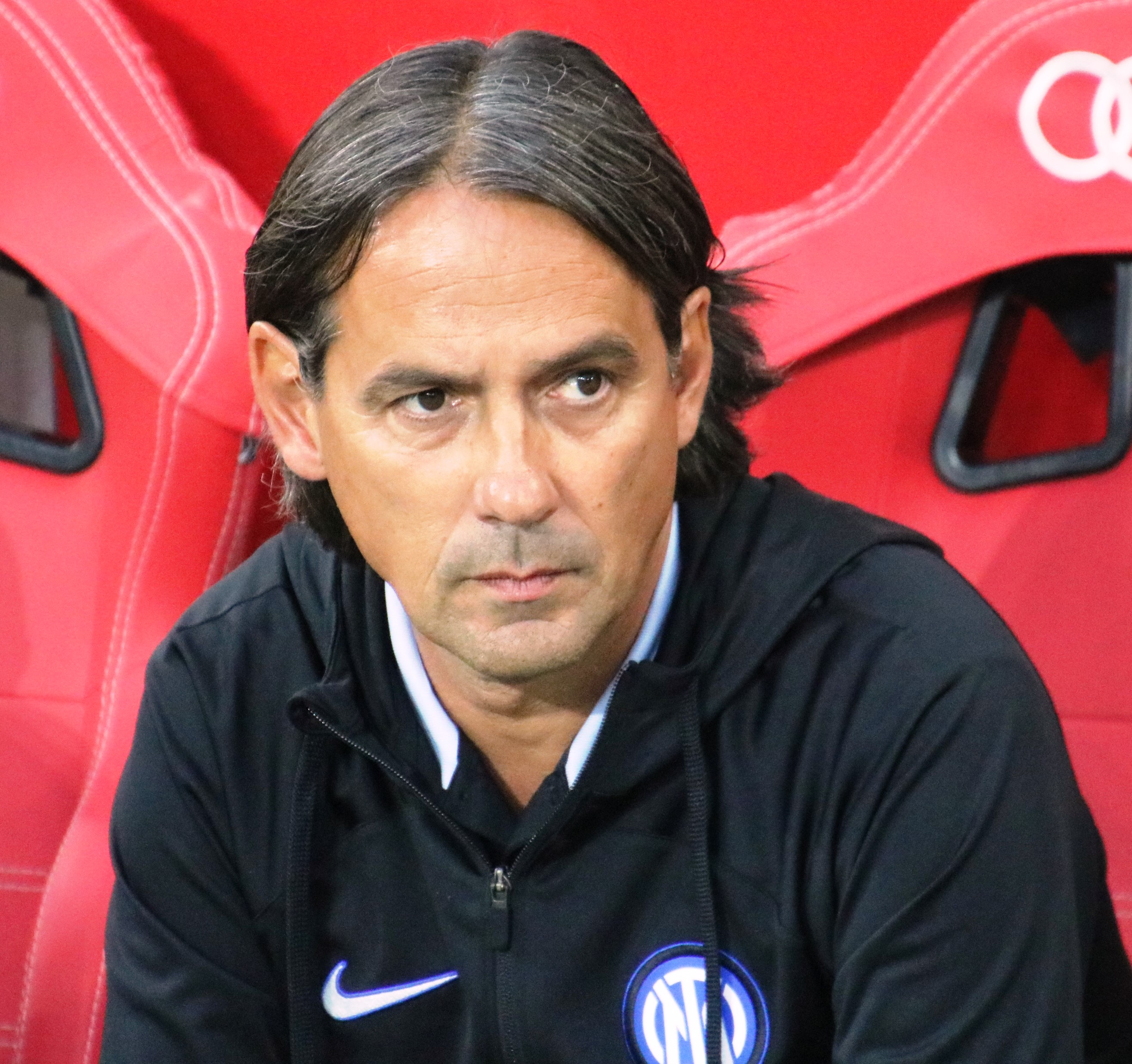
Simone Inzaghi (* 1976)

- Inzalaco, Tony (* 1938), US-amerikanischer Jazz-Schlagzeuger
- Inzamam-ul-Haq (* 1970), pakistanischer Cricketspieler
- Inzaurralde, Santos (1925–2013), uruguayischer Schriftsteller, Liedtexter und Politiker
- Inzer, James C. (1887–1967), US-amerikanischer Politiker
- Inzerillo, Jérôme (* 1990), französischer Tennisspieler
- Inzerillo, Salvatore (1944–1981), sizilianischer Mafioso
- Inzikuru, Dorcus (* 1982), ugandische Leichtathletin
- Inzinger, Alfred (* 1960), österreichischer Unternehmer, Motorsport-Teambesitzer
- Inzinger, Max (1945–2021), deutscher Fernsehkoch
- Inzinger, Rudolf (1907–1980), österreichischer Mathematiker
- Inzko, Valentin (* 1949), österreichischer Diplomat
- Inzko, Valentin sen. (1923–2002), österreichischer Slawist, Pädagoge und Politiker
- Inzoli, Daniele Leonardo (* 2008), italienischer Leichtathlet
- Inzon, Charlie (* 1965), philippinischer römisch-katholischer Geistlicher, Apostolischer Vikar von Jolo